# Ford Mustang
El Ford Mustang es un automóvil deportivo muscle car de dos puertas, producido por el fabricante estadounidense Ford Motor Company desde 1964, como modelo 1964½.
Originalmente fue concebido por Lee Iacocca como un concurso entre departamentos como algo personal y deportivo.
La séptima generación sería presentada en septiembre de 2022.

## Primera generación (1964-1973)

### Historia

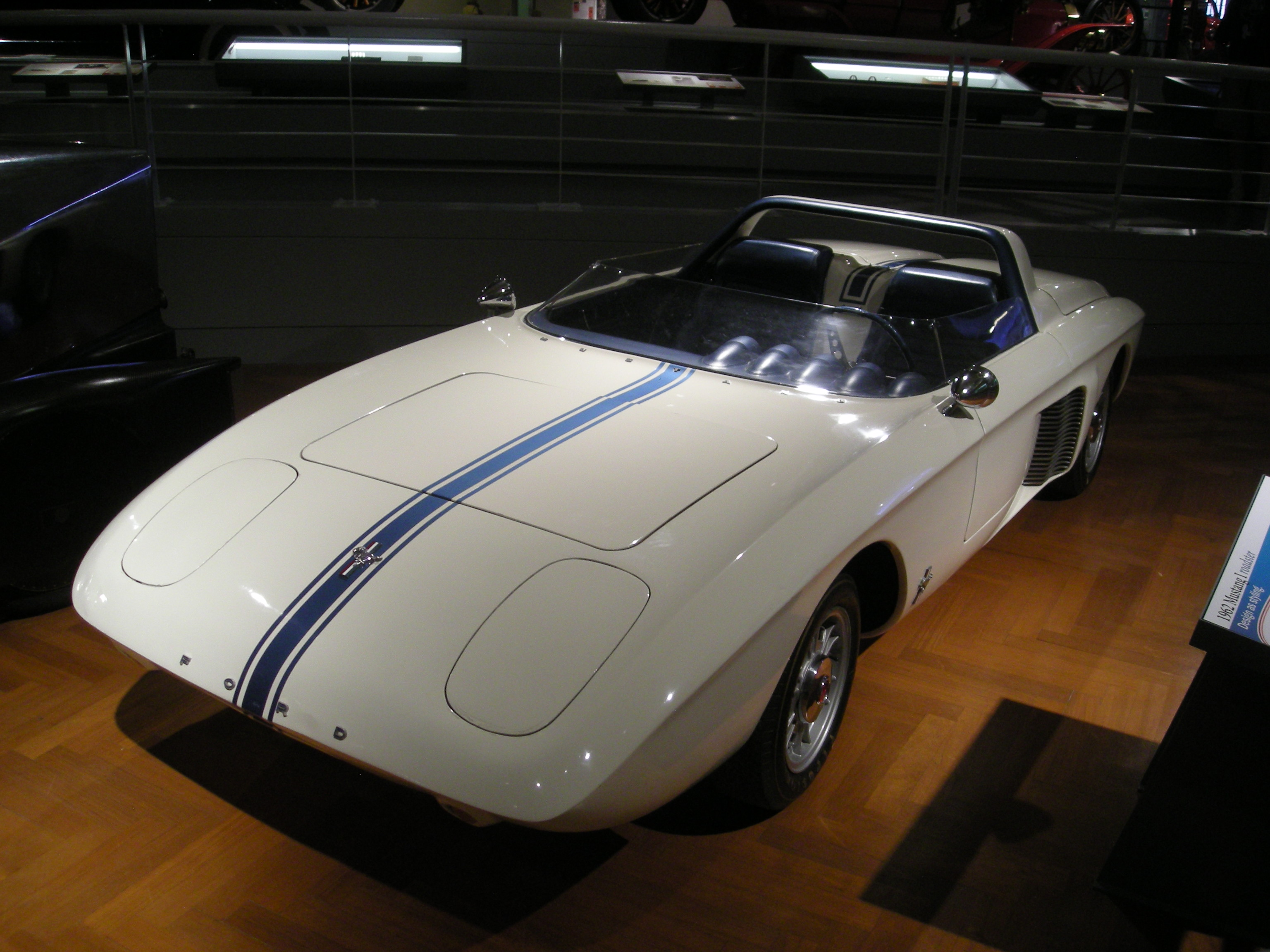
Primer prototipo Roadster de 1962 en el Museo Henry Ford en agosto de 2012.

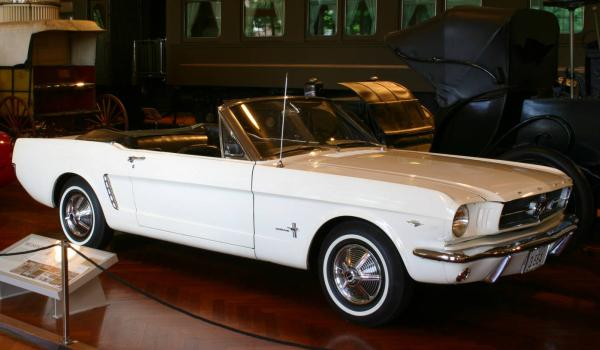
El primero producido como 1964½.

Debutó en 1964 como modelo 1964½ con un precio de US$2368 (equivalente a $23 263 en 2023), cuyas ventas anuales estaban estimadas en alrededor de 100 000 unidades. Las ventas del primer año superaron las 400 000 unidades y fueron de un millón en dos años.
El Mustang creó la clase de Autos Pony estadounidenses, distinguidos como cupés deportivos accesibles con capotas largas y cubiertas traseras cortas, y dio lugar a competidores como el Chevrolet Camaro, Pontiac Firebird, AMC Javelin, Dodge Charger, Plymouth Barracuda renovado de Chrysler y la segunda generación del Dodge Challenger. El Mustang también es acreditado por inspirar los diseños de cupés Toyota Celica y el Ford Capri, que fueron importados a los Estados Unidos.
Originalmente se basó en la plataforma del Ford Falcon de segunda generación, un automóvil compacto. El Mustang original de dos plazas de 1962 había evolucionado hasta convertirse en el "concept car" de cuatro plazas Mustang II de 1963 que Ford utilizó para probar como el público se interesaría en el primer Mustang de producción. El concept car Mustang II de 1963 fue diseñado con una variación de los extremos delantero y trasero del modelo de producción con un techo que era 2,7 pulgadas (6,9 cm) más corto. Introducido temprano el 17 de abril de 1964, 16 días después que el Plymouth Barracuda y, por lo tanto, denominado como un "1964½" por los aficionados, pero el modelo 1965 fue el lanzamiento más exitoso del fabricante desde el modelo Ford A. el Mustang ha sufrido varias transformaciones a su sexta generación actual, siendo la tercera saga de Ford más antigua.
Comenzó su producción cinco meses antes del inicio normal del año de producción de 1965. Las primeras versiones de producción a menudo se denominaban modelos de 1964½, pero todos los Mustangs fueron anunciados codificados por VIN y titulados por Ford como modelos de 1965, aunque las actualizaciones menores de diseño en agosto de 1964 al comienzo formal del año de producción de 1965, contribuyeron al seguimiento de la producción de 1964½ datos por separado de los datos de 1965. Con la producción comenzando en Dearborn, Míchigan el 9 de marzo de 1964, el nuevo automóvil fue presentado al público el 17 de abril de 1964 en la Feria Mundial de Nueva York.
Es el único modelo original que permanece en producción ininterrumpida durante cinco décadas de desarrollo y revisión. Hasta agosto de 2018, se han producido más de 10 millones de unidades en los Estados Unidos, siendo uno de los vehículos más cotizados a nivel mundial.
Aunque se diga lo contrario, en aquella época y después de la Segunda Guerra Mundial que dejó a Europa en condiciones lamentables, el mercado estadounidense gozaba de grandes automóviles con potencia, buen diseño, comportamiento, alta tecnología y prestaciones, mientras que en Europa, en los años cincuenta, marcas como Audi no producían ningún vehículo. No fue hasta los años 1980 cuando el mercado Europeo se equiparó con el estadounidense, siendo este último de todas formas superior.
Ford presentó el Thunderbird, que nació para competir directamente con el Chevrolet Corvette, el clásico superdeportivo estadounidense. El Thunderbird caló hondo en los clientes de la época, pero a comienzos de los años 1960 comenzó a perder atractivo. Dado este motivo, Lee Iacocca, vicepresidente de la Ford Motor Company junto a su equipo de Ford, comenzó a diseñar el sustituto del Thunderbird, el cual debía superar los estándares de este vehículo.
En 1961 Lee Iacocca vicepresidente de Ford Motor Company fundó el Comité Fairlane, cuyo punto de reunión era el hotel Fairlane, para iniciar la búsqueda del auto casi perfecto. Como punto de partida, el coche debía ser más ligero comparado con vehículos pesados de 2 toneladas que se usaban en esa época, tenía que ser sencillo, económicamente accesible, y con todas las comodidades típicas de un vehículo de clase media; por lo tanto debía tener asientos individuales, suaves acabados y palanca de cambios en el suelo. Regularmente, para atraer la mayor cantidad de público posible, este auto debería tener todas las opciones disponibles de accesorios, tipos de carrocería hardtop, fastback y cabriolet, color del coche, techo de vinilo, motor, transmisión manual o automática, etc.
Ante la enorme cantidad de variantes del nuevo modelo, no hubo el tiempo suficiente para crear una base mecánica relativamente nueva. Varios elementos del chasis y suspensión fueron recuperados del Ford Falcon y algunas otras partes de otros más modelos de la marca. Terminado los trabajos de diseño, se comenzó una labor de mucha importancia: el famoso "marketing" o mercadotecnia. Una forma de promoción fueron las "fotos secretas" del modelo a prueba, que aumentaron notablemente el interés por conocer el nuevo diamante de Ford. De esta manera se lanzó el modelo 64½ durante la Feria Mundial de Nueva York el 17 de abril de 1964.

### El nacimiento de una leyenda

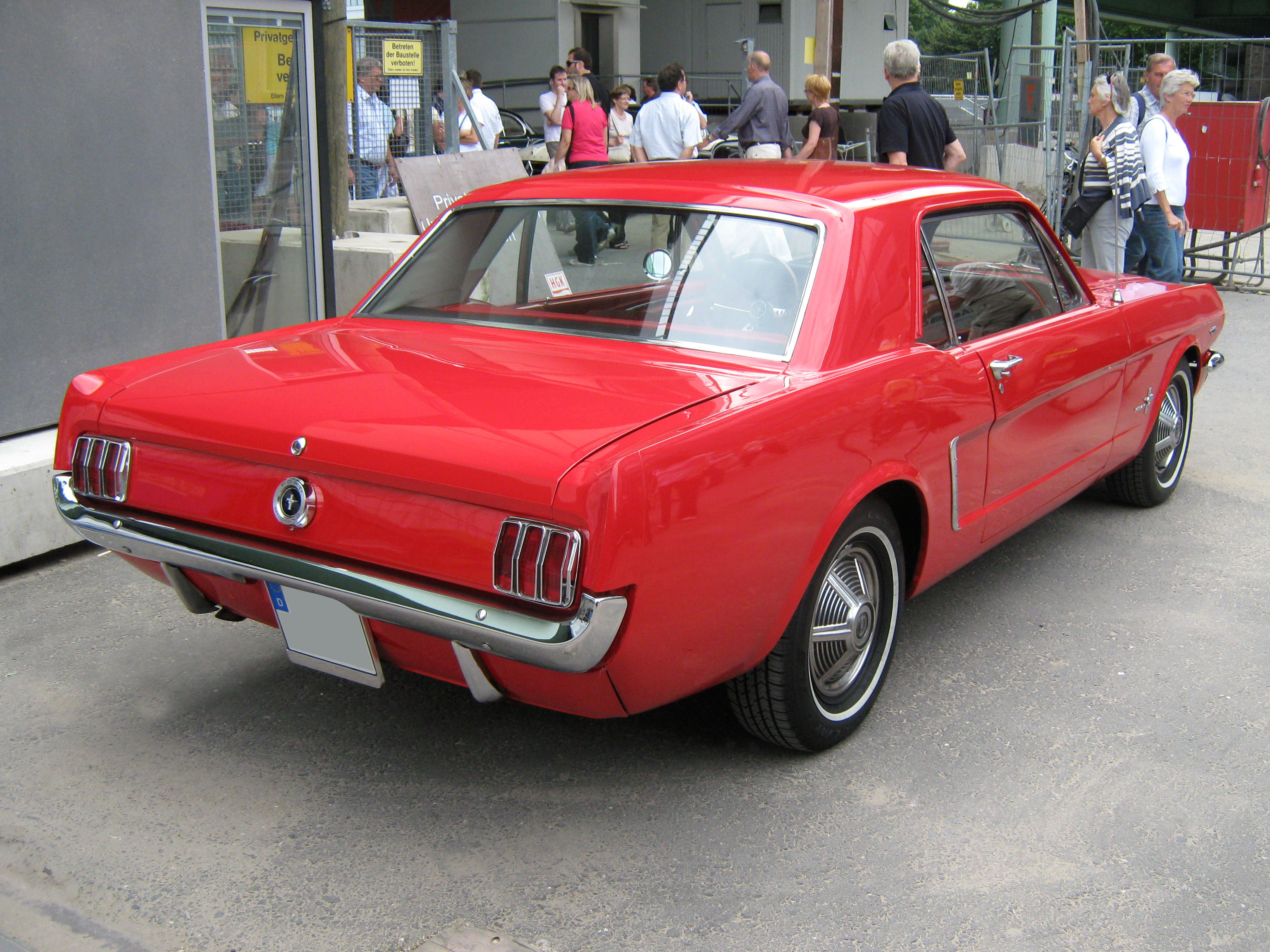
Vista trasera del Hardtop de 1965.

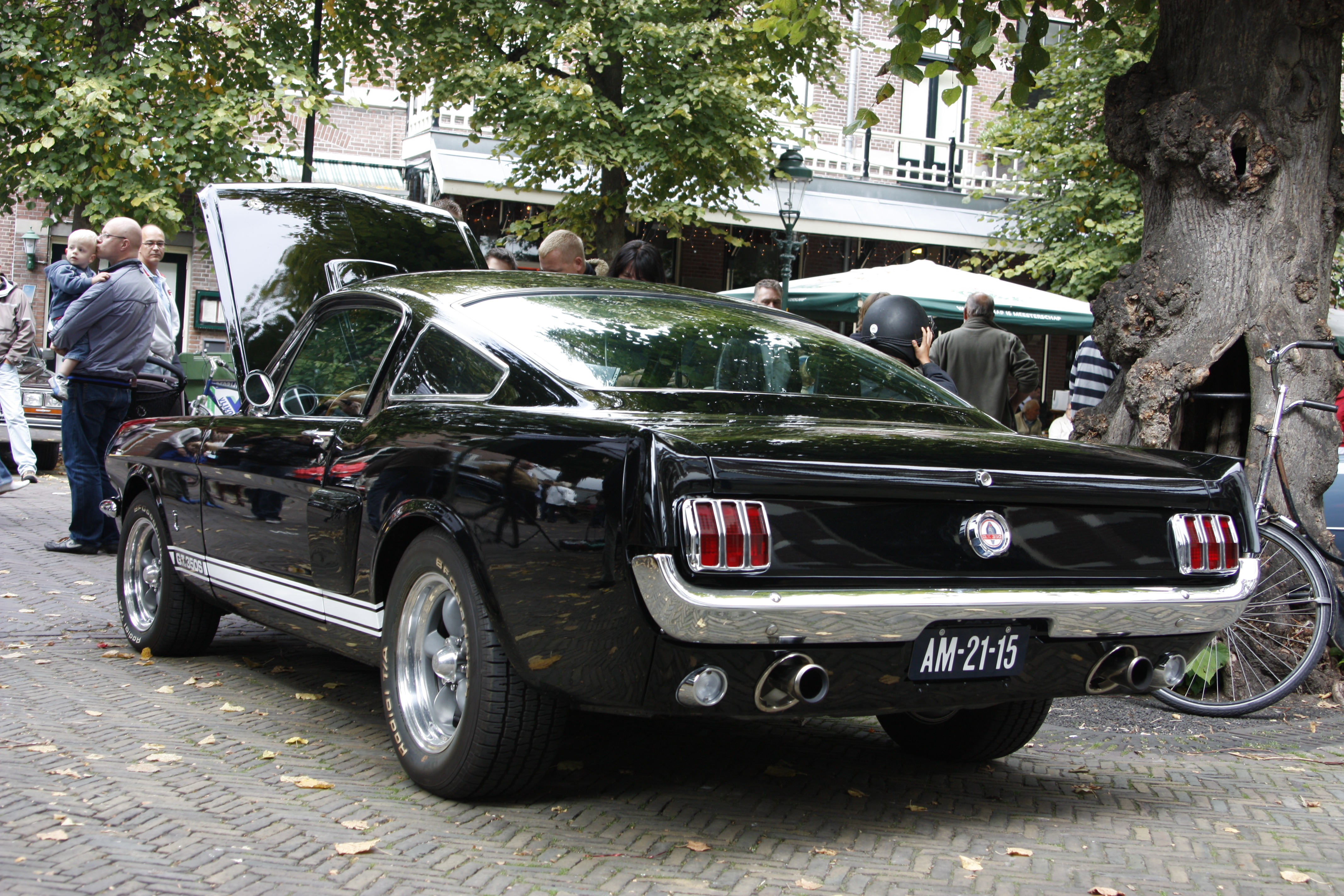
Vista trasera del Fastback GT de 1965.

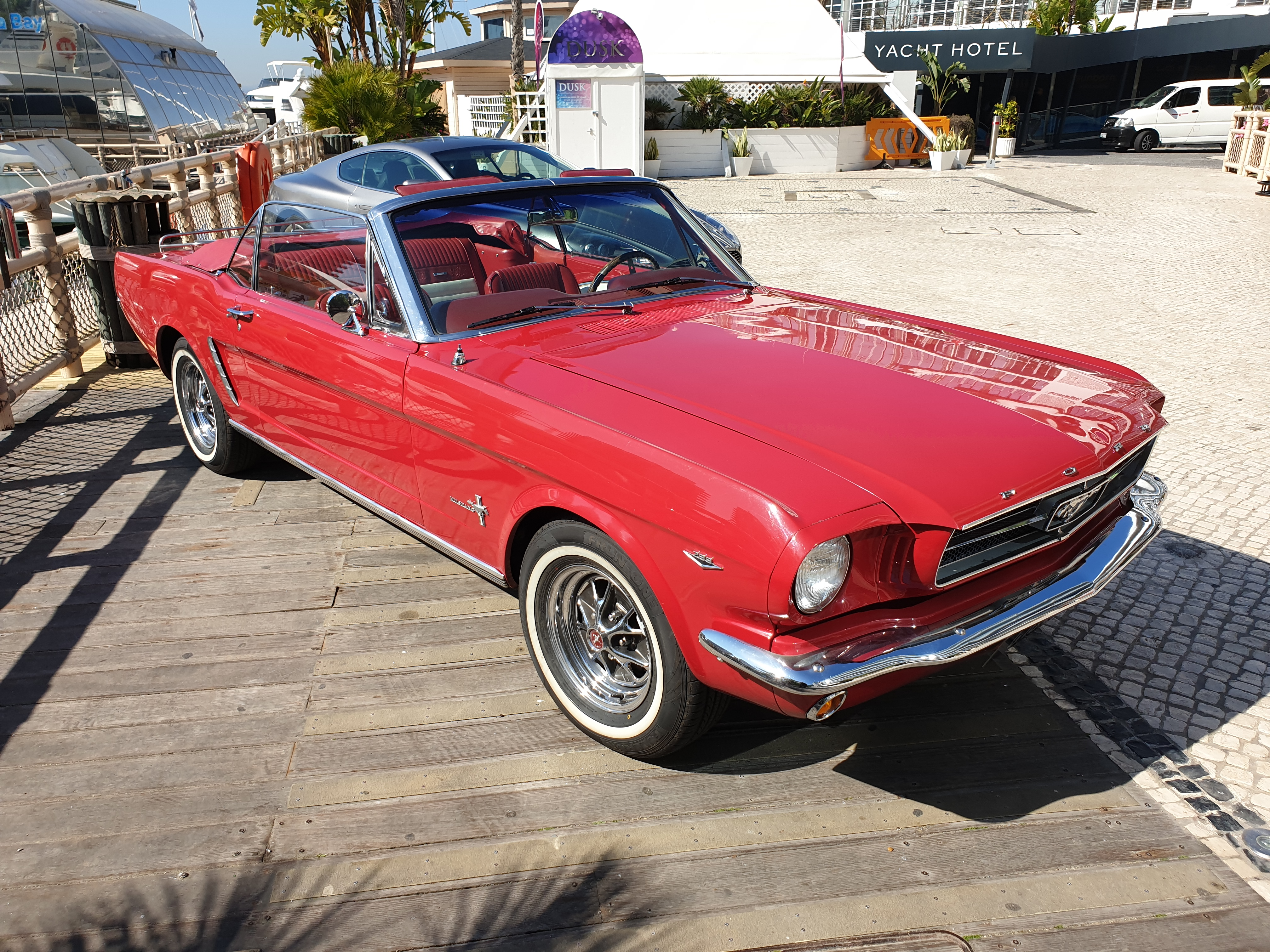
Descapotable de 1965 en Ocean Village, Gibraltar.

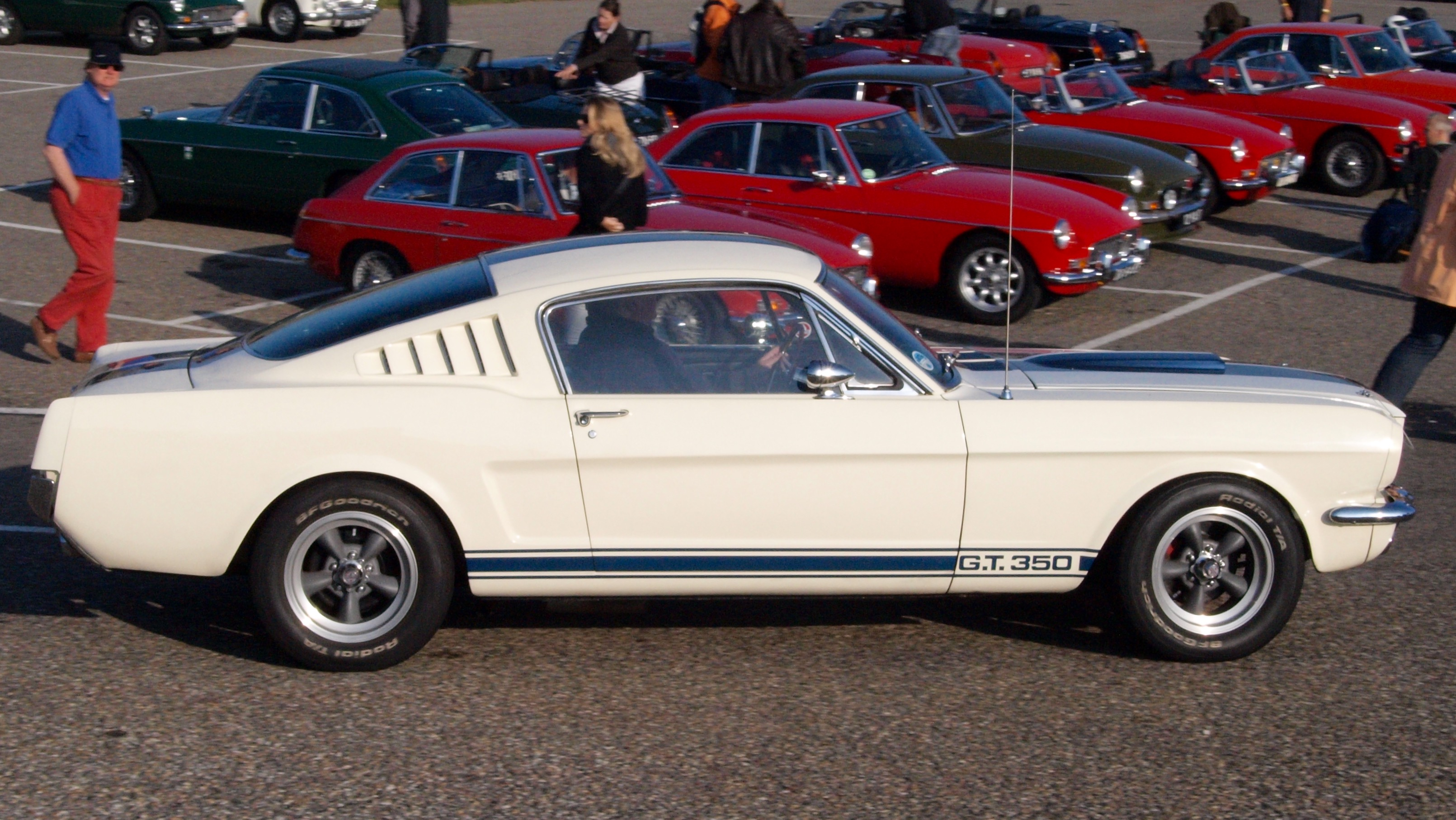
GT350 de 1965 con la matrícula AM-80-03 de Países Bajos.

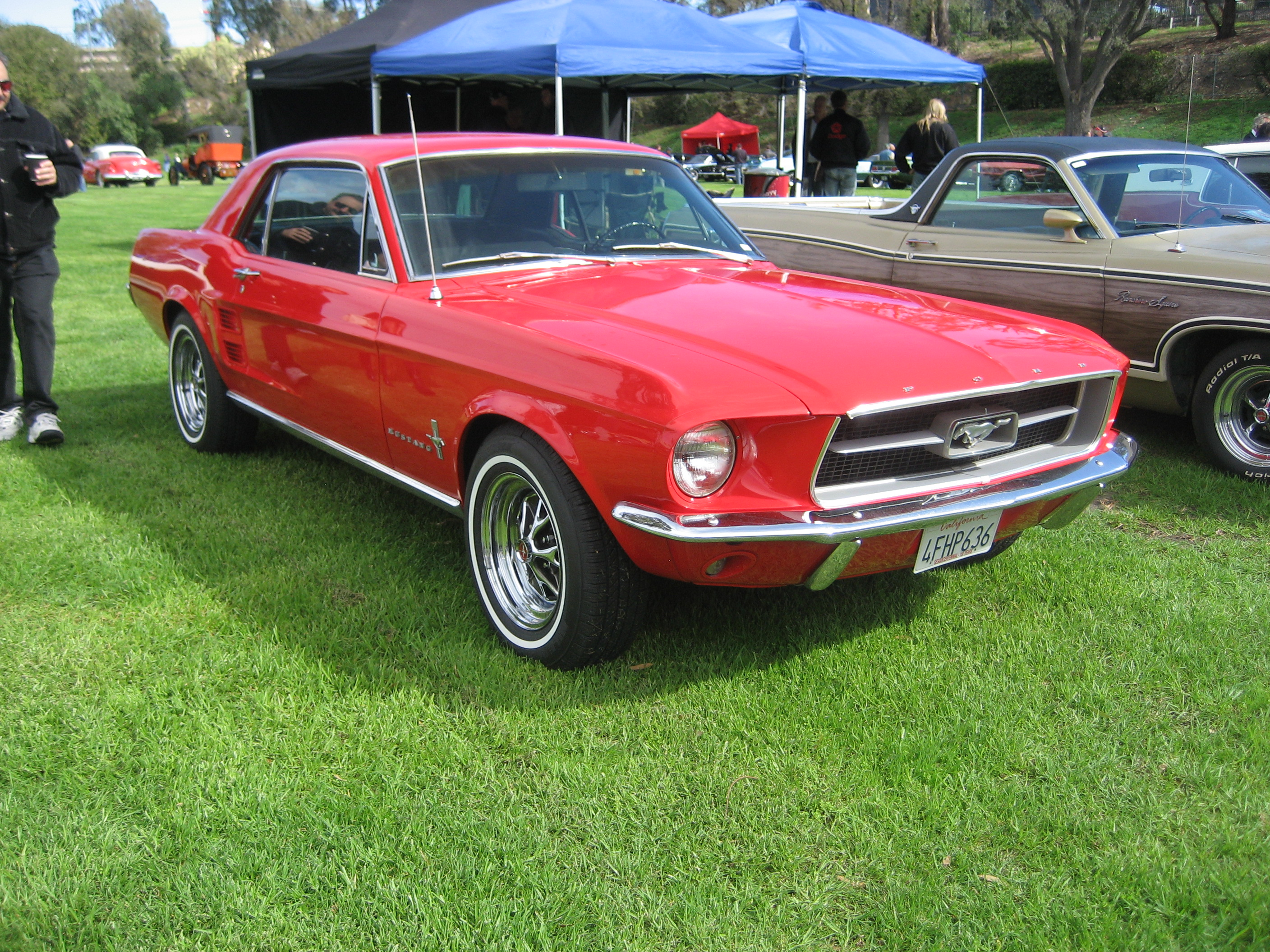
Hardtop de 1967.

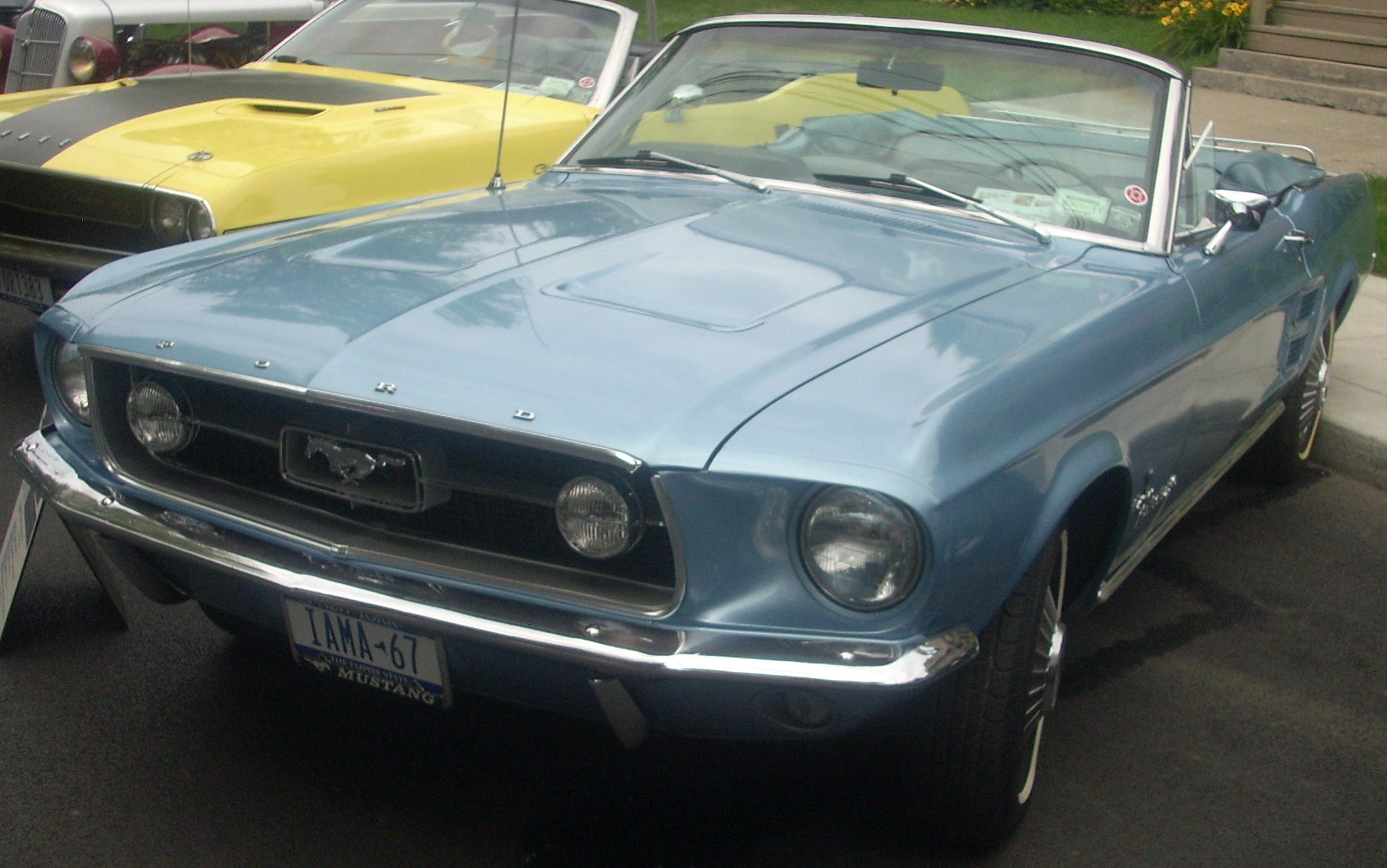
Descapotable de 1967 circulando por el paseo marítimo en 2010.

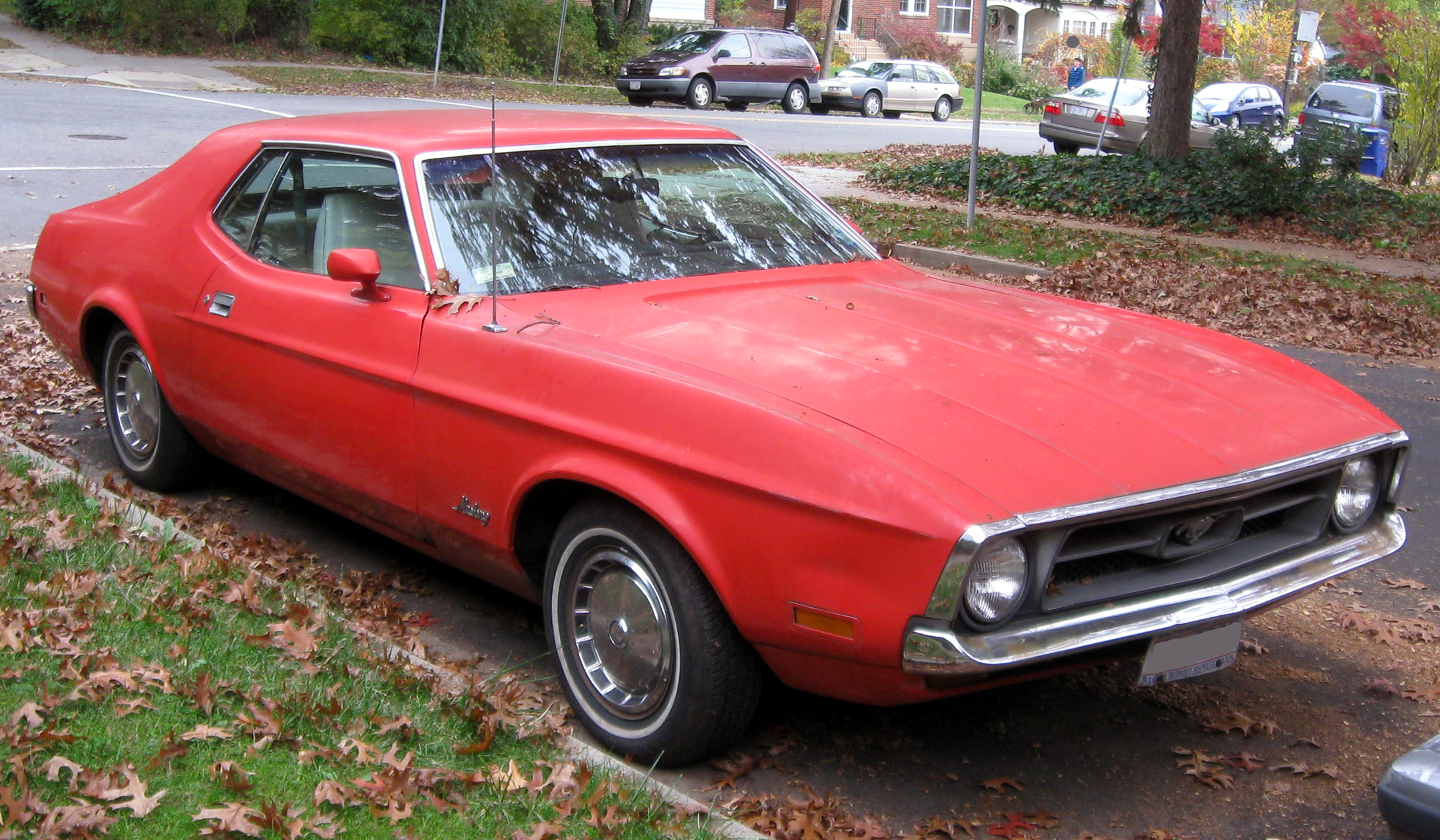
Cupé 1971-1972 en 2011.

Sin embargo, los máximos ejecutivos de Ford querían ver a su modelo compitiendo directamente con sus rivales en un circuito profesional. Para ello se recurrió a Carroll Shelby, expiloto que fabricaba prototipos de carreras y competición conocidos como AC Cobra, quien ya tenía algún contacto de negocios con Ford Motor Company. Así surge el fastback como un tercer tipo de carrocería para el Mustang en 1965, el cual también es la carrocería base sobre que se crea el Ford Shelby GT350. Los diseños originales del Mustang fueron un éxito, aunque el modelo que ha perdurado como un clásico de la familia Mustang es el Shelby GT500.
Con Carroll Shelby al frente del programa de carreras de Ford, se hicieron famosas las distintivas bandas blancas que cruzaban a sus coches modificados como el también famoso Ford GT40.
El debut del Shelby GT350 fue en enero de 1965 y tiene su primer éxito en competencias solamente un mes después al ganar su primera carrera en Green Valley Farms, Texas. En noviembre de 1966, Shelby lanzó el legendario Shelby GT500. Para febrero de 1970 y, tras la caída en la venta de automóviles de competición de la línea Ford-Shelby, Ford concluye el contrato con Carroll Shelby.
La desaparición del logo Ford de la parte delantera del cofre distinguirían, con el paso de los años, de lo que sería un clásico del que no lo es. El Fastback cedería su lugar al SportsRoof con algunos cambios físicos para tener las medidas necesarias para las competencias estadounidenses. En 1970, se cambiaron casi todos los motores disponibles, quedando en oferta los modelos Mach 1, Boss 302 y el Boss 429. Para 1971, el coche volvió a incrementarse en longitud, quedando como versiones disponibles el Mach 1 y el Boss 351.
Las nuevas tendencias anticontaminantes de la época, obligaron a Ford a ofrecer solamente la versión Mach 1 para 1972. El año 1973 significó la última etapa de la primera generación de los Mustang. El modelo final, uno con ligeras modificaciones respecto al anterior. La era de los Mustang pura sangre había terminado para siempre, o al menos hasta ese día.
El Mustang II, obligado a ser más pequeño en todos los aspectos respecto a sus antecesores por la Crisis del petróleo de 1973, era un motor de cuatro cilindros en línea que distaba mucho de los pura sangre. Este modelo permaneció casi sin cambios hasta 1979, cuando se logró un modelo más grande y ligero gracias a la utilización de nuevos materiales. Hasta ese entonces, había cambiado de cara de un deportivo a un vehículo de lujo.
El equipamiento básico que incluía el primer Mustang, consistía en un motor de seis cilindros en línea de 170 pulgadas cúbicas (2,8 litros), proveniente del Falcon, así también como todo el conjunto del chasis-bastidor, transmisión de tres velocidades, ruedas completas forradas, cojinete rellenado y alfombrado. Pesaba 2572 libras (1167 kg) y el precio de lanzamiento fue de US$2368 (equivalente a $23 263 en 2023).
Ese año entre los planes más optimistas de Ford estaban conseguir vender cuando menos 100 000 unidades, pero solamente en el primer día en el mercado hubo 22 000 pedidos del modelo y, en su primer año en 1964, las ventas alcanzaron la asombrosa cifra de 417 000 unidades.
El primer modelo que salió de la cadena de producción comercial fue el Wimbledon White, un descapotable con motor V8 que está en exhibición permanente en el Museo Henry Ford, en Dearborn (Míchigan), donde residen las oficinas principales de la corporación Ford Motor Company. En 1965 es presentado el Shelby GT350 con un V8 de 289 plg³ (4,7 litros) y 306 HP (310 CV; 228 kW) de potencia. Las ventas pasan de un millón en marzo de ese año. Aunque fue prácticamente en secreto, Ford realizó un modelo único, para un rico empresario en un color naranja usado en algunos camiones Mack, de ahí su nombre «Mack's orange», que fue descubierto actualmente al decapar la pintura roja que lucía en manos de su último propietario, un modelo único.
El modelo de 1967 es considerado por muchos como el mejor diseño de esa época y tal vez de todas, ya que Don Kopka, quien se retiró como vicepresidente de diseño de Ford en 1987, realizó el primer rediseño del Mustang cuando llegó proveniente de Chrysler. Señaló que el Mustang era demasiado plano y rectilíneo, así que hizo el modelo 1967 más redondeado y robusto, pero finalmente pensó que el '64½ era mucho mejor. En ese sentido, el modelo 2005 y 2006 que tanta aceptación ha tenido, se ha basado en los parámetros de diseño del modelo de 1967. Tiene una presencia más agresiva y se le agregaron elementos importantes. Ese mismo año salió a la venta el Shelby GT500 impulsado por un gran motor V8 de 355 HP (360 CV; 265 kW) de potencia.
Exteriormente, el coche creció tanto de ancho como de largo. Estos cambios de tamaño buscaban darle la posibilidad de alojar motores más grandes, como el de 390 plg³ (6,4 litros) con 320 HP (324 CV; 239 kW), al haber salido como un duro competidor de Chevrolet nuevamente, pero esta vez con el Camaro.
Uno año después, el 1 de abril es presentado el motor de 428 plg³ (7 litros) Cobra Jet como parte de un paquete de opciones dirigido a los entusiastas de las emociones fuertes en las carreteras. El nuevo modelo además, presenta algunas novedades como radio AM/FM, posibilidad de un motor de 302 plg³ (4,9 litros) y las letras "F O R D", que desaparecieron de la parte delantera del cofre.
La filosofía "para todas las necesidades" cede el paso a 11 diferentes combinaciones y se añaden nuevos modelos a la línea de producción de 1969 que incluye, entre otros, el Boss 302 de 290 HP (294 CV; 216 kW) de potencia, mientras que el Boss 429 sube a 375 HP (380 CV; 280 kW) de potencia, así como el Mach I y el lujoso modelo "Grande". También se ofrece por primera vez el motor V8 "Windsor" que produce 250 HP (253 CV; 186 kW) de potencia con carburador de dos bocas, o de 290 HP (294 CV; 216 kW) de potencia con carburador de cuatro bocas.
En 1970 aparece el Shaker ("contra todos los vientos"), equipado con un motor V8 más grande. Este año no supuso demasiados cambios en el modelo, salvo detalles externos como las luces frontales (2 en vez de 4) o salpicaderas con luz reflectora. En el apartado del motor sí hubo cambios más notables, ya que se dejó de usar el 390 y el 351-2V Cleveland y 351-4V Cleveland reemplazaron al 351 Windsor de los años anteriores. El Mach 1, el Boss 302 y el Boss 429 fueron los modelos disponibles en 1970.
En 1971, se realizó la última gran modificación de la primera generación, ya que creció más de 5 cm (2 pulgadas) de longitud y casi 6 cm (2,4 pulgadas) de ancho respecto al modelo de 1970. Se pone fin a los motores de 200 plg³ (3,3 litros), así como el 428 plg³ (7 litros), el Boss 302 y el Boss 429; quedando así los motores Boss 351, 429 y el Ram Air 429.
El Boss 351 era un motor que desarrollaba 330 HP (335 CV; 246 kW), mientras que los de 429 plg³ (7 litros) llegaban a 370 HP (375 CV; 276 kW). El Mach 1 se continuó ofreciendo durante este año con cualquiera de los motores V8, una parrilla especial en forma de colmena, defensas de un color especial eran características ofrecidas únicamente con el Mach 1, así como etiquetas "Mach 1" en los salpicaderas. En 1971 el Boss 351 reemplazó al Boss 302 y al Boss 429. El Boss 351 poseía un cofre con seguros de giro y líneas especiales en la carrocería del automóvil, además de una suspensión de competición, frenos de disco frontales y doble escape.
El modelo 1972 sucedió a todos los modelos Boss, aunque la versión GT 302, 351, 429, etc. dotado con un V8 Cleveland y 350 HP (355 CV; 261 kW), fue el que ocupó su lugar, sin llegar a desarrollar los más de 300 HP (304 CV; 224 kW) que desarrollaba el Boss, pero ofrecía el mismo estilo cupé y magnífico desempeño. Tiempo después y debido a las fuertes restricciones gubernamentales acerca de la economía de combustible, quedando como representante de la línea de alto desempeño el Mach 1. El año 1973 fue último del Mustang «Grande».

### Publicidad
En el mes de octubre de 1965, Robert Leury, vicepresidente y mánager del Empire State Building, estaba asombrado por el éxito del Mustang, quien era el máximo responsable del emblemático rascacielos, ya que desde que se puso la primera piedra era más que un edificio, era un símbolo. Leury cita en su despacho en el centro de Manhattan a William Benton, responsable de operaciones de marketing de Ford. Su idea es exponer un Mustang descapotable en el piso 86 del edificio neoyorkino, el observatorio abierto al público. Toda una atracción turística. Para Leury era una forma más de potenciar la imagen e interés por el gigante neoyorkino y para Benton, la oportunidad de una operación publicitaria de enorme impacto que serviría de espaldarazo no solamente al Mustang, sino a Ford como marca.
Benton reúne a un grupo de ingenieros de la firma del óvalo para elaborar un plan de trabajo. El equipo se traslada desde Detroit hasta Nueva York para estudiar el tema. Se miden pasillos, escaleras y ascensores del edificio. En principio se había barajado la posibilidad de llevar el Mustang en un helicóptero, pero la forma del edificio, entre otros problemas, hicieron que pronto se desechara. Finalmente se optó por utilizar los ascensores, pero el coche no cabía, así que planificaron desmontarlo en tres grandes secciones, pero cortadas de tal forma que, al volver a montar, no se vieran los cortes. En la terraza del piso 86, trabaja el equipo de Ford que deja montado el Mustang justo a tiempo para que un helicóptero pueda hacer las primeras fotografías del descapotable en la terraza. En la primera jornada, más de 14 mil personas acudieron a dicho edificio para ver el Mustang que permanecerá allí a lo largo de 1966. La idea de Leury y Benton funcionaba.

### Producción
1964: 121 538

1965: 559 500

1966: 607 568

1967: 472 121

1968: 317 404

1969: 299 824

1970: 190 727

1971: 149 678

1972: 125 903

1973: 134 867

Total: 2 979 130

### Motorizaciones
| Tipo de motor | Código de motor | Carburador               | Relación de compresión | Cilindrada       | Diámetro x carrera                  | Potencia máxima                    | Par máximo                      |
| ------------- | --------------- | ------------------------ | ---------------------- | ---------------- | ----------------------------------- | ---------------------------------- | ------------------------------- |
| 6 en línea    | Thriftpower     | Autolite de 1 boca       | 8,7:1                  | 170 plg³ (2,8 L) | 3,5 x 2,94 plg (88,9 x 74,7 mm)     | 101 HP (102 CV; 75 kW) @ 4400 rpm  | 156 lb·pie (212 N·m) @ 2400 rpm |
| 6 en línea    | Thriftpower     | Autolite de 1 boca       | 9,2:1                  | 200 plg³ (3,3 L) | 3,68 x 3,13 plg (93,5 x 79,5 mm)    | 120 HP (122 CV; 89 kW) @ 4400 rpm  | 190 lb·pie (258 N·m) @ 2400 rpm |
| 6 en línea    | Thriftpower     | Motorcraft de 1 boca     | 9,0:1                  | 250 plg³ (4,1 L) | 3,68 x 3,91 plg (93,5 x 99,3 mm)    | 155 HP (157 CV; 116 kW) @ 4000 rpm | 240 lb·pie (325 N·m) @ 1600 rpm |
| V8            | Windsor         | Autolite de 2 bocas      | 8,8:1                  | 260 plg³ (4,3 L) | 3,8 x 2,87 plg (96,5 x 72,9 mm)     | 164 HP (166 CV; 122 kW) @ 4400 rpm | 258 lb·pie (350 N·m) @ 2200 rpm |
| V8            | Windsor         | Autolite 4300 de 4 bocas | 9,8:1                  | 289 plg³ (4,7 L) | 4 x 2,87 plg (101,6 x 72,9 mm)      | 225 HP (228 CV; 168 kW) @ 4800 rpm | 305 lb·pie (414 N·m) @ 3200 rpm |
| V8            | Windsor HiPo    | Autolite 4300 de 4 bocas | 10,5:1                 | 289 plg³ (4,7 L) | 4 x 2,87 plg (101,6 x 72,9 mm)      | 271 HP (275 CV; 202 kW) @ 6000 rpm | 312 lb·pie (423 N·m) @ 3400 rpm |
| V8            | Windsor         | Autolite 4300 de 4 bocas | 10,0:1                 | 302 plg³ (4,9 L) | 4 x 3 plg (101,6 x 76,2 mm)         | 230 HP (233 CV; 172 kW) @ 4800 rpm | 310 lb·pie (420 N·m) @ 2800 rpm |
| V8            | Windsor         | Holley de 4 bocas        | 10,5:1                 | 302 plg³ (4,9 L) | 4 x 3 plg (101,6 x 76,2 mm)         | 290 HP (294 CV; 216 kW) @ 5800 rpm | 290 lb·pie (393 N·m) @ 4300 rpm |
| V8            | Cleveland       | Autolite 4300 de 4 bocas | 11,1:1                 | 351 plg³ (5,8 L) | 4 x 3,5 plg (101,6 x 88,9 mm)       | 330 HP (335 CV; 246 kW) @ 5400 rpm | 370 lb·pie (502 N·m) @ 4000 rpm |
| V8            | FE              | Holley de 4 bocas        | 10,5:1                 | 390 plg³ (6,4 L) | 4,05 x 3,78 plg (102,9 x 96,0 mm)   | 325 HP (330 CV; 242 kW) @ 4800 rpm | 427 lb·pie (579 N·m) @ 3200 rpm |
| V8            | Cobra Jet       | Holley de 4 bocas        | 10,6:1                 | 428 plg³ (7 L)   | 4,13 x 3,984 plg (104,9 x 101,2 mm) | 335 HP (340 CV; 250 kW) @ 5200 rpm | 440 lb·pie (597 N·m) @ 3400 rpm |
| V8            | Super Cobra Jet | Holley de 4 bocas        | 11,3:1                 | 428 plg³ (7 L)   | 4,13 x 3,984 plg (104,9 x 101,2 mm) | 375 HP (380 CV; 280 kW) @ 5600 rpm | 450 lb·pie (610 N·m) @ 3400 rpm |
| V8            | 385-series      | Holley de 4 bocas        | 11,5:1                 | 429 plg³ (7 L)   | 4,362 x 3,59 plg (110,8 x 91,2 mm)  | 375 HP (380 CV; 280 kW) @ 5600 rpm | 450 lb·pie (610 N·m) @ 3400 rpm |

## Segunda generación (1973-1978)

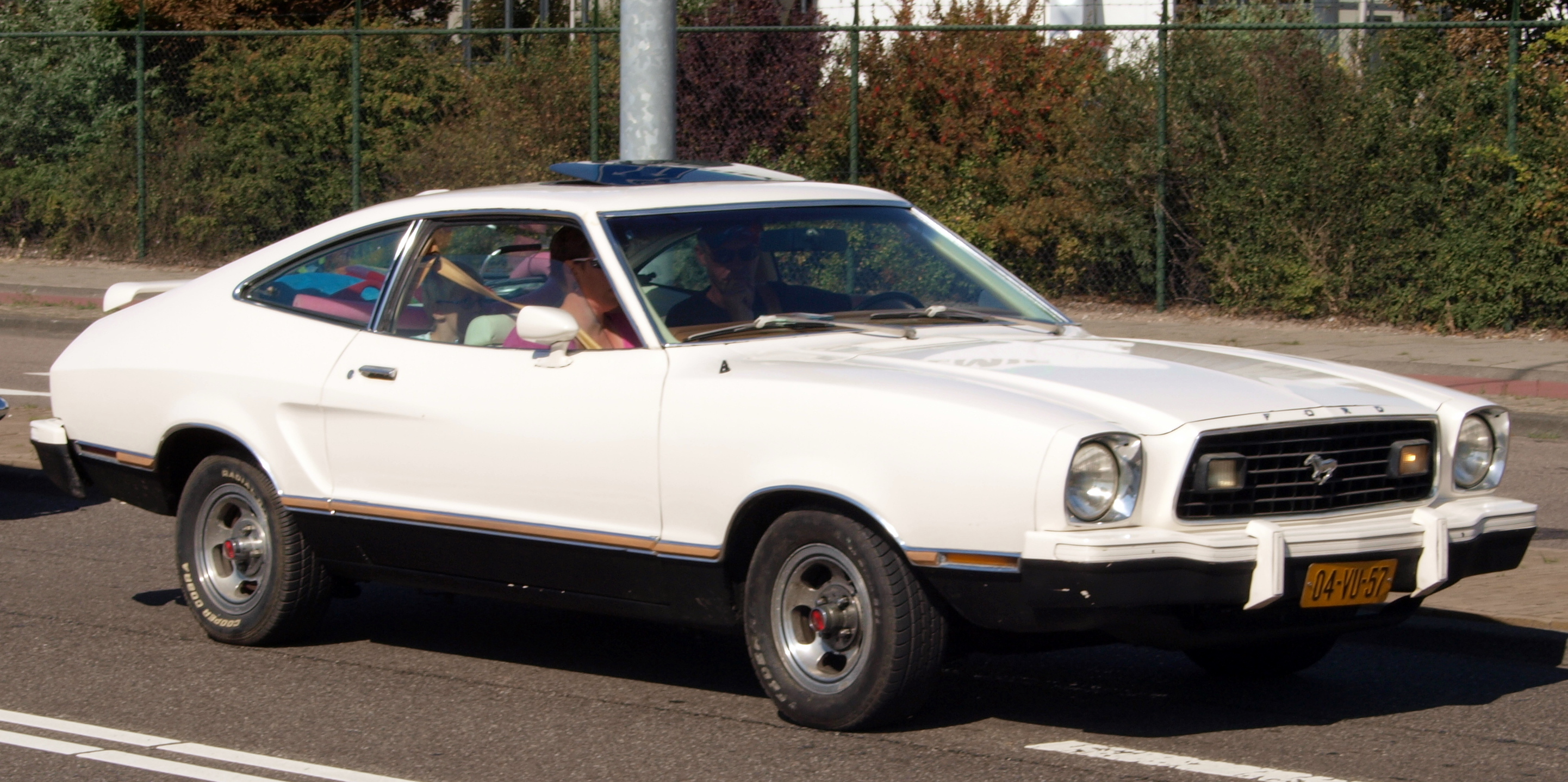
Hatchback 2+2.

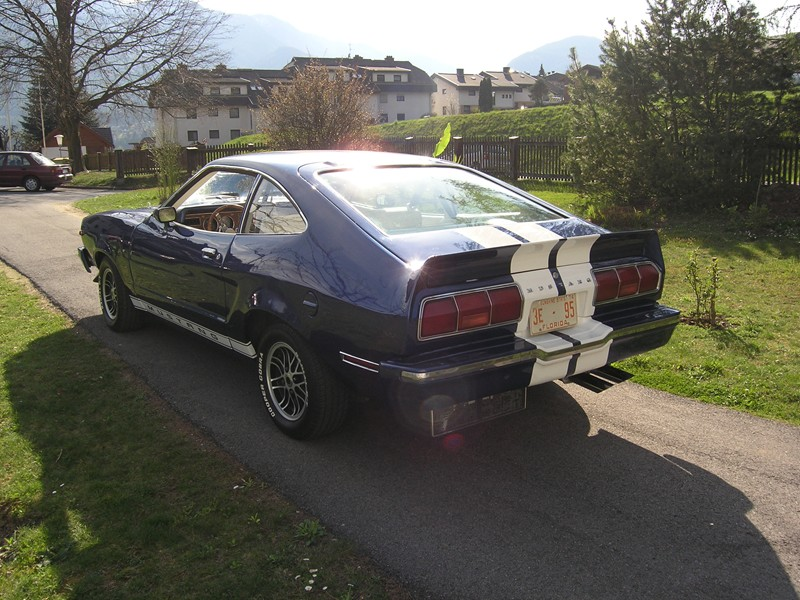
Vista trasera del modelo 1974 en mayo de 2007.

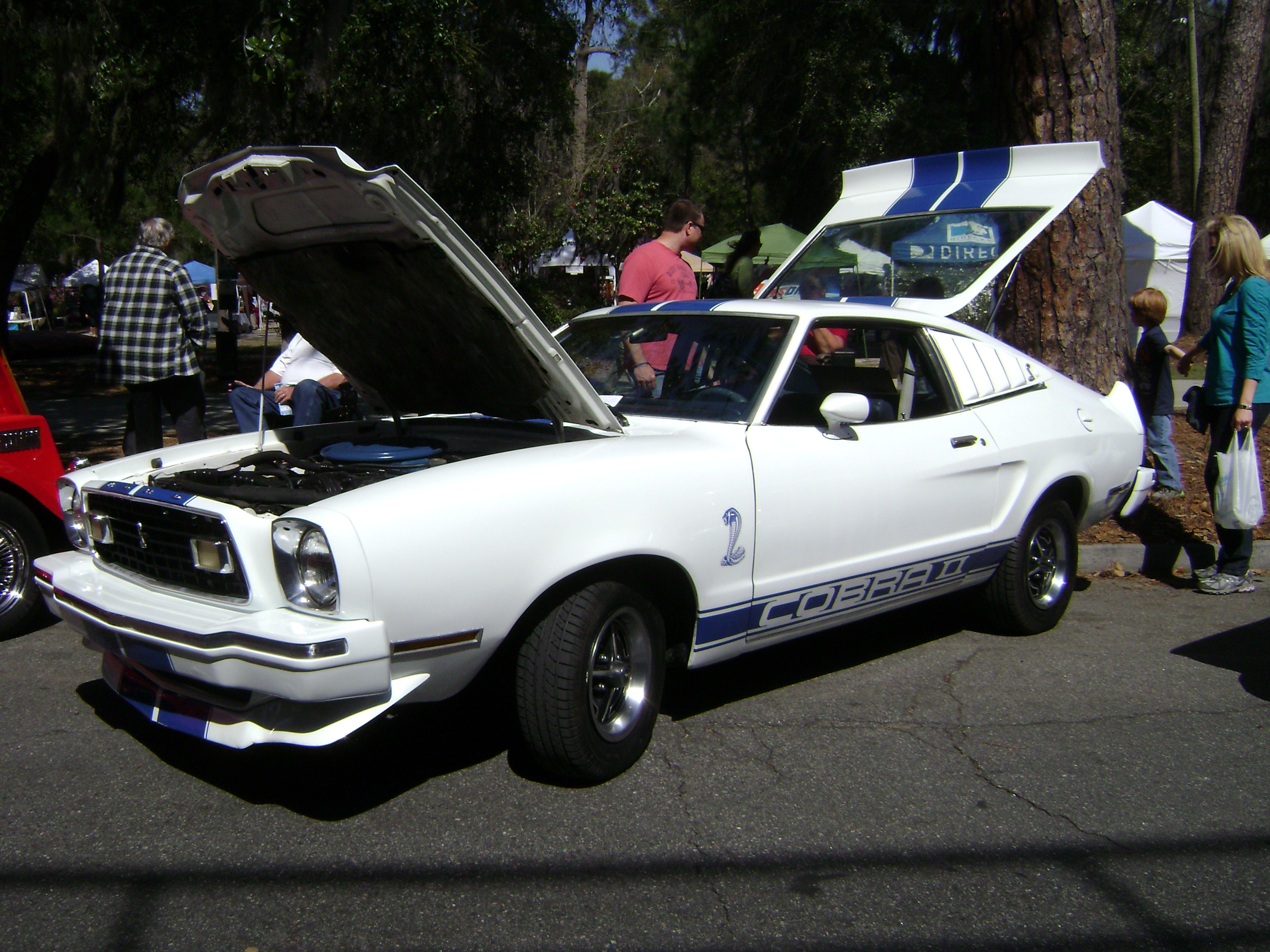
Cobra II de 1976 en el Festival Azalea de 2013.

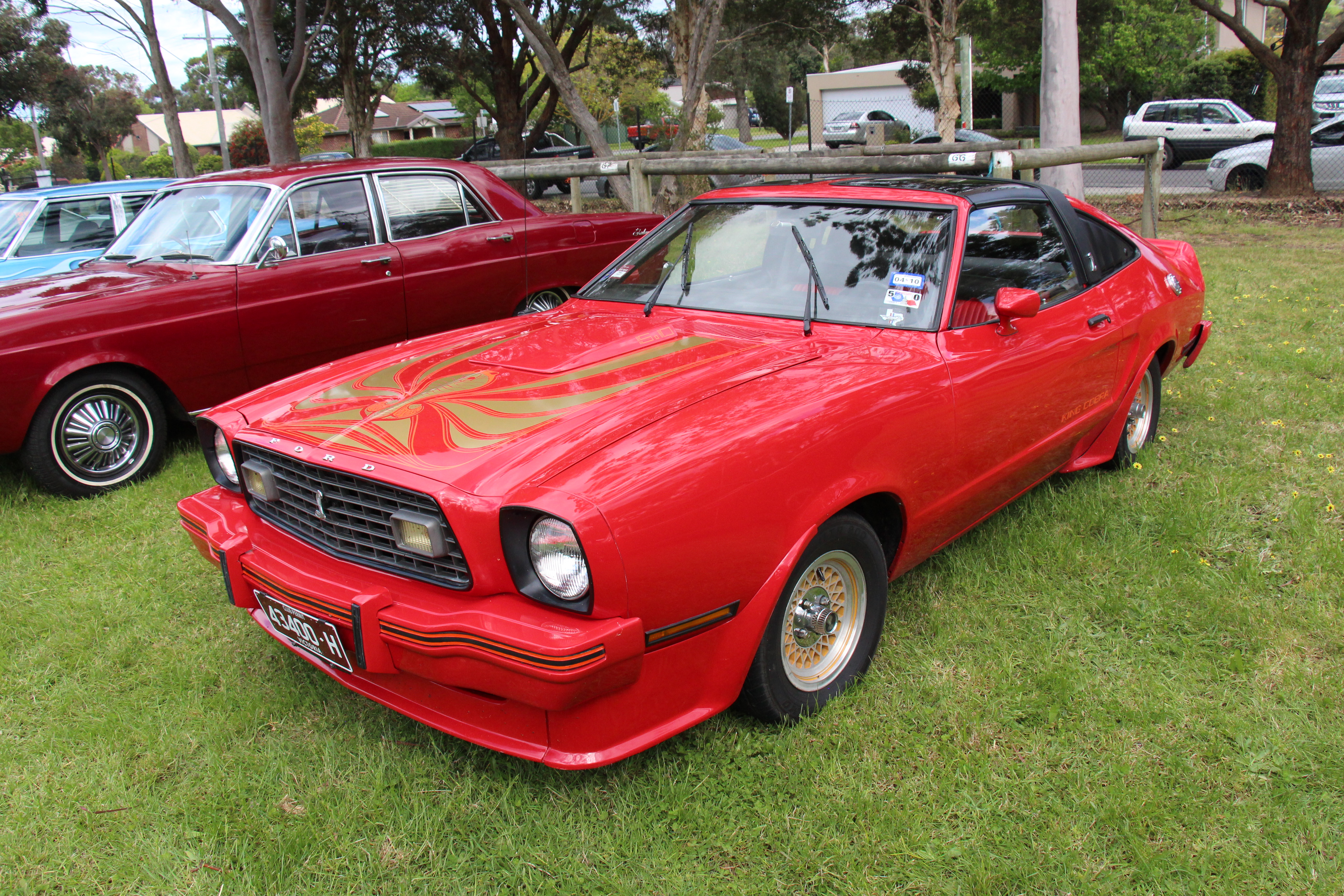
King Cobra II Hatchback de 1978.

El Ford Mustang cambió y se convirtió en el Mustang II, un auto basado en el Ford Pinto, el cual era un modelo más pequeño y menos consumidor con motor de 4, 6 y 8 cilindros. El sacrificio hecho en la reducción en el tamaño del motor así como del automóvil en sí, se compensó con interiores más lujosos. En 1976 aparece el Cobra II, con el propósito de recordar la fama de los Mustang Shelby. Un año después, Ford, en un intento de atraer a los fanáticos del descapotable, ofrece un nuevo paquete de coches deportivos de cuatro velocidades y transmisión manual. El nuevo modelo King Cobra es el primer Mustang en usar la insignia "5.0" en el año 1978. Su producción inició cuando las primeras unidades llegaron a las salas de exposición de Ford a finales del verano de 1973, ya como modelo 1974. Cuando fue introducido el 23 de agosto de 1973, los clientes estaban lidiando con una severa recesión que se alargaría durante dos años más, por lo que originalmente fue concebido para afrontar la crisis del petróleo de 1973.
Durante los años 1970, los fabricantes siempre estuvieron a la caza de soluciones para lograr el mínimo consumo de combustible y es así como se comenzó a trabajar con materiales como plástico, aluminio y defensas de uretano.
Los interiores, modelos y acabados estéticos variaron de país a país. El MII fue uno de los Mustang más vendidos en la historia y gracias a él la dinastía sigue hasta la fecha. El Ford Mustang Milano Concept de 1970 adelantó el frontal alargado y la zaga que adoptaría el Mustang de producción en 1971.
La ya mencionada crisis petrolera de 1973 marcó a los Mustang II, ya que tanto sus motores como su tamaño y diseño se vieron fuertemente condicionados por ella. Esta minimización aplicada a todo el conjunto motivó que estos nuevos coches apenas conservasen las características que lo hicieron famoso en su primera generación. Sin embargo, el Mustang II para nada fue fracaso por su diseño ni sus "débiles" motores, asó que por el contrario, fue todo un éxito.
El cambio en su diseño fue bastante radical si se compara con la anterior etapa, concretamente de 1971 a 1973, pero no es tanto cambio si se le compara con los primeros modelos. Este diseño se adecuó a las tendencias del momento, pero sin querer salirse mucho de las pautas marcadas en los primeros años. El tamaño volvió a ser más o menos el mismo que en sus inicios y sus formas respetaban esos inicios. Un largo cofre dominada el frontal, con un lateral con cierta nostalgia a esa marca cintura que se vio en 1965 con los primeros modelos. La parte trasera era lo más diferente que se podía al compararlos, aunque conserva los grupos ópticos de tres piezas característicos. El "pony" seguía estando en el frontal.
La plataforma del Falcon se dejó de usar en 1973, así que para el Mustang II se empezó a usar una modificación la plataforma Arizona, usada desde 1970 en el subcompacto de la casa: el Ford Pinto. Sus formas, claramente reconocibles, no le dejan en mal lugar respecto a sus predecesores. No es una preciosidad de coche, pero sí tiene su encanto, sobre todo los modelos con el acabado Ghia y el semitecho de vinilo, muy característico de la época.
En 1974, el Mustang II obtuvo el galardón de Car of the Year de la prestigiosa revista Motor Trend.
Al igual que en la primera generación, se buscó la eficiencia en el gasto de combustible, es decir, eficiencia de aquellos años. De ahí vino esa reducción tan extrema si se compara con el modelo del año anterior. Otro de los aspectos que se le quiso mejorar al Mustang II fue la calidad de los acabados. Lee Iacocca quería unos estándares de calidad para el nuevo modelo sin precedentes en Estados Unidos. En cierto modo fue así, puesto que los acabados de esta nueva generación, por lo menos a la vista, sí parecían mucho mejores que en anteriores años.
Como innovaciones, la dirección adoptaba el sistema de piñón y cremallera y el motor se montaba sobre un subchasis que reducía las vibraciones y los ruidos dentro del habitáculo. Todas estas características hicieron que el propio Lee Iacocca apodase a esta nueva generación con su "Little Jewel" (pequeña joya).
Si en 1973 Ford vendió casi 135 000 unidades del Mustang, en 1974 llegaron ser más del doble que en el año anterior, ofreciendo menos prestaciones y menos opciones de carrocería y modelos. En ese año se vendieron 386 000 unidades.
Contando que a pesar de la reducción de tamaño y prestaciones, los precios se mantuvieron más o menos en las mismas cotas, se puede decir que Ford volvió a hacer un pleno con el nuevo modelo. Puso justamente el coche que quería la gente en el mercado en el momento preciso, en momento en el que el embargo de combustible llegó a ser similar al vivido en la Segunda Guerra Mundial. De hecho, estas cifras de ventas le han valido a la segunda generación para ocupar cuatro de los diez primeros puestos en la lista de ventas anuales absolutas de todos los años del Mustang. Se cuestiona el que un modelo tan poco querido por los seguidores del "pony car" tuviese tal éxito.

### Sumario de datos
- El rediseñado Mustang II se presentó en 1974. Comparado con su predecesor de 1973, era 48,2 cm (19,0 pulgadas) más corto y 222,2 kg (490 libras) más ligero, derivado de la crisis del petróleo y la necesaria reducción. Estaba disponible con carrocería de tres volúmenes, incluyendo el acabado Ghia como tope de gama y una carrocería Fastback 2+2.

- Por primera vez en su historia, el Ford Mustang no contaba en sus opciones ni con un motor V8 ni con versión descapotable.

- En ese mismo año de 1974, un Mach 1 de 1973 protagonizó la película Gone in 60 seconds con el "Eleanor" original.

- En 1975, los motores V8 volvieron a los Mustang, pero no con el mismo significado que antes, ya que el nuevo V8 de 302 plg³ (4,9 litros) solamente entregaba 130 HP (132 CV; 97 kW) y únicamente estaba disponible con transmisión automática.

- El paquete de preparación Cobra II se empezó a ofrecer a partir de 1976. Contaba con una entrada de aire en el cofre no funcional, spoilers delantero y trasero y bandas tipo "Racing". Se ofrecía con en varias combinaciones: blanco con bandas azules, azul con bandas blancas y negro con bandas doradas. Fueron un intento de rememorar los ya famosos "Shelby Mustang".

- También en ese año, en un intento de volver a conquistar las ventas de los clientes deseosos de comprar un descapotable, los modelos con carrocería Fastback empezaron a estar disponibles con el techo T-Top como opción. Un nuevo "kit" (paquete) de preparación llamado Sports Performance Package, añadía una caja manual de cuatro velocidades al motor V8 302.[33]

### El peor de la historia
Aunque para muchos el Mustang II ha sido el peor Mustang jamás fabricado, en cuestión de calidad y, sobre todo de ventas, no fue tan malo, ya que esta generación tuvo que enfrentarse a la crisis del petróleo y a unas nuevas normativas de emisiones que acabaron con la época dorada de los "muscle cars".
En solamente cuatro años pudo quedar para el recuerdo como un gran fracaso aunque, según los números, este Mustang no fracasó, ya que vendió más de 400 000 unidades anuales. El gran problema estaba en la mecánica ya que, en aquella época, los clientes norteamericanos demandaban motores potentes. Hasta ese momento, la contaminación era un término desconocido y pasar de un motor V8 sobrealimentado a tener 106 HP (107 CV; 79 kW) de potencia fue un golpe muy duro. 
El vano motor fue rediseñado en una actualización de 1975 y acoplaba un V8 de 302 plg³ (4,9 litros) que entregaba apenas 140 HP (142 CV; 104 kW). Más decepcionantes serían las versiones Cobra y King Cobra. Los fieles y puristas seguidores del Mustang, se molestaron por culpa de este vehículo que fue construido sobre el chasis del Pinto, que la verdad ni se parece a un Mustang.

### Producción
1974: 385 993

1975: 188 575

1976: 187 567

1977: 153 173

1978: 192 410

Total: 1 107 718

### Motorizaciones
| Motor           | Distribución                                                                       | Carburador                   | Relación de compresión | Cilindrada       | Diámetro x carrera               | Potencia máxima                                           | Par máximo                                       |
| --------------- | ---------------------------------------------------------------------------------- | ---------------------------- | ---------------------- | ---------------- | -------------------------------- | --------------------------------------------------------- | ------------------------------------------------ |
| 4 en línea Lima | Un (SOHC) árbol de levas a la cabeza y 2 válvulas por cilindro                     | Holley-Weber 9510 de 2 bocas | 8,4:1 a 9,0:1          | 140 plg³ (2,3 L) | 3,78 x 3,13 plg (96,0 x 79,5 mm) | 87 a 92 HP (88 a 93 CV) (65 a 69 kW) @ 4600-5000 rpm      | 114 a 121 lb·pie (155 a 164 N·m) @ 2800-3000 rpm |
| V6 Cologne      | Un (SOHC) árbol de levas a la cabeza y 2 válvulas por cilindro                     | Holley-Weber 9510 de 2 bocas | 8,2:1 a 8,7:1          | 171 plg³ (2,8 L) | 3,66 x 2,7 plg (93,0 x 68,6 mm)  | 90 a 105 HP (91 a 106 CV) (67 a 78 kW) @ 4200-4600 rpm    | 140 a 143 lb·pie (190 a 194 N·m) @ 2200-3200 rpm |
| V8 Windsor      | Un (OHV) árbol de levas central en el bloque y 2 válvulas por cilindro a la cabeza | Ford 2150 de 2 bocas         | 8,4:1                  | 302 plg³ (4,9 L) | 4 x 3 plg (101,6 x 76,2 mm)      | 129 a 139 HP (131 a 141 CV) (96 a 104 kW) @ 3400-3600 rpm | 242 a 250 lb·pie (328 a 339 N·m) @ 1600-2000 rpm |

## Tercera generación (1978-1993)

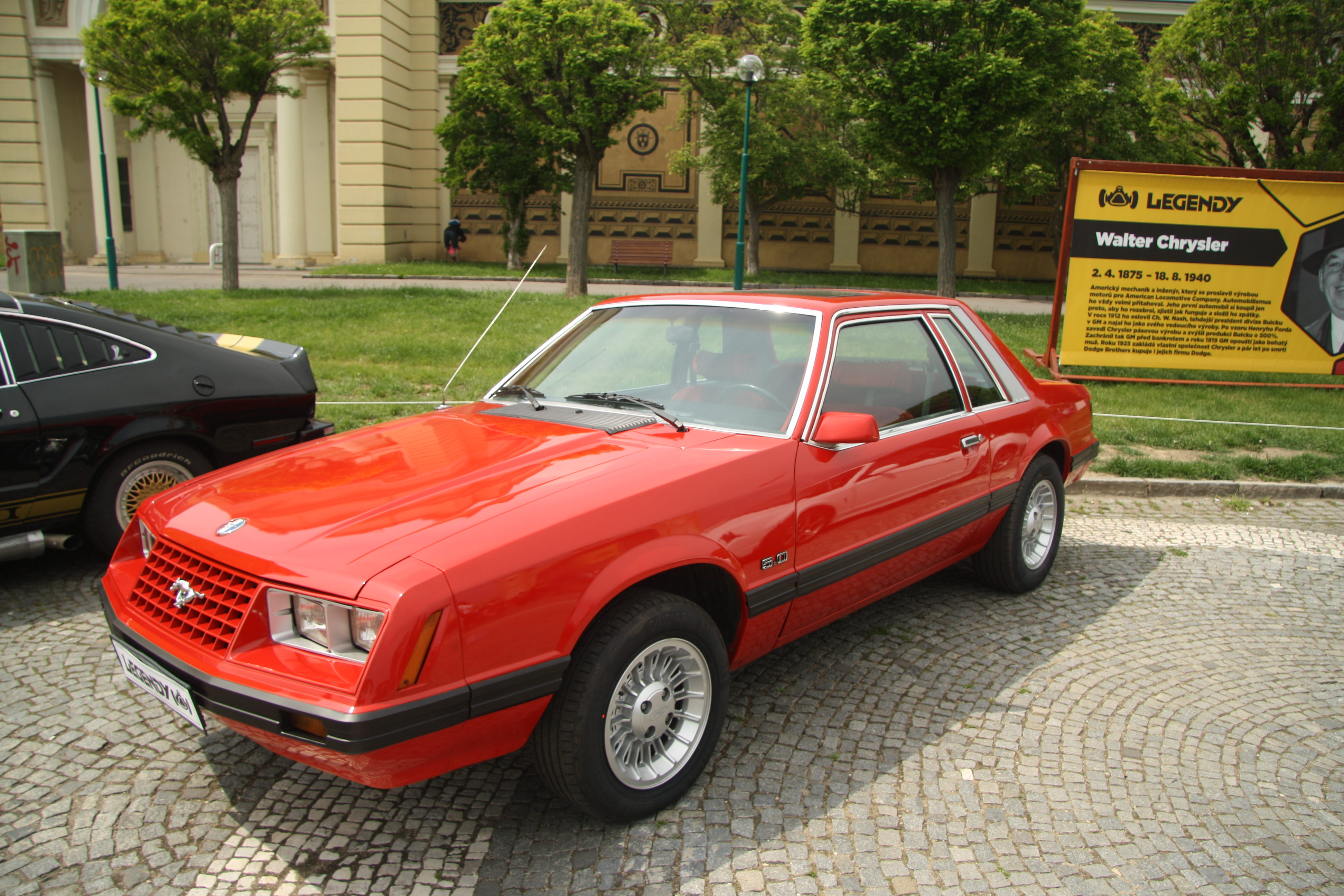
Modelo 1979 en el Legendy de Praga, en 2019.

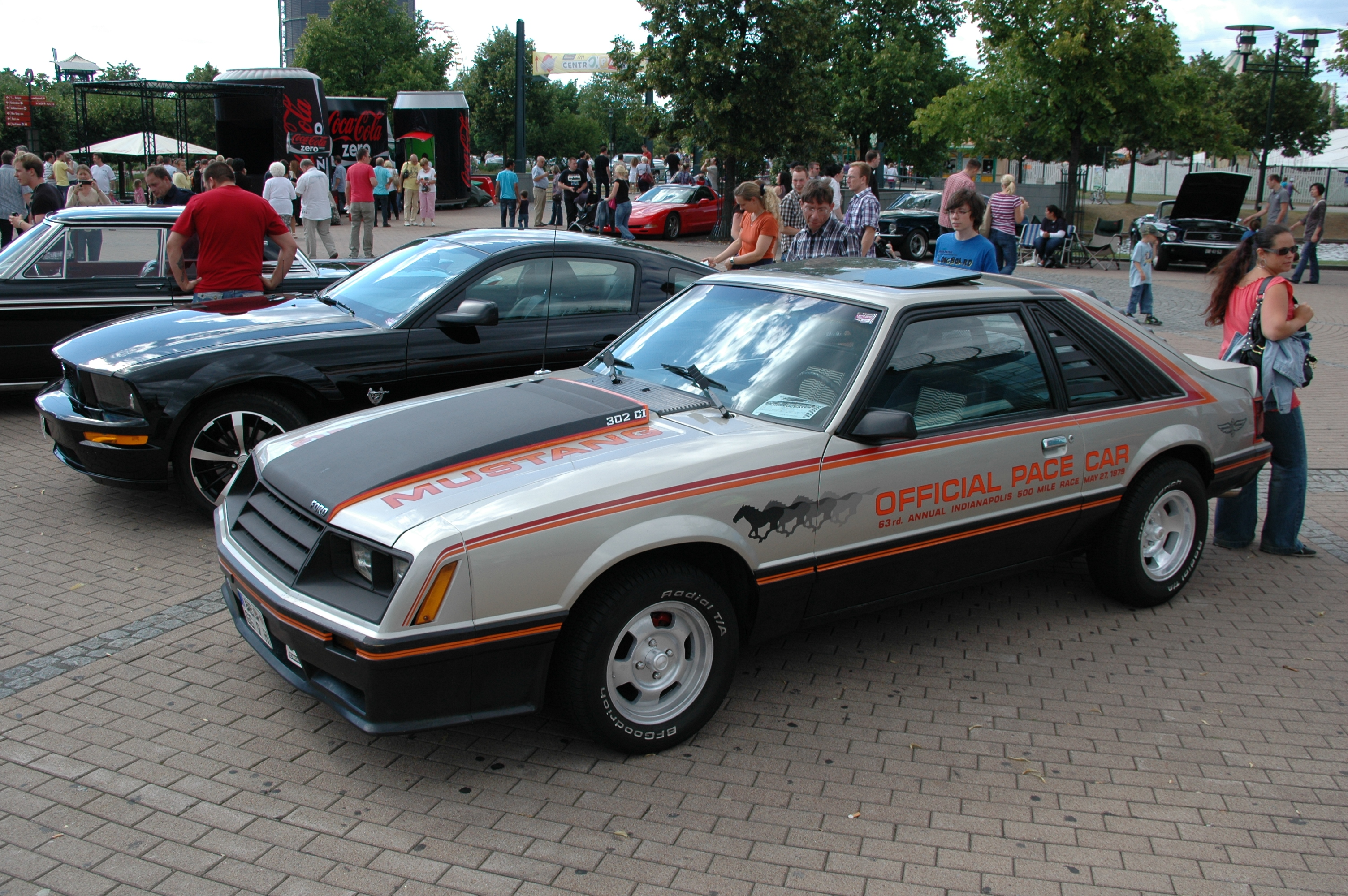
Pace car de las 500 Millas de Indianápolis de 1979 en Oberhausen, en 2010.

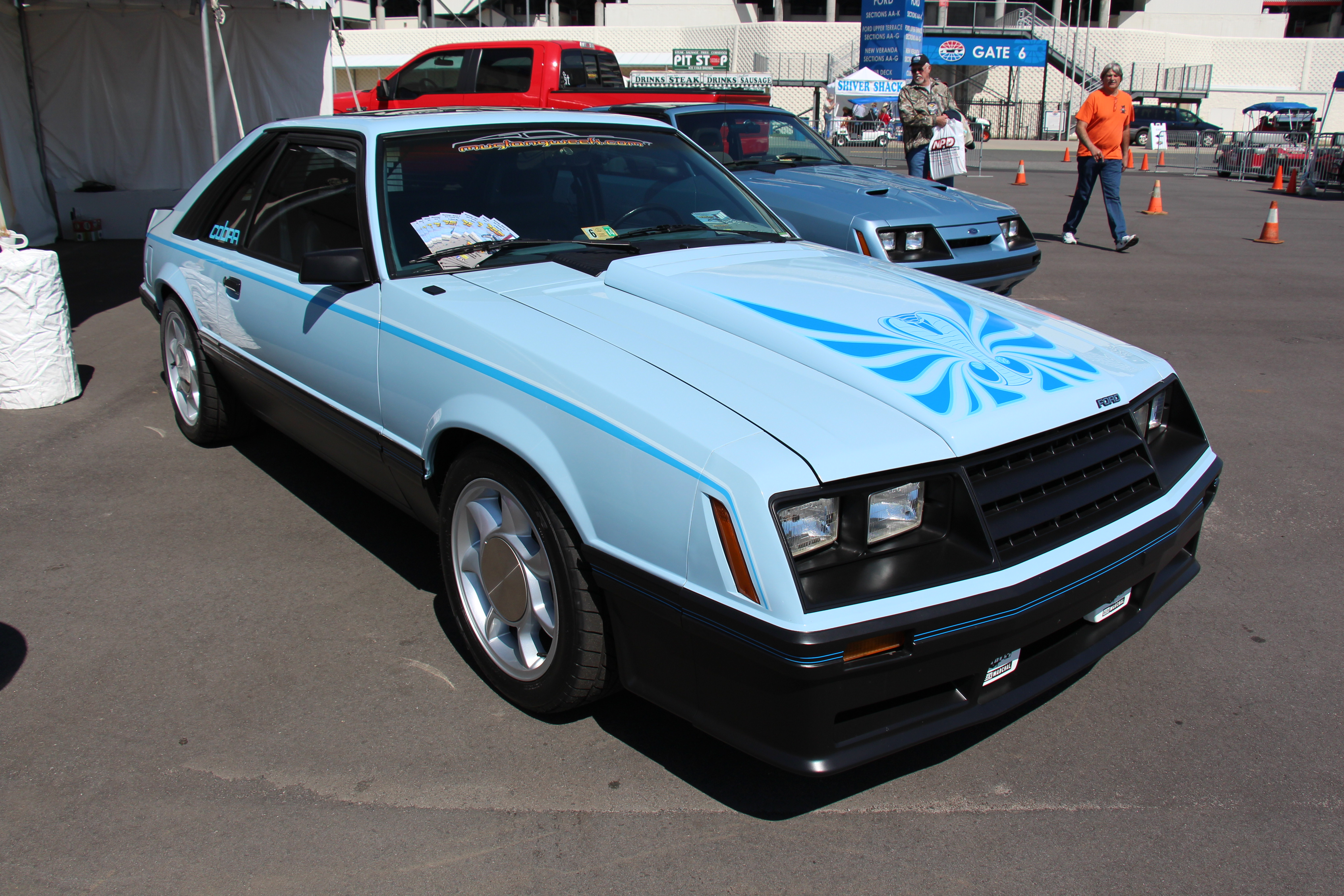
Cobra Hatchback de 1981.

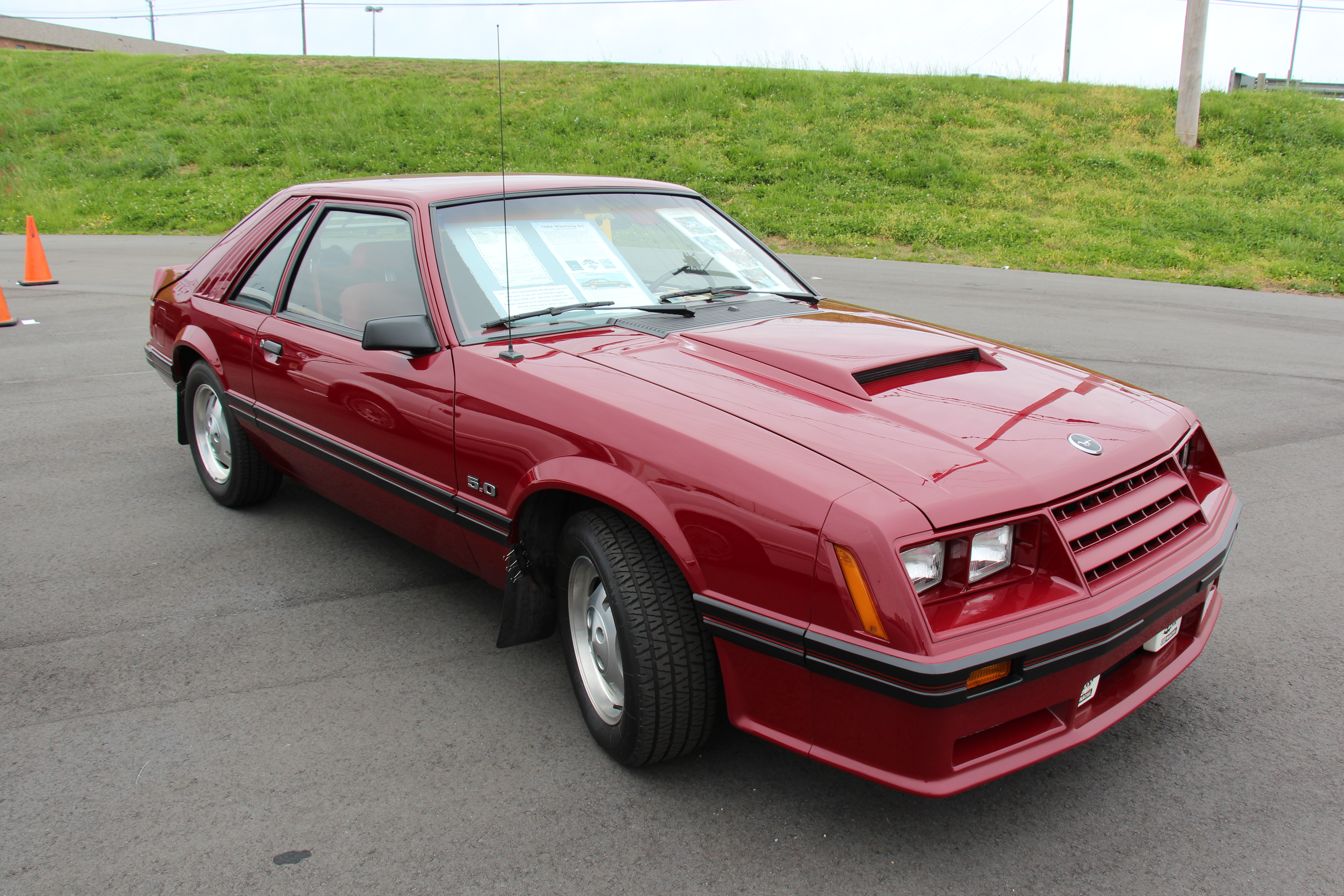
GT Hatchback de 1982.

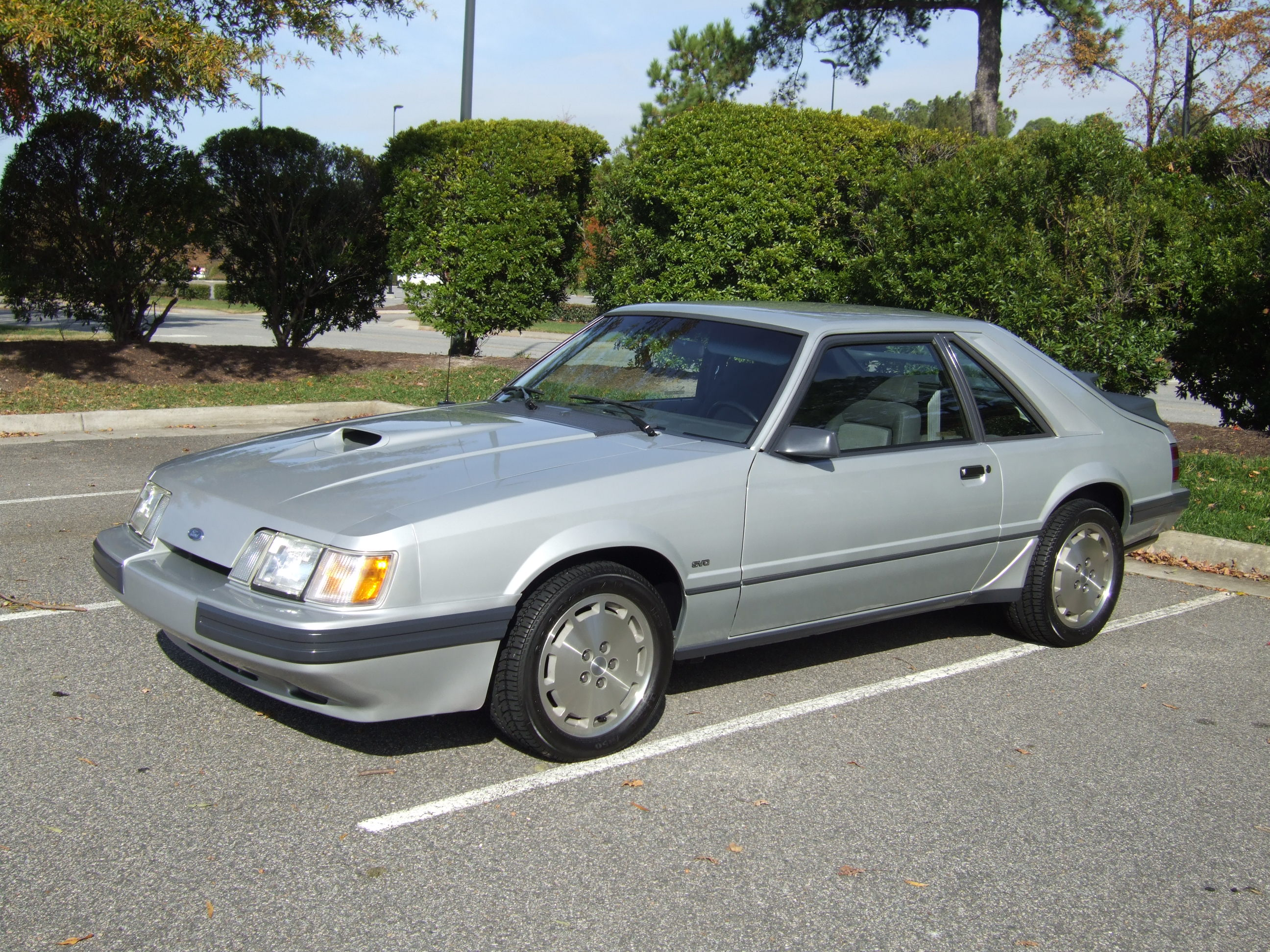
SVO de 1986.

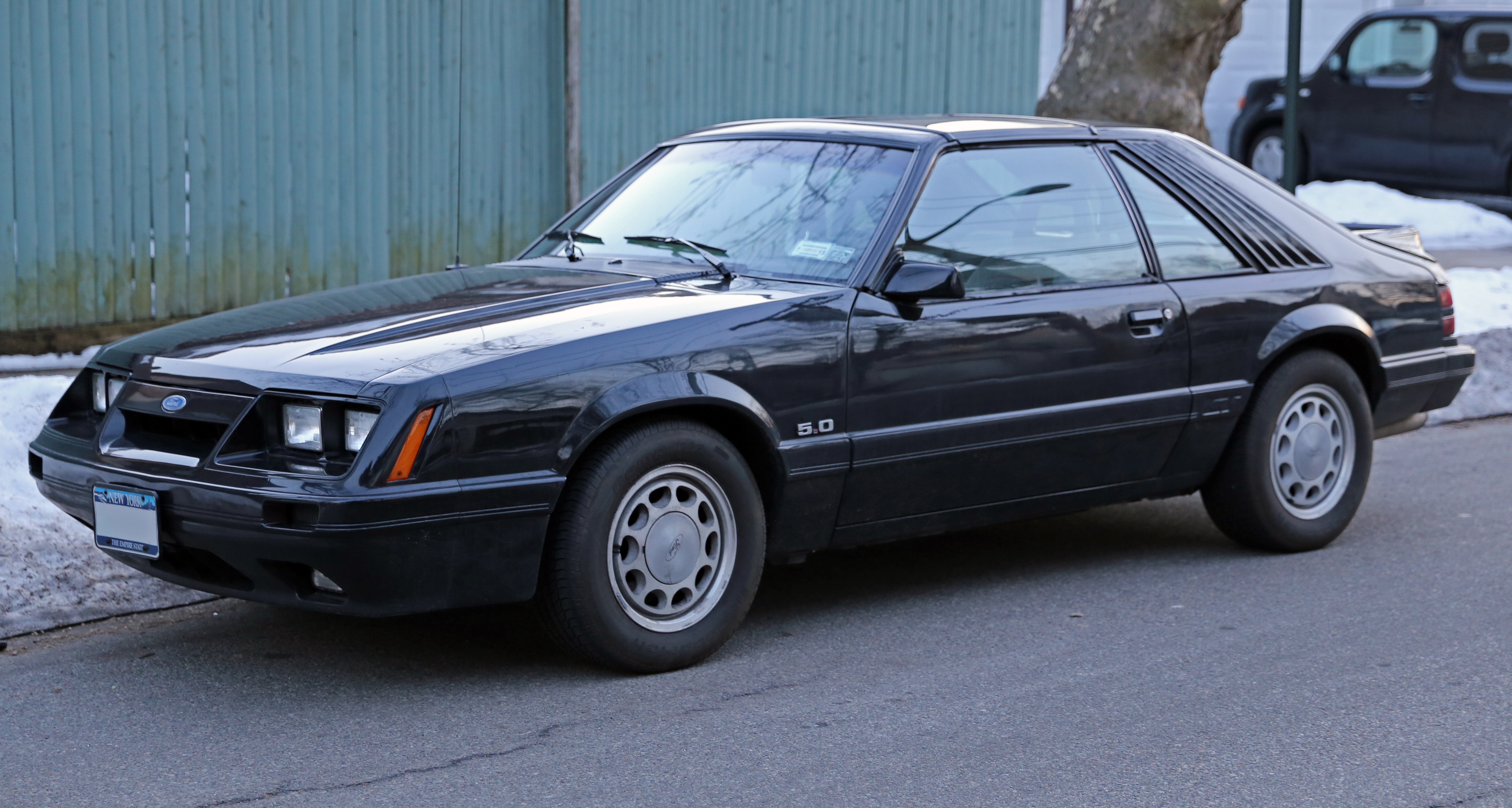
GT 5.0 T-top de 1986.

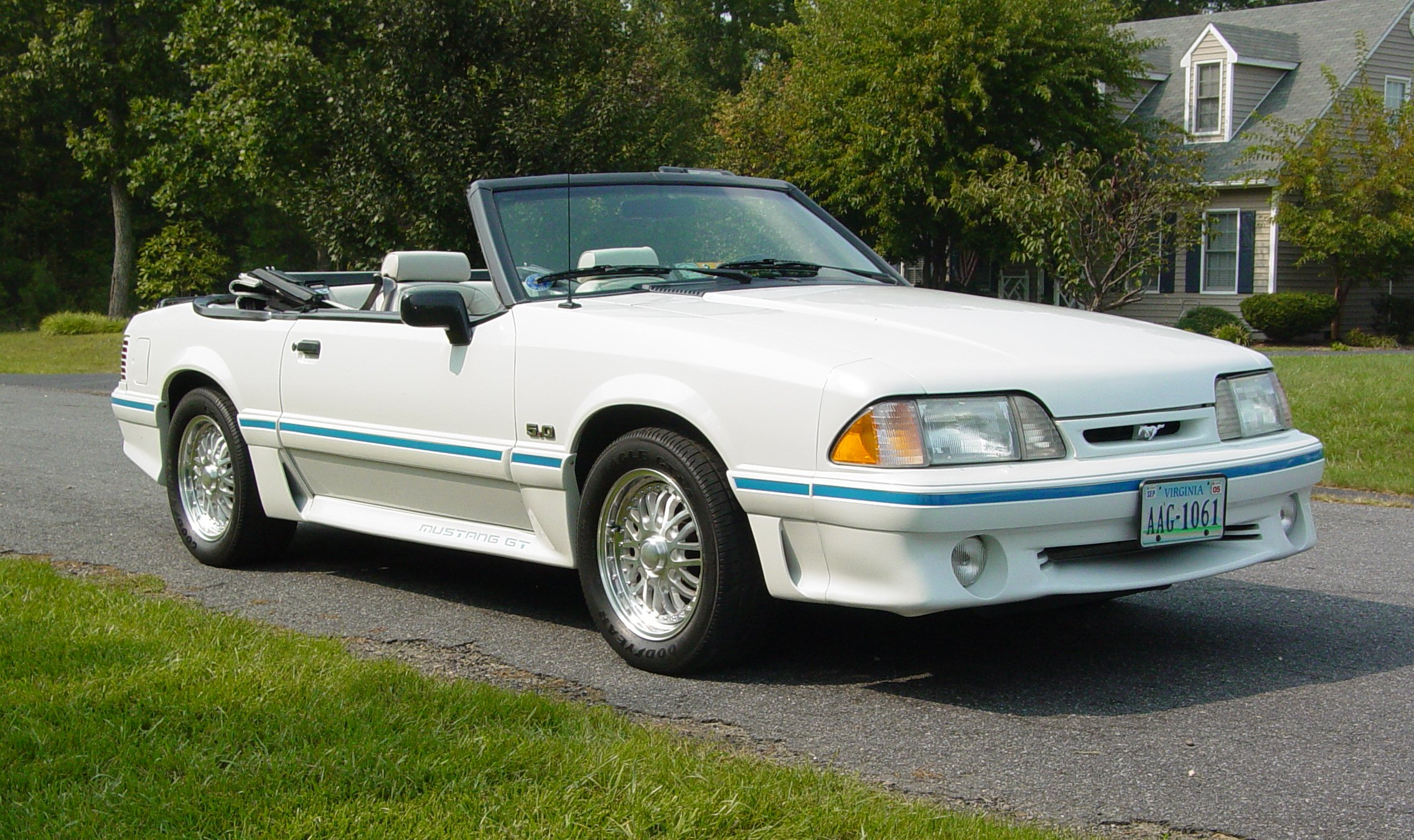
GT descapotable modificado de 1991, en 2003.

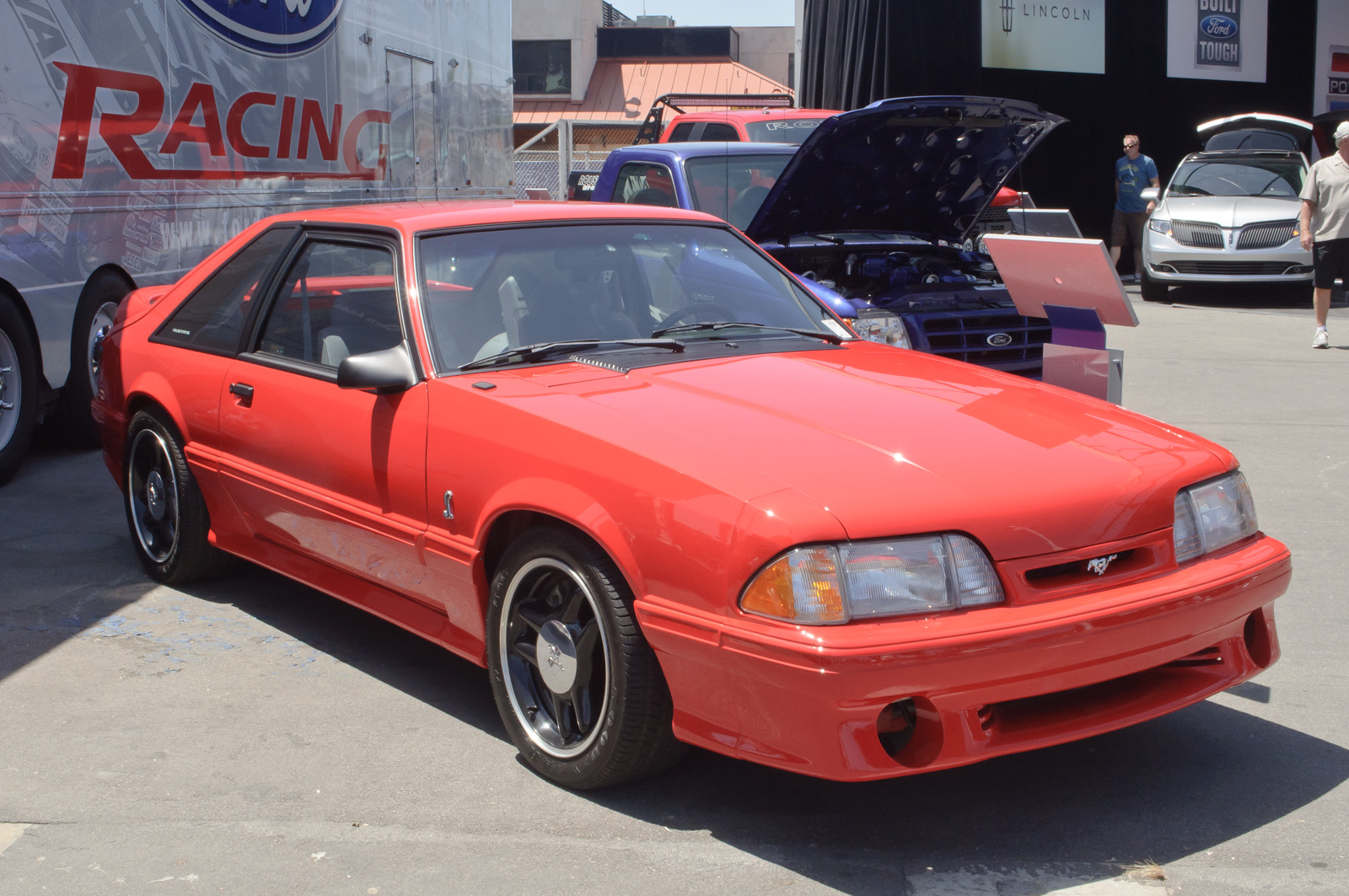
SVT Cobra R de 1993.

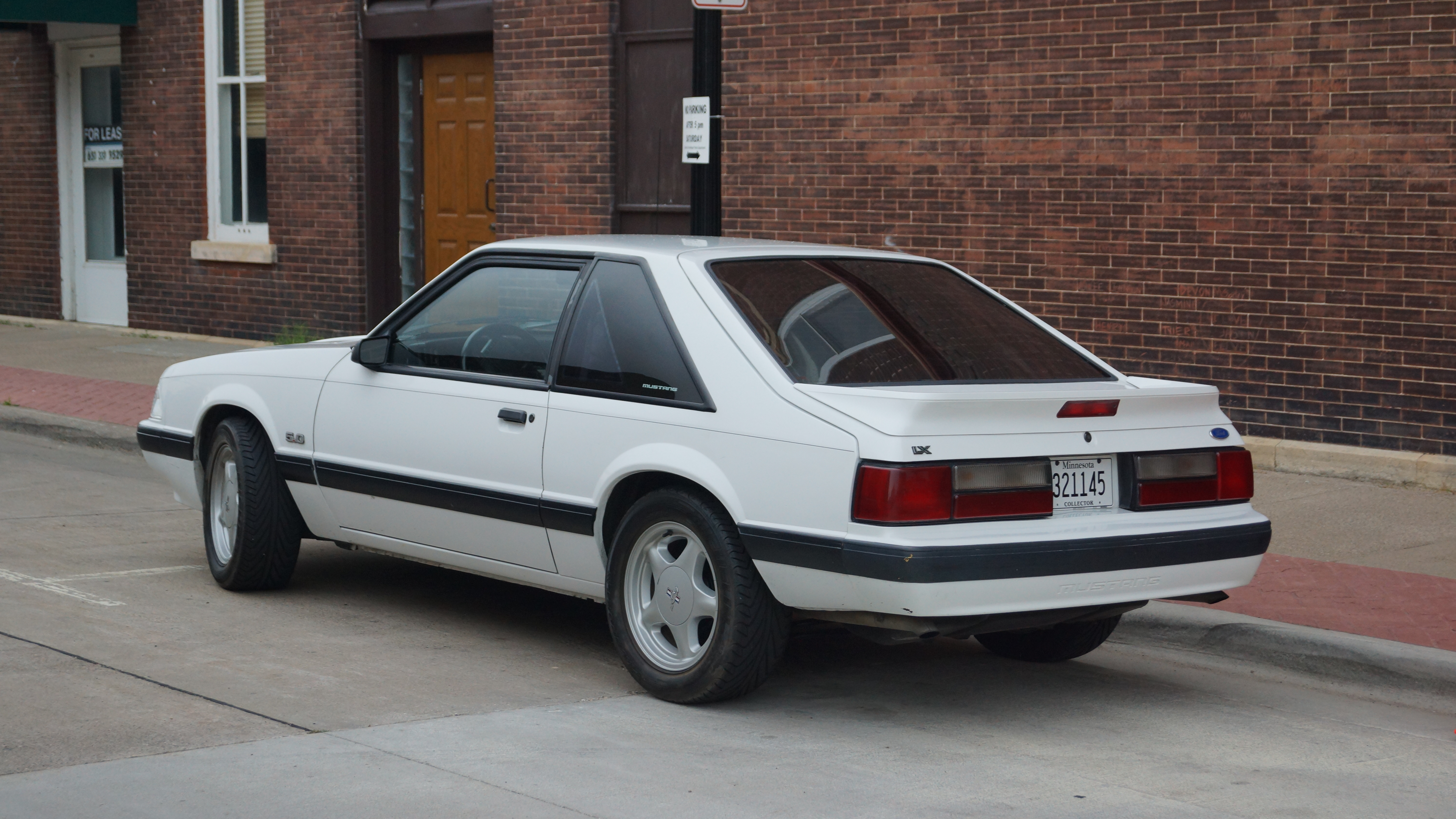
Vista trasera 3/4 del LX 5.0 en Hastings (Minnesota), en 2018.

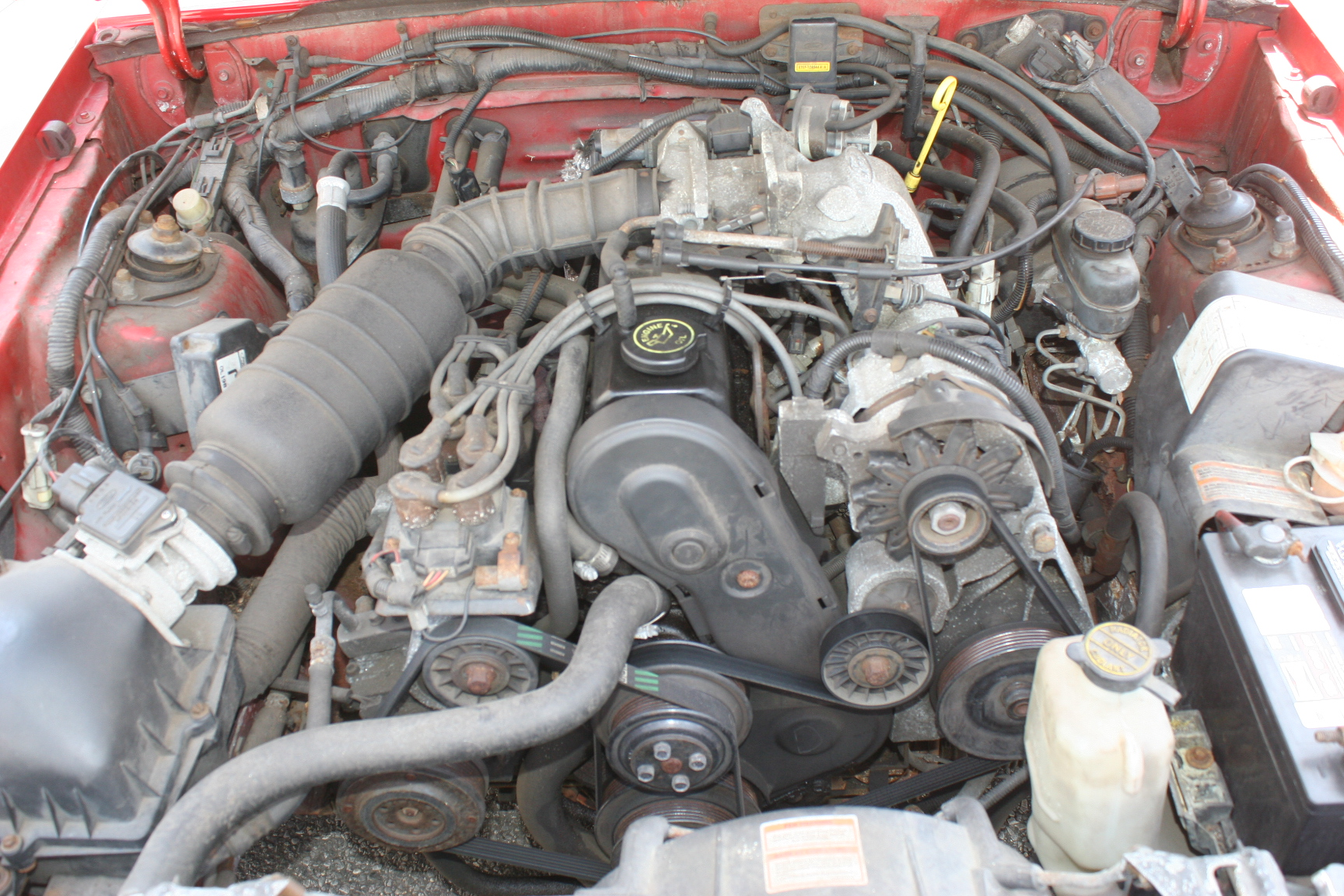
Motor en un LX de 1991.

En noviembre de 1978, llegó al mercado norteamericano la tercera generación del icónico cupé compacto. Durante esta tercera etapa, la gente de Ford decidió rediseñar y reinventar el vehículo. Aunque se perdieron muchos de los elementos originales, el resultado fue un coche mucho más moderno, que permaneció sin cambios drásticos casi 15 años. Tenía una transmisión automática de 3 velocidades que le permitía alcanzar una velocidad máxima de 180 km/h (112 mph), con 2 cambios entre 120 km/h (75 mph) o 140 km/h (87 mph) en tercera velocidad con revoluciones en nivel para entrar tercer cambio y se obtenga más tracción.
Su exterior fue algo totalmente novedoso, siendo uno de los primeros coches en eliminar las defensas externas e integrarlas a la carrocería, tanto en la parte delantera como en la parte trasera. Además, obtuvo cambios importantes en la suspensión al más larga en la parte delantera del tipo MacPherson y sustituyendo los muelles por resortes en la parte trasera.
En 1978 Ford Motor Company estaba en plena celebración de su 75.º aniversario y había presentado para ese año su novedosa plataforma "Fox" tomada del Fairmont y Mercury Zephyr, un sedán equivalente al Falcon, pero desarrollado hacia finales de los años 1970. En dimensiones era más largo que el Mustang II, pero seguía siendo más ligero. Sin embargo, todavía no era lo que había sido en términos de potencia, ya que en la segunda etapa el coche la perdió en detrimento de un consumo más aceptable. Se ofrecía con motores de cuatro, seis y ocho cilindros. Los más potentes eran los de ocho cilindros y el cuatro turbo. Ambos generaban 140 HP (142 CV; 104 kW) de potencia. Se construyeron 11 000 ejemplares de la versión Pace car de las 500 Millas de Indianápolis.
Los aficionados del Mustang y de los descapotables tuvieron que esperar hasta 1983 para volver a ver un modelo de este tipo de carrocería. Estos Mustangs habían desaparecido con la primera generación y les tomó diez años y dos generaciones volver a estar en las salas de exhibición. Un año más tarde, apareció uno de los Mustang más valorados de esta generación: el SVO. Su frontal era diferente a los de cualquier otro Mustang y también lo era su tren motriz. Se utilizó un motor de cuatro cilindros de 140 plg³ (2,3 litros) turboalimentado que generaba 175 HP (177 CV; 130 kW) y 210 lb·pie (285 N·m) de par máximo.
En 1986 apareció el primer Mustang V8 con inyección electrónica. Ford decidió sustituir el carburador por un sistema de inyección más avanzado, el cual permaneció prácticamente sin cambios durante diez años. Los coleccionistas se mostraron al principio contrarios a esta nueva tecnología, pero después de probar las mejoras de una inyección controlada y a los 225 HP (228 CV; 168 kW) de potencia en los nuevos motores, rápidamente la aceptaron. Un año después, en 1987, el Mustang es profundamente rediseñado, con nueva carrocería más etérea. El V8 de 302 plg³ (4,9 litros) producía 225 HP (228 CV; 168 kW). Para lograr esto, incorpora cambios sustanciales en el motor como el roller-cam y cabezas que permitían un mejor flujo de la admisión y el escape.
El 25.º Aniversario del coche era una de las fechas marcadas en rojo por los aficionados y para celebrarlo, todos los vehículos producidos entre el 17 de abril de 1989 y el 17 de abril de 1990, llevaban la inscripción con el motivo "25 años".
El año 1993 fue último de esta generación y del más rápido modelo hasta ese momento: el Mustang Cobra, desarrollado por el recién formado Equipo de Vehículos Especiales (SVT). En esta generación, aparece el Ford Mustang McLaren M89, producto de la alianza entre Ford y McLaren, el cual era muy difícil de conseguir y muy poco conocido, ya que se fabricaron solamente 249 unidades.
También se produjo otra versión no tan conocida: el Ford Mustang RSX Rally Ghia en 1979 que fue -o al menos ese iba a ser su destino- el Mustang de rally, pero quedaría como prototipo.
El Mustang III sería uno de los muchos modelos que habían planeado desarrollar sobre la nueva plataforma y se presentó varios meses después del debut de la línea Fairmont / Zephyr, para que coincidiera con el inicio del año modelo 1979 y no se tomó a la ligera la presentación de la nueva generación III, ya que es uno de los autos más impactantes en la historia contemporánea de la industria automotriz
El llamado “New Breed” era más corto que el Fairmont, lo cual le daba exclusividad y mejoraba su desempeño, haciéndole más ágil, que le permitía también cautivar a antiguos dueños de Mustang II o restar ventas a otros “deportivos ” como los Celica, los Monza, los Scirocco, etc. Además, el nuevo modelo fue desarrollado en paralelo con el Fairmont, lo cual difería del Mustang original, que comenzó a diseñarse cuando ya el Falcon estaba en el mercado. Adicionalmente a la suspensión frontal McPherson, tuvo otros importantes distintivos, como la posibilidad de admitir ruedas entre 13 a 16 pulgadas (33,0 a 40,6 cm) o usar trenes de mando que pudieran generar entre 80 a 250 HP (81 a 253 CV) (60 a 186 kW) sin requerir mayores refuerzos estructurales. Avances en áreas como la estampación de metales permitieron otorgar a la plataforma una rigidez estructural sin hacerla más pesada que la del Mustang II y aumentando netamente la oferta de espacio interior, accesibilidad y habitabilidad, incluso sobre las cotas originales del Mustang / Falcon. También esa superior rigidez permitió agrandar la superficie acristalada y reducir el tamaño de los postes del techo sin riesgos en caso de accidente.
Esta nueva plataforma Fox también incluyó en su desarrollo una completa estructuración, con zonas de deformación controlada que ofrecían más seguridad en accidentes y la industrialización permitió ofrecer avances sin precedentes en lo concerniente a la aplicación de acabados antioxidantes, los metales usados, más aleaciones de zinc y aluminio, Zincrometal y similares y el tipo de soldaduras o tornillería empleados para armar la estructura y la carrocería. Un factor que en el Mustang “New Breed” permitió brindar los mismos niveles de rendimiento mecánico y economía de combustible que el Mustang II a pesar del aumento de tamaño, fue el diseño en túnel de viento. Ambas versiones de carrocería ofrecían un coeficiente de resistencia al avance inferior a 0,38 Cd y una superficie frontal reducida, incluso aunque en los primeros modelos los faros iban empotrados y no al ras.
El nuevo auto ofrecía como sus antecesores dos tipos de carrocería: la de tipo “hardtop” con cajuela separada y la “hatchback”, con escotilla trasera. La carrocería “hatchback” del “New Breed” fue modélica por accesibilidad y aprovechamiento del espacio, sin concesiones en términos estéticos. El resultado hizo que algunos comenzaran a recuperar el calificativo “fastback” que se había dejado de usar al aparecer el Mustang II, pero en todo caso el último “fastback” legítimo que tuvo la gama Mustang fue el modelo de 1970.
La ingeniería de materiales en el nuevo Mustang fue novedosa, pues además de los metales en aleación ya descritos, se incorporó un porcentaje mayor de plásticos y polímeros en reemplazo de otros materiales. El acabado interior recurría más que nunca a plásticos de diferentes texturas y estos suprimían a los textiles, las molduras metálicas y los herrajes. Cosas que antes eran de metal, como las manijas para bajar los vidrios ya eran de plástico, pero Ford no hizo mucho caso a las quejas. La coordinación de colores entre los plásticos de diferentes tipos fue un distintivo de las versiones de precio mayor que las separaba de las básicas.
Acentuando la tendencia iniciada con el Mustang II, Ford ofreció el “New Breed” en diferentes niveles de equipo y precio. El primero se llamaba solamente Mustang y la versión “Decor” permitía a cada comprador crear un coche “a su medida” con la lista de opciones. En el “Sport” los accesorios tenían cariz “deportivo”, ya que el concepto manejado en esos años para los autos de orientación deportiva era suprimir los adornos y añadir franjas de cinta, gráficos y colores llamativos de pintura, complementados con tapizados a juego y ruedas más vistosas; y finalmente quedaba el tope de gama que en los modelos “hatchback” que se denominaba Mustang Cobra y en los “hardtop” era el Ghia, como en el Mustang II.
Mecánicamente, los “New Breed” no se diferenciaban de otros Ford “Fox”. En realidad, en cuanto al tren de mando, los coches eran más equivalentes al Mustang II. Los principios básicos de diseño del motor de cuatro cilindros con levas en lo alto, llevado a 140 plg³ (2,3 litros) y a la tornillería de base métrica, se conservaron en el “New Breed”. El V6 Cologne creado en Europa, no pasó al olvido con el Mustang II y en el “New Breed” coexistió brevemente con la veterana unidad de 6 en línea presentada en el Ford Falcon original y mantenida en el tiempo tras agrandar sus 170 plg³ (2,8 litros) originales hasta las 200 pulgadas cúbicas (3,3 L). Finalmente, el V8 de 302 plg³ (4,9 litros) nacido en 1963 del célebre bloque Fairlane de 260 plg³ (4,3 litros) y ya usado por el Mustang II y el Mustang original, también se usó en el “New Breed” debidamente convertido a sistema métrico y rebautizado "5.0".
Los niveles de potencia del motor de 140 plg³ (2,3 litros) podían parecer insuficientes, sobre todo entre quienes buscaban más dinamismo que el de un sedán. También se cuestionaba el carácter arcaico de los tradicionales motores de la industria automotriz norteamericana y pedían características más “revolucionarias” y “modernas”. En respuesta, el venerable motor Pinto recibió mejoras, incluyendo un turbocompresor, con lo cual su potencia aumentó a 145 HP (147 CV; 108 kW) y fue estándar en el Mustang Cobra. Con el tiempo, las mejoras incluyeron contrapesos para reducir los niveles de vibración, un intercooler y un sistema de gestión computarizado, pero los resultados convencieron a la prensa de que un V8, el esquema técnico que Detroit usaba desde hacía un cuarto de siglo, era un modo más fiable, duradero y menos costoso de conseguir los niveles de potencia que lograba un motor turbo de cuatro cilindros que debía compensar su falta de tamaño con elementos que añadían rendimiento y con abultados de costos, durabilidad, complejidad y falta de fiabilidad.
Otras características de alta tecnología en los “New Breed” eran las pequeñas luces rectangulares de haz sellado y empotradas en una parrilla cuadriculada, rines de aleación de diseño euro en los modelos de mayor precio, adornos y emblemas hechos en plástico lustroso y pegados a la carrocería, neumáticos radiales Michelin TRX como equipo opcional unidos a una suspensión específica, panel de instrumentos iluminado desde atrás con múltiples detalles gráficos, un "check panel", etc.
El año de 1981 fue de aciago para la industria y Ford ofreció un V8 reducido a 255 plg³ (4,2 litros) y algo más de 100 HP (101 CV; 75 kW), lo cual pareció una buena respuesta en términos de economía, considerando que permitía seguir usando un V8 en esos días en los que automovilistas e industria migraban a motores de cuatro cilindros, pero no fue convincente por su rendimiento y Ford dejó de ofrecerlo.
Se cuestionaba a la industria norteamericana por lo anticuado de sus motores y clamaban por motores más "europeos” con bajos desplazamientos, altas compresiones, turbos y complejos sistemas de gestión, así que acabaron aclamando que en 1982 se relanzara la versión GT para relevar al Mustang Cobra Turbo, ya que el nuevo GT tenía un V8 de 302 plg³ (4,9 litros) configurado para ofrecer máximo rendimiento, pero midiendo su capacidad en litros, por lo que fue rebautizado "5.0 HO" (por High Output). La ganancia de potencia sobre el Turbo de 140 plg³ (2,3 litros) fue solamente de una docena de caballos para llegar a 157 HP (159 CV; 117 kW), pero su funcionamiento se sentía mejor, temblaba menos, era más fiable y ofrecía más par a bajas RPM.
Posteriormente y respondiendo a la demanda de motores tecnológicos más “europeos”, se lanzó el SVO de 1985, que introdujo una edición muy mejorada del Turbo de 140 plg³ (2,3 litros) con intercooler e inyección que acabó entregando hasta 210 HP (213 CV; 157 kW). El V8 del GT también recibió mejoras que le permitió saltar a los 200 HP (203 CV; 149 kW), aunque no se ofrecía en él la suspensión y las ruedas de 16 pulgadas (40,6 cm) del SVO para no restarle impacto. Otro cambio mayor en 1982 fue la estructuración de la gama en niveles L, GL, LX y GT, tal como otros Ford y la mayoría de las alteraciones estéticas se limitaban al frontal, a las luces posteriores y a las ruedas. En 1987, Ford recurrió a la influencia de exitosos modelos europeos como el Sierra para aplicar al “New Breed” su primer rediseño y el interior recibió asientos reclinables, nuevos paneles de puertas y un tablero de instrumentos diferente, con lo cual perdía los últimos vestigios visuales del ya extinto Fairmont.

### SVO en México
En 1984, los ingenieros mexicanos crearon una versión de alto rendimiento exclusivo, siendo en ese país el último "Muscle car" junto con el Chevrolet Monte Carlo SS. En Estados Unidos había una versión SVO con faros antiniebla, una entrada de aire funcional en el cofre y un doble alerón trasero, pero con cuatro cilindros turbo de 2301 cm³ (2,3 L; 140,4 plg³) que producía 175 HP (177 CV; 130 kW) y 210 lb·pie (285 N·m) de par máximo, mientras que en México se utilizó un V8 de 302 plg³ (4,9 litros) modificado de la versión estadounidense. Algunos tenían transmisión manual de cambios rápidos o automática, con una potencia máxima de 165 HP (167 CV; 123 kW), que al compararlo con la versión normal, representaba una ganancia de 30 HP (22,4 kW) aproximadamente. Esta edición especial fue fabricada como una despedida temporal, ya que a partir de 1985 entraría en vigor un decreto que prohibiría la comercialización de coches con ocho cilindros en el mercado de ese país.

### Producción
1979: 369 936

1980: 271 322

1981: 182 552

1982: 130 418

1983: 120 873

1984: 141 480

1985: 156 514

1986: 224 410

1987: 169 772

1988: 211 225

1989: 209 769

1990: 128 189

1991: 98 737

1992: 79 280

1993: 114 228

Total: 2 608 705

### Motorizaciones
| Tipo de Motor | Código de motor | Distribución                                                                       | Alimentación                                    | Relación de compresión | Cilindrada       | Diámetro x carrera               | Potencia máxima                                            | Par máximo                                       |
| ------------- | --------------- | ---------------------------------------------------------------------------------- | ----------------------------------------------- | ---------------------- | ---------------- | -------------------------------- | ---------------------------------------------------------- | ------------------------------------------------ |
| 4 en línea    | Pinto           | Un (SOHC) árbol de levas a la cabeza y 2 válvulas por cilindro                     | Carburador o inyección electrónica atmosférico  | 9.0:1                  | 140 plg³ (2,3 L) | 3,78 x 3,13 plg (96,0 x 79,5 mm) | 86 a 105 HP (87 a 106 CV) (64 a 78 kW) @ 4600 rpm          | 117 a 135 lb·pie (159 a 183 N·m) @ 2600 rpm      |
| 4 en línea    | Pinto           | Un (SOHC) árbol de levas a la cabeza y 2 válvulas por cilindro                     | Carburador Holley o inyección electrónica Turbo | 9.0:1                  | 140 plg³ (2,3 L) | 3,78 x 3,13 plg (96,0 x 79,5 mm) | 118 a 200 HP (120 a 203 CV) (88 a 149 kW) @ 5000-5200 rpm  | 135 a 240 lb·pie (183 a 325 N·m) @ 3200 rpm      |
| 6 en línea    | Thriftpower     | Un (OHV) árbol de levas central en el bloque y 2 válvulas por cilindro a la cabeza | Carburador Holley                               | 8.6:1                  | 200 plg³ (3,3 L) | 3,68 x 3,13 plg (93,5 x 79,5 mm) | 91 a 94 HP (92 a 95 CV) (68 a 70 kW) @ 3800-4000 rpm       | 158 a 160 lb·pie (214 a 217 N·m) @ 1400-1600 rpm |
| V6            | Cologne         | Un (OHV) árbol de levas central en el bloque y 2 válvulas por cilindro a la cabeza | Carburador Holley                               | 8.7:1                  | 171 plg³ (2,8 L) | 3,66 x 2,7 plg (93,0 x 68,6 mm)  | 109 HP (111 CV; 81 kW) @ 4800 rpm                          | 142 lb·pie (193 N·m) @ 2800 rpm                  |
| V6            | Essex           | Un (OHV) árbol de levas central en el bloque y 2 válvulas por cilindro a la cabeza | Carburador o inyección electrónica              | 8.6:1 a 8.7:1          | 232 plg³ (3,8 L) | 3,8 x 3,4 plg (96,5 x 86,4 mm)   | 88 a 120 HP (89 a 122 CV) (66 a 89 kW) @ 3600-4200 rpm     | 122 a 205 lb·pie (165 a 278 N·m) @ 1600-2600 rpm |
| V8            | Small block     | Un (OHV) árbol de levas central en el bloque y 2 válvulas por cilindro a la cabeza | Carburador                                      | 8.2:1                  | 255 plg³ (4,2 L) | 3,68 x 3 plg (93,5 x 76,2 mm)    | 111 a 120 HP (113 a 122 CV) (83 a 89 kW) @ 3400 rpm        | 194 a 205 lb·pie (263 a 278 N·m) @ 1600-2600 rpm |
| V8            | Windsor         | Un (OHV) árbol de levas central en el bloque y 2 válvulas por cilindro a la cabeza | Carburador o inyección electrónica              | 8.4:1 a 9.0:1          | 302 plg³ (4,9 L) | 4 x 3 plg (101,6 x 76,2 mm)      | 140 a 235 HP (142 a 238 CV) (104 a 175 kW) @ 3600-4600 rpm | 250 a 280 lb·pie (339 a 380 N·m) @ 1800-4000 rpm |

## Cuarta generación (1994-2004)

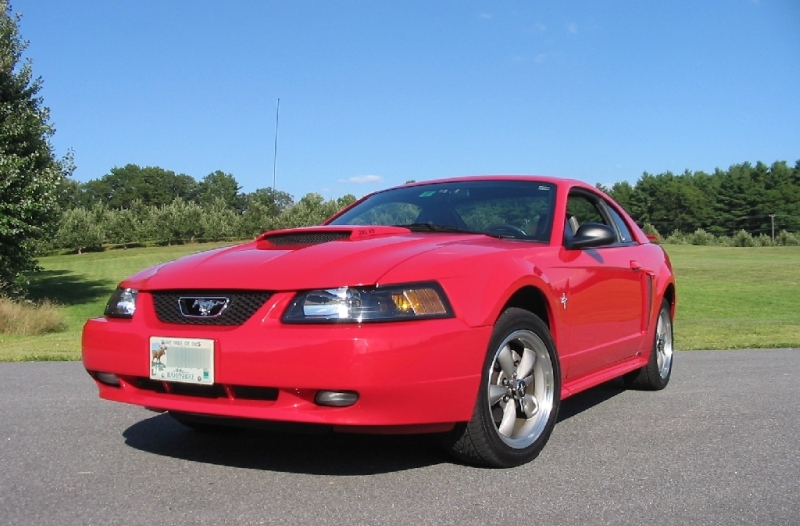
GT de 2002.

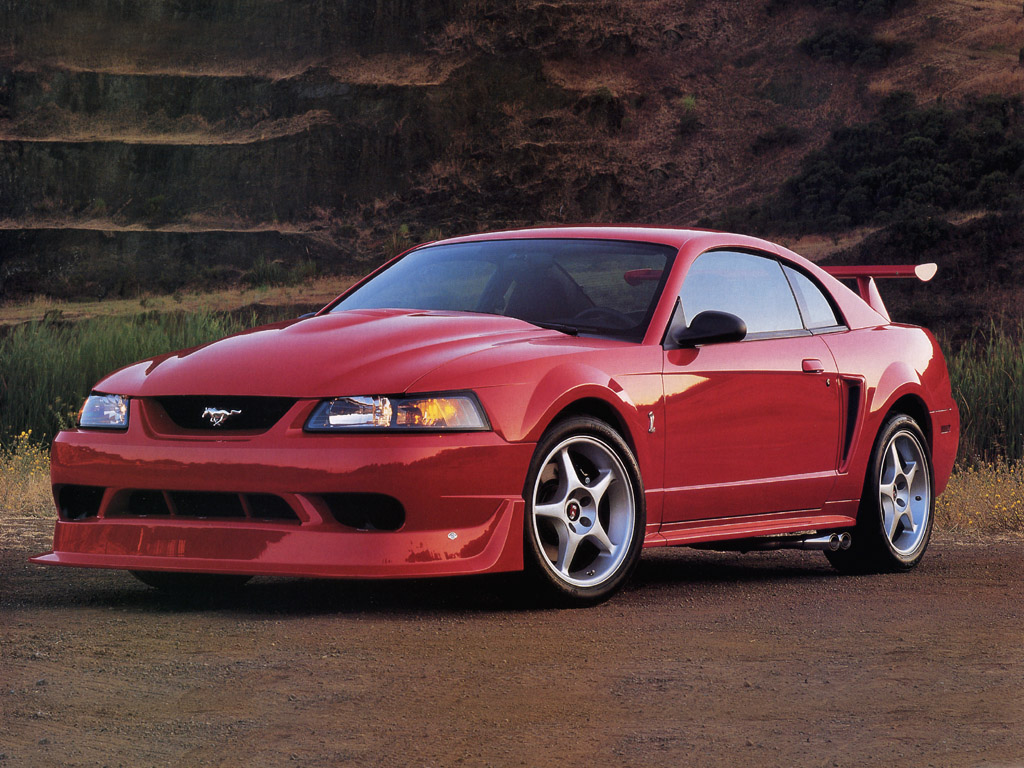
Mustang Cobra en 2007.

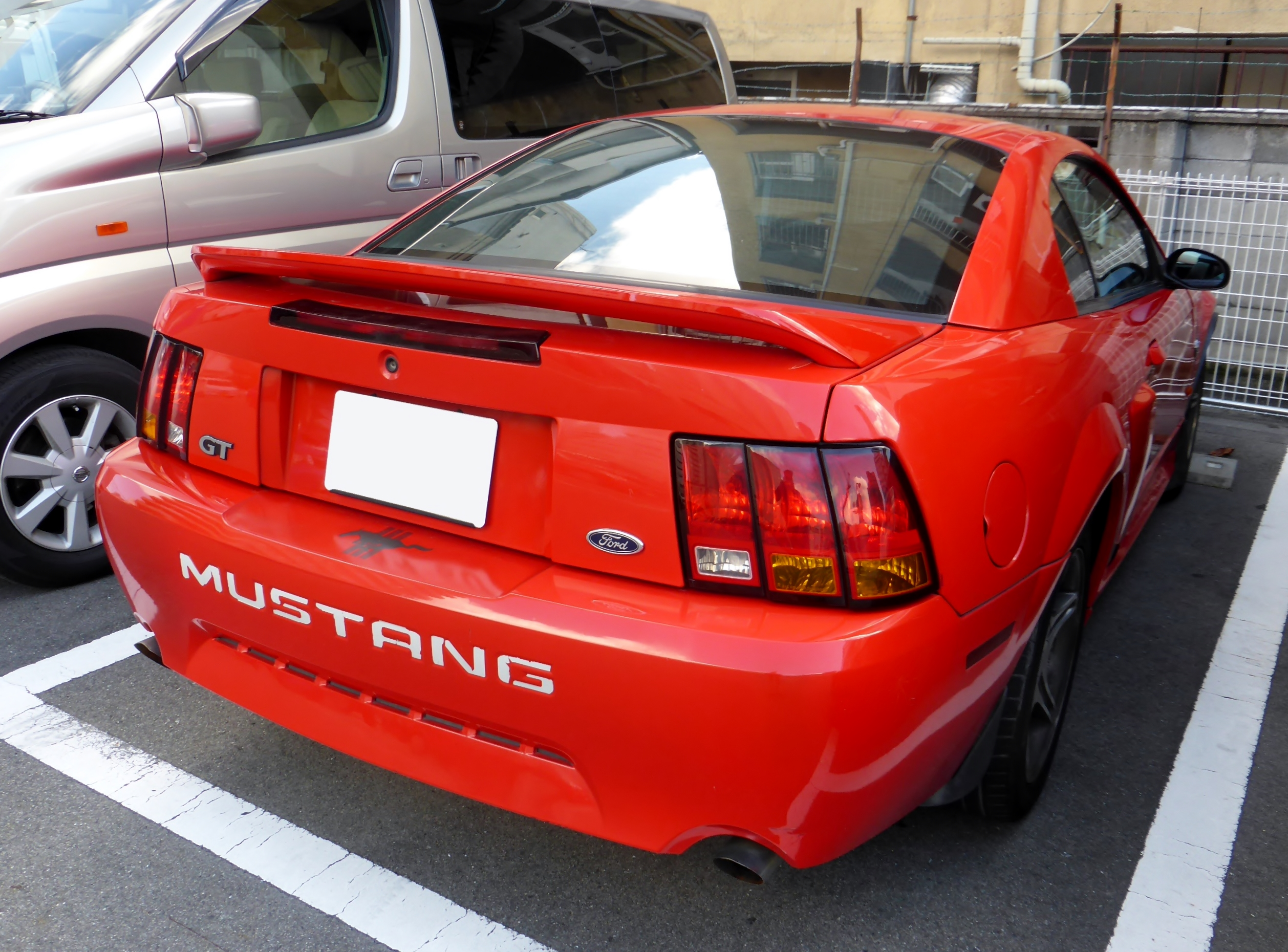
Vista trasera del GT cupé (SN95) en Japón en 2014.

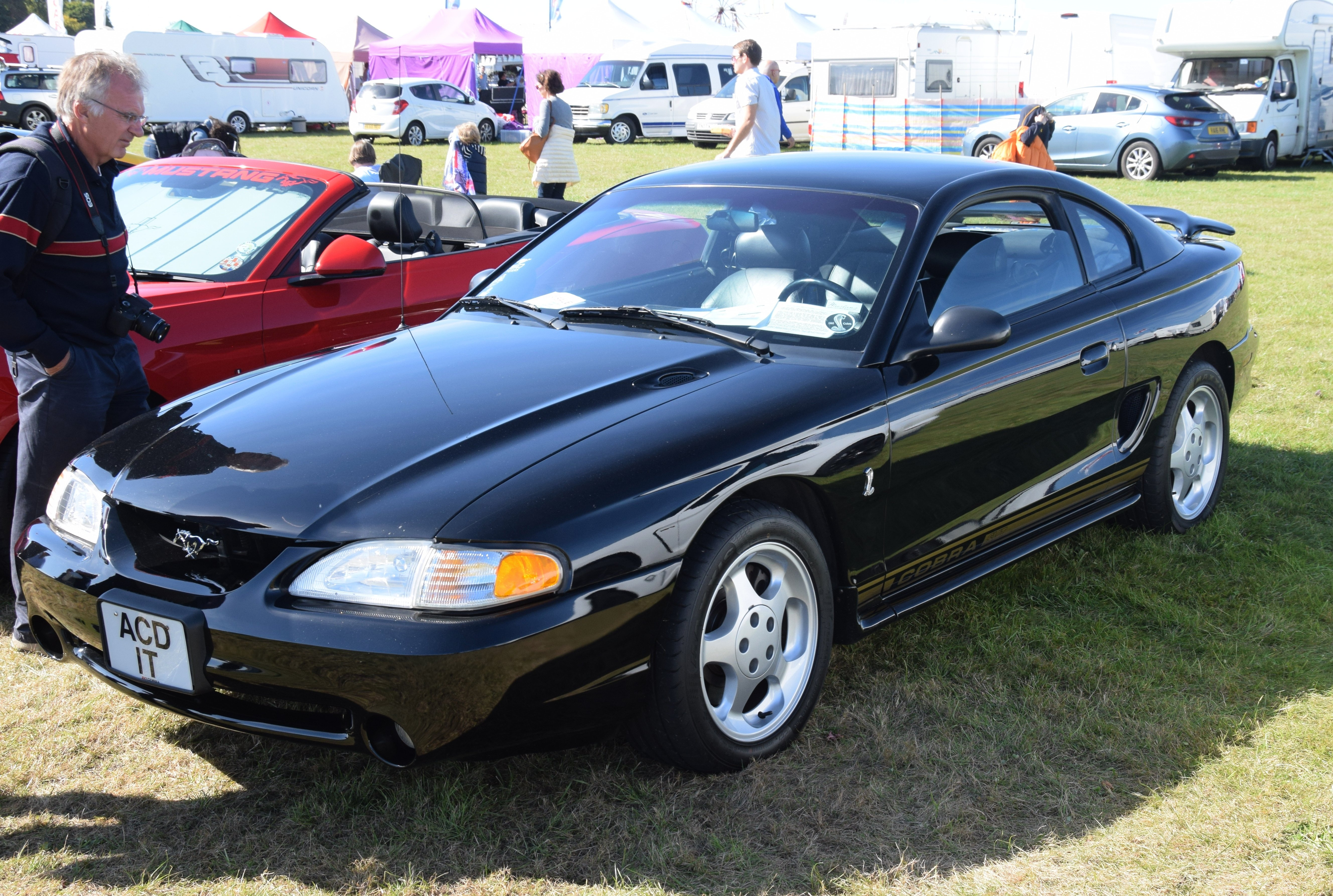
SVT Cobra 5.0 litros de 1995 en Inglaterra.

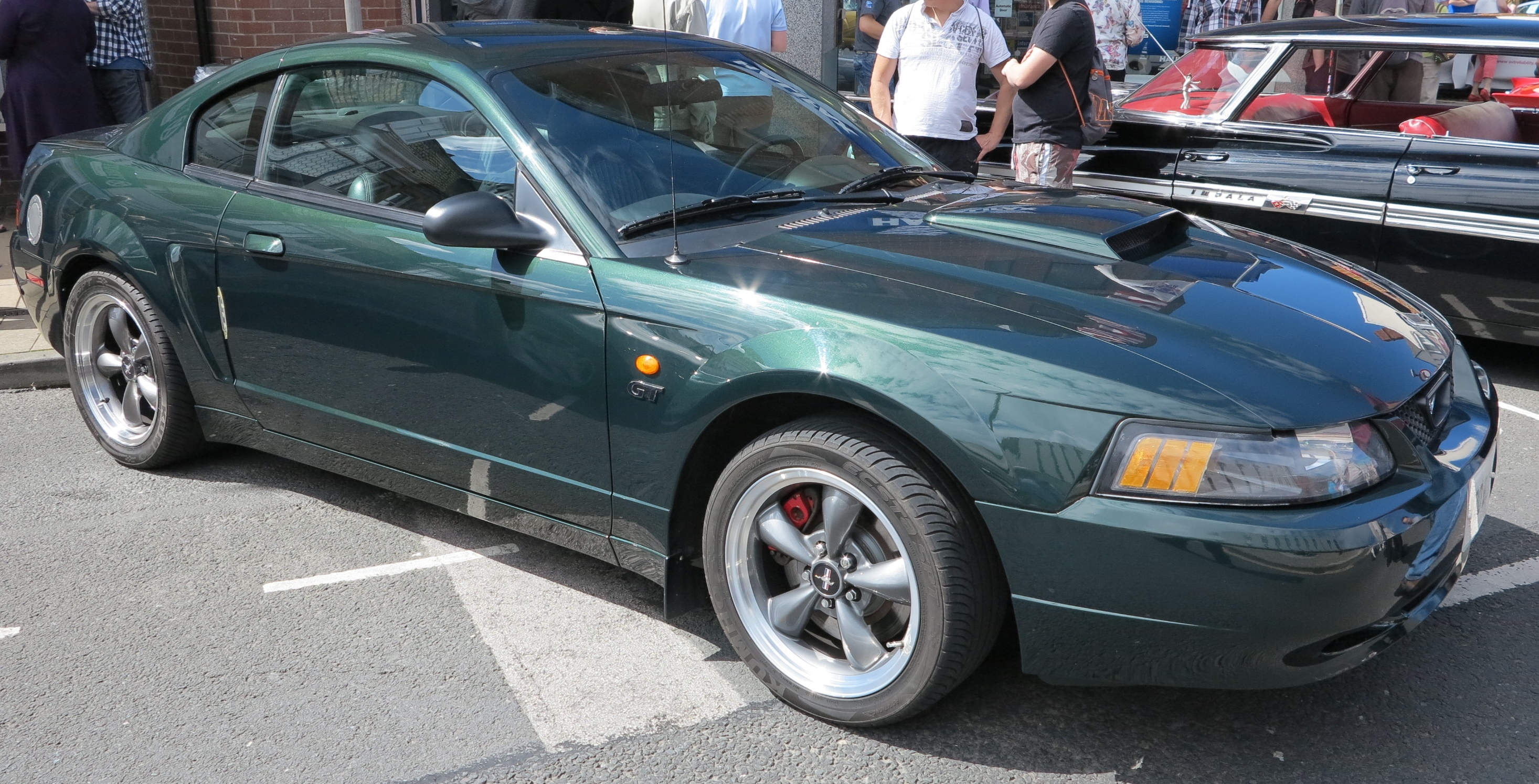
Edición Bullitt.

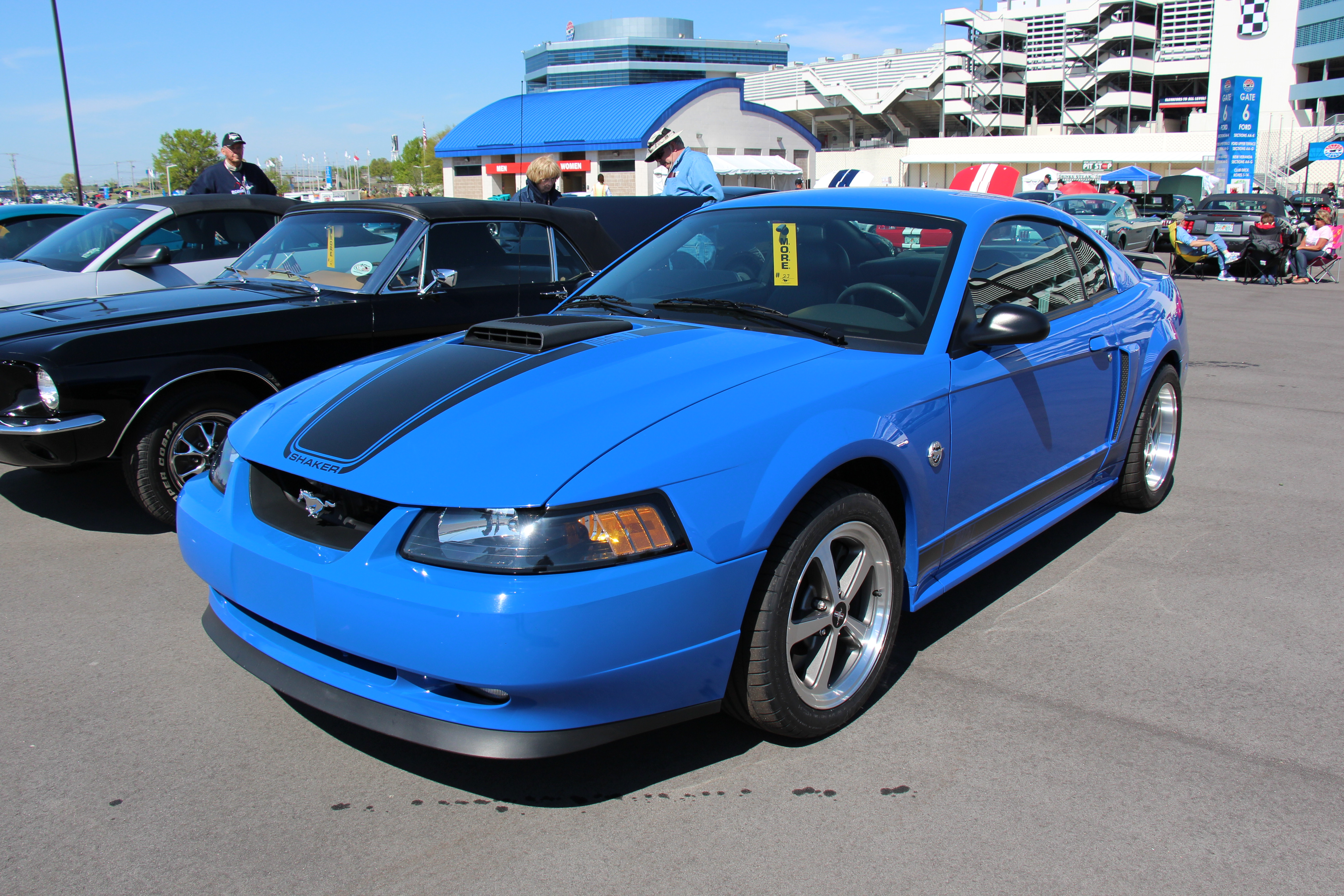
Mach 1 cupé de 2003.

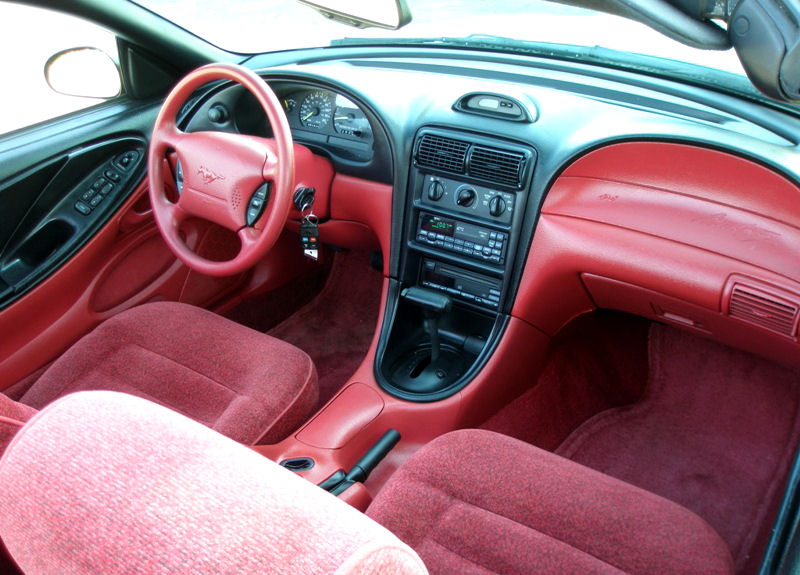
Habitáculo interior en rojo del descapotable V6 de 1994.

En 1993, Ford presentó la IV generación sobre la base estructural SN95, que en realidad era la plataforma “Fox” corregida en algunos lugares, especialmente al frente, para resistir las flexiones y torsiones inherentes al uso de motores más potentes. Su estilo se orientó a los años 1990 en vez de seguir evocando a los años 1980. Por primera vez en décadas, el tren motriz recibió un cambio sustancial al llegar en 1996 el V8 modular de 4601 cm³ (4,6 L; 280,8 plg³) en reemplazo del 5.0, mientras que el V6 Essex seguía disponible, pero tras varios años en producción, ya había mejorado lo suficiente como para ofrecer más potencia y fiabilidad. El SN95 se fabricó hasta 2004 como descapotable y en la versión con techo oblicuo, pero ya no como hardtop ni como hatchback.
Ford dejó de ofrecer la plataforma Fox en 2005, a tiempo para celebrar el 40º aniversario y comenzó a hacer cada vez más hincapié en las versiones de alto rendimiento, como Shelby, Cobra, GT, Boss y similares. Son estas las versiones que han hecho leyenda, pero año tras año, el halló sus fieles entre quienes desean un auto corriente, dócil y fiable, pero con estilo propio. Este concepto pudo sortear las crisis de mercado más extremas y vender más de 8 millones de unidades. La mayoría fueron versiones básicas, sistemáticamente llamadas “patitos feos” por supuestos “expertos”.
La cuarta generación es, en cuanto a motor, la misma que la tercera. Ford seguía basándose en la plataforma Fox para sus nuevos vehículos, pero es en el exterior donde se observa la evolución y las diferencias con sus antecesores, lo que le vale para distinguir entre una tercera y cuarta generación.
El vehículo de 1994 marcó un cambio importante con la tercera generación. Su apariencia se volvió más aerodinámica y más agresiva en sus líneas. Se siguió utilizando el motor 5.0 H.O. pero con 215 HP (218 CV; 160 kW) en lugar de 225 HP (228 CV; 168 kW). Las versiones hatchback desaparecieron y solamente se ofreció como cupé y descapotable. El motor 5.0 solamente duró dos años en la nueva generación, que realmente se trataba del mismo motor de 260 plg³ (4,3 litros) que apareció en el primer Mustang 30 años atrás. El 5.0 cedió su lugar al mucho más moderno motor modular de 4601 cm³ (4,6 L; 280,8 plg³) y árbol de levas a la cabeza, el cual apareció en 1996 con la misma potencia que el 5.0 de 1995, pero creció a partir de ahí. En 1998, la potencia ya había vuelto a 225 HP (228 CV; 168 kW) y en las últimas versiones de 260 HP (264 CV; 194 kW). Además, en 1996 apareció nuevamente el Mustang Cobra con este mismo motor de 4601 cm³ (4,6 L; 280,8 plg³), pero con cabezas con árbol de levas doble. Generaba alrededor de 305 caballos de potencia. Además, un año más tarde entra una nueva norma vigente para todos los modelos: el Sistema de Antirrobo de Ford (PATS).
En 1999, Ford realiza una renovada imagen para el Mustang. Las tendencias de diseño de la compañía eran llamadas "New Edge" y las líneas curvas se transformaron en líneas anguladas. Se volvió más cargado en su diseño exterior. En el interior los cambios se limitaron a tonalidades y en ubicación de interruptores.
El Cobra de 1999 aparte de sus cambios en diseño exterior, se benefició de una notable mejoría en su suspensión y en ese año fue el primero con suspensión independiente en las ruedas traseras en el Cobra R, el primero sin el eje rígido atrás. El nuevo diseño viene con la insignia del 35.º Aniversario.
El equipo SVT siguió su intervención en el coche y para el modelo 2003 ya había desarrollado un motor de 4601 cm³ (4,6 L; 280,8 plg³) sobrealimentado por un compresor volumétrico tipo Roots Eaton, que lograba desarrollar 390 HP (395 CV; 291 kW). Además, logró deshacerse de uno de sus más encarnecidos rivales: el Camaro, que fue abandonada su producción por Chevrolet en 2002.
La plataforma usada en los SN95 seguía siendo la misma que en los Fox, aunque más bien era una adaptación de esta, ya que de las 1850 partes que la constituían, más de 1300 de estas partes sufrieron un cambio bastante radical, pero por lo menos la base, era la misma.
Estaba pasando por una situación no muy favorable debido al descenso en las ventas, es decir, que el nuevo diseño se debía hacer casi a vida o muerte: O salía bien o todo habría acabado después de 30 años de vida. Es por eso que el equipo de William Boddie, director de programa de la división de Compactos y Utilitarios de Ford, tuvo que reunir a más de 200 entusiastas del Mustang dentro de las filas de Ford para hacerse cargo del proyecto, que era de vital importancia para el "pony". Como objetivos principales para el nuevo diseño se marcaron tres prioridades: que el nuevo coche se reconociese como un Mustang aunque no ostente emblemas, tendría que tener los atributos que le hicieron famoso y tenía que simbolizar potencia.
En 1994, la demanda de clientes ansiosos superó con creces la producción del nuevo modelo, situación que rompió todos los esquemas de Ford. Algo parecido a lo que pasó con la primera generación poco después de su presentación.
Salvo en los años 1994 y 2002, todos los modelos con más prestaciones superaban esta cifra, llegando incluso a acercase a los 400 HP (406 CV; 298 kW) con los SVT Cobra de 2003 y 2004, una potencia que hasta hoy en día han quedado vetadas para los modelos normales, a excepción de los Shelby y las preparaciones externas como las de Roush o Saleen.
El año 2001 fue primero en el que estuvo disponible uno de los modelos de la generación S197: el Mustang Bullitt. Rememorando el clásico Fastback GT390 de 1968 del teniente Frank Bullitt quien lo manejaba por las calles de San Francisco (California), Ford lanzó esta edición especial. El verde clásico "Dark Highland Green", estuvo presente en más de 3000 de las más de 5000 unidades producidas en edición limitada. El resto, estaban pintados en el mismo negro que estaba disponible para toda la gama. Los cambios eran notables, como las llantas de 17 pulgadas (43,2 cm) en gris con el diseño clásico de American Racing, el color y las tomas de aire laterales, algo diferenciadas respecto a los modelos normales, pero no solamente se modificó su estética, sino que la suspensión se retocó y rebajo, para darle más maniobrabilidad.
En 2002 destaca la edición Roush Stage 3 360R con 360 HP (365 CV; 268 kW), cuya carrocería estaba pintada en rojo y dos líneas blancas. En 2003 apareció la edición Roush 380R, que fue revisada, mejorada y potenciada a 380 HP (385 CV; 283 kW) (de ahí el nombre).
Otro que volvió en 2003 fue el Mach 1 tras 24 años de ausencia. El motor utilizado para esta resurrección era el V8 DOHC de 4601 cm³ (4,6 L; 280,8 plg³) que entregaba una potencia máxima de 305 HP (309 CV; 227 kW). Su principal característica era la toma de aire funcional tipo "Shaker", similar a la utilizada en los modelos de principios de los años 1970.
Se produjeron casi 10 000 unidades de este modelo, que estaba disponible en seis colores diferentes: Oxford White, Zinc Yellow, Torch Red, Black, Azure Blue y Dark Shadow Grey. En todos ellos, una franja negra salía de la entrada de aire del cofre y bajaba hasta la parrilla, en conjunto con la banda negra que cruzaba la puerta por su parte baja y con la inscripción "Mach 1". El alerón también se pintó en negro.
Después de 16 años de ausencia, el emblema del Pony volvía a estar presente en el frontal del coche, elemento que fue eliminado con la llegada de la tercera generación y que no gustó a mucho a gente.
Esta generación no solamente estaba en el garaje de los padres, sino también en el de las niñas y sus Barbies, ya que Mattel lanzó al mercado un modelo descapotable y extensible para la famosa muñeca deseada por las niñas.

### Sumario de datos
- En 1994 se presenta la cuarta generación del Ford Mustang. La nueva carrocería pretendía adaptar el diseño clásico a las tendencias del momento. En esta generación se discontinúa la carrocería Hatchback, dejando solamente el Fastback y el descapotable.
- Ese año también se lanza al mercado un nuevo SVT Cobra con un motor V8 5.0 de 240 HP (243 CV; 179 kW).
- 1995 será el último año que el Mustang equipara el mítico 5.0, que comenzó como el de 260 plg³ (4,3 litros) y que más tarde pasó a ser el de 289 plg³ (4,7 litros), llegando hasta las 302 plg³ (4,9 litros).
- Ese mismo año, se presentó la segunda generación del SVT Cobra R con el motor V8 de 5766 cm³ (5,8 L; 351,9 plg³) con 300 HP (304 CV; 224 kW) y una transmisión manual de cinco velocidades.
- En 1996, los GT y Cobra se equiparon por primera vez con el motor V8 de 4601 cm³ (4,6 L; 280,8 plg³) con doble (DOHC) árbol de levas en cabeza, que entregaba 305 HP (309 CV; 227 kW) en la versión Cobra.
- En 1997, el Sistema Antirrobo Pasivo pasa a ser un elemento más de serie en toda la gama.
- En 1998, la potencia del V8 de 4601 cm³ (4,6 L; 280,8 plg³) del GT se incrementa hasta los 225 HP (228 CV; 168 kW).
- La reestilización (restyle) de la cuarta generación se presenta en 1999, con motivo del 35.º Aniversario. Sus líneas eran más afiladas, con los pasos de rueda más destacados e incluía un nuevo cofre, parrilla, defensas y grupos ópticos. En ese año, el SVT Cobra se convierte en el primer pony en equipar suspensión trasera independiente. Su motor V8 de 4601 cm³ (4,6 L; 280,8 plg³) entregaba 320 HP (324 CV; 239 kW).
- En 2000, se lanza una edición limitada de 300 unidades del tercer SVT Cobra R, cuya potencia era de 386 HP (391 CV; 288 kW), del motor V8 DOHC de 5409 cm³ (5,4 L; 330,1 plg³) y acoplado, por primera vez en un Mustang, a una caja de seis relaciones.
- Inspirándose en la película de 1968, el primer Bullitt GT aparecía en el mercado. Sus cambios se centraban en las entradas de aire laterales, las llantas de 17 pulgadas (43,2 cm) y una suspensión rebajada y reajustada.
- En 2002 finaliza la producción de dos de sus máximos rivales: el Chevrolet Camaro y el Pontiac Firebird.
- El Mach 1 vuelve en 2003 con el motor V8 de 4601 cm³ (4,6 L; 280,8 plg³) y 305 HP (309 CV; 227 kW) de potencia máxima. La clásica toma de aire "Ram-Air Shaker" vuelve a estar sobre su cofre. El SVT Cobra con sobrealimentador entregaba 390 HP (395 CV; 291 kW).
- En 2004, Ford produjo la unidad 300 millones en toda su historia, el cual fue un GT descapotable 40th Anniversary Edition.
- Ese año, el Ford Mustang tuvo que despedirse de la planta en Dearborn, donde se estuvieron construyendo todos los Mustang desde 1964.[69]

El modelo 2004 sería el último de esta generación y con él acababa también una tradición importante. Hasta esta generación, todos los Mustang vendidos en Estados Unidos habían sido producidos en la planta de Dearborn, Míchigan y esta es la última generación que se produce ahí. La quinta generación se produciría en la planta AutoAlliance en Flat Rock (Míchigan).

### Producción
1994: 123 198

1995: 185 986

1996: 135 620

1997: 108 344

1998: 175 522

1999: 133 637

2000: 215 239

2001: 163 818

2002: 142 647

2003: 153 367

2004: 141 907

Total: 1 679 285

### Motorizaciones
| Tipo de Motor | Código de motor | Distribución                                                           | Aspiración      | Relación de compresión | Cilindrada                   | Diámetro x carrera                | Potencia máxima                                            | Par máximo                                       |
| ------------- | --------------- | ---------------------------------------------------------------------- | --------------- | ---------------------- | ---------------------------- | --------------------------------- | ---------------------------------------------------------- | ------------------------------------------------ |
| V6            | Essex           | Un (OHV) árbol de levas central en el bloque y 2 válvulas por cilindro | Natural         | 9,0:1                  | 3797 cm³ (3,8 L; 231,7 plg³) | 96,8 x 86 mm (3,81 x 3,39 plg)    | 145 a 193 HP (147 a 196 CV) (108 a 144 kW) @ 4000-5500 rpm | 215 a 225 lb·pie (292 a 305 N·m) @ 2500-2800 rpm |
| V6            | Essex           | Un (OHV) árbol de levas central en el bloque y 2 válvulas por cilindro | Natural         | 9,0:1                  | 3886 cm³ (3,9 L; 237,1 plg³) | 96,8 x 88 mm (3,81 x 3,46 plg)    | 193 HP (196 CV; 144 kW) @ 5500 rpm                         | 220 lb·pie (298 N·m) @ 2800 rpm                  |
| V8            | Modular         | Un (SOHC) árbol de levas a la cabeza y 2 válvulas por cilindro         | Natural         | 9,0:1 a 9,4:1          | 4601 cm³ (4,6 L; 280,8 plg³) | 90,2 x 90 mm (3,55 x 3,54 plg)    | 215 a 265 HP (218 a 269 CV) (160 a 198 kW) @ 4400-5000 rpm | 285 a 305 lb·pie (386 a 414 N·m) @ 3500-4000 rpm |
| V8            | Modular         | Doble (DOHC) árbol de levas a la cabeza y 4 válvulas por cilindro      | Natural         | 10,0:1                 | 4601 cm³ (4,6 L; 280,8 plg³) | 90,2 x 90 mm (3,55 x 3,54 plg)    | 305 a 320 HP (309 a 324 CV) (227 a 239 kW) @ 5800-6000 rpm | 300 a 317 lb·pie (407 a 430 N·m) @ 4250-4750 rpm |
| V8            | Modular         | Doble (DOHC) árbol de levas a la cabeza y 4 válvulas por cilindro      | Sobrealimentado | 8,5:1                  | 4601 cm³ (4,6 L; 280,8 plg³) | 90,2 x 90 mm (3,55 x 3,54 plg)    | 390 HP (395 CV; 291 kW) @ 6000 rpm                         | 390 lb·pie (529 N·m) @ 3500 rpm                  |
| V8            | Windsor         | Un (OHV) árbol de levas central en el bloque y 2 válvulas por cilindro | Natural         | 9,0:1                  | 4942 cm³ (4,9 L; 301,6 plg³) | 101,6 x 76,2 mm (4,00 x 3,00 plg) | 215 a 240 HP (218 a 243 CV) (160 a 179 kW) @ 4200-4800 rpm | 285 lb·pie (386 N·m) @ 3400-4000 rpm             |
| V8            | Modular         | Doble (DOHC) árbol de levas a la cabeza y 4 válvulas por cilindro      | Natural         | 9,6:1                  | 5409 cm³ (5,4 L; 330,1 plg³) | 90,2 x 105,8 mm (3,55 x 4,17 plg) | 385 HP (390 CV; 287 kW) @ 6250 rpm                         | 385 lb·pie (522 N·m) @ 4250 rpm                  |
| V8            | Windsor         | Un (OHV) árbol de levas central en el bloque y 2 válvulas por cilindro | Natural         | 9,0:1                  | 5766 cm³ (5,8 L; 351,9 plg³) | 101,6 x 88,9 mm (4,00 x 3,50 plg) | 300 HP (304 CV; 224 kW) @ 4800 rpm                         | 365 lb·pie (495 N·m) @ 3750 rpm                  |

## Quinta generación (2004-2014)

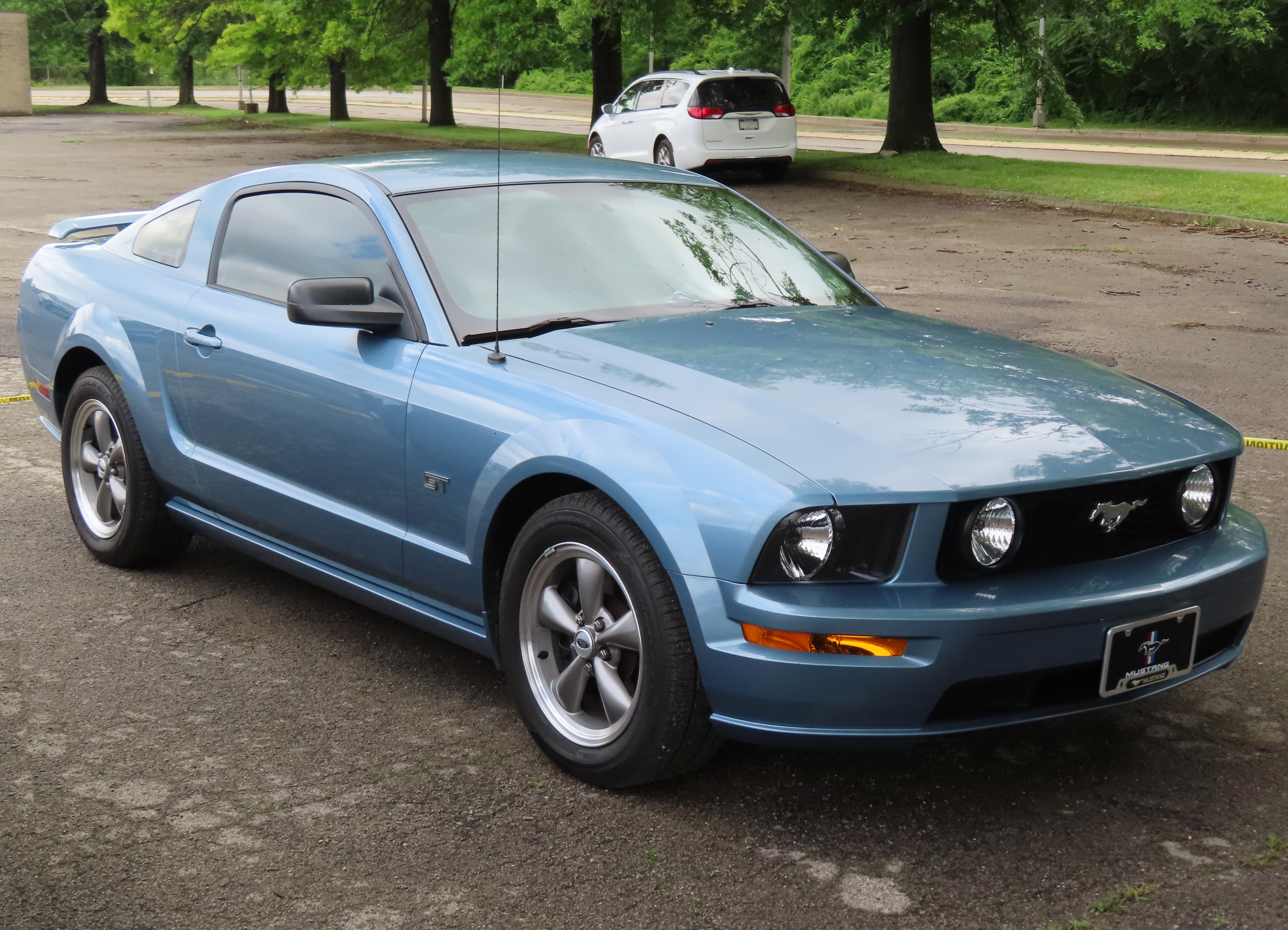
GT Deluxe Cupé de 2005.

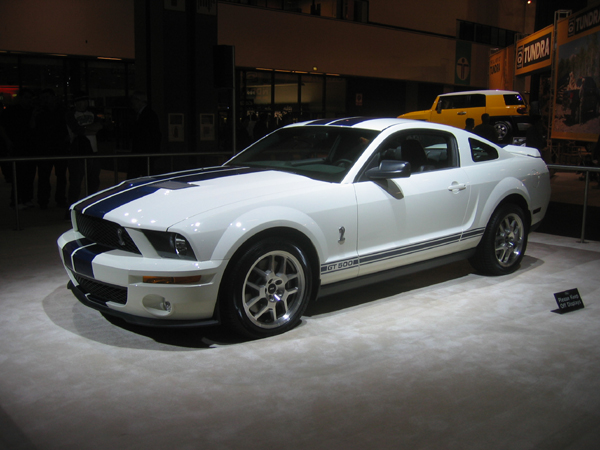
Shelby GT500 de 2007, en el Salón del Automóvil de Los Ángeles de 2010.

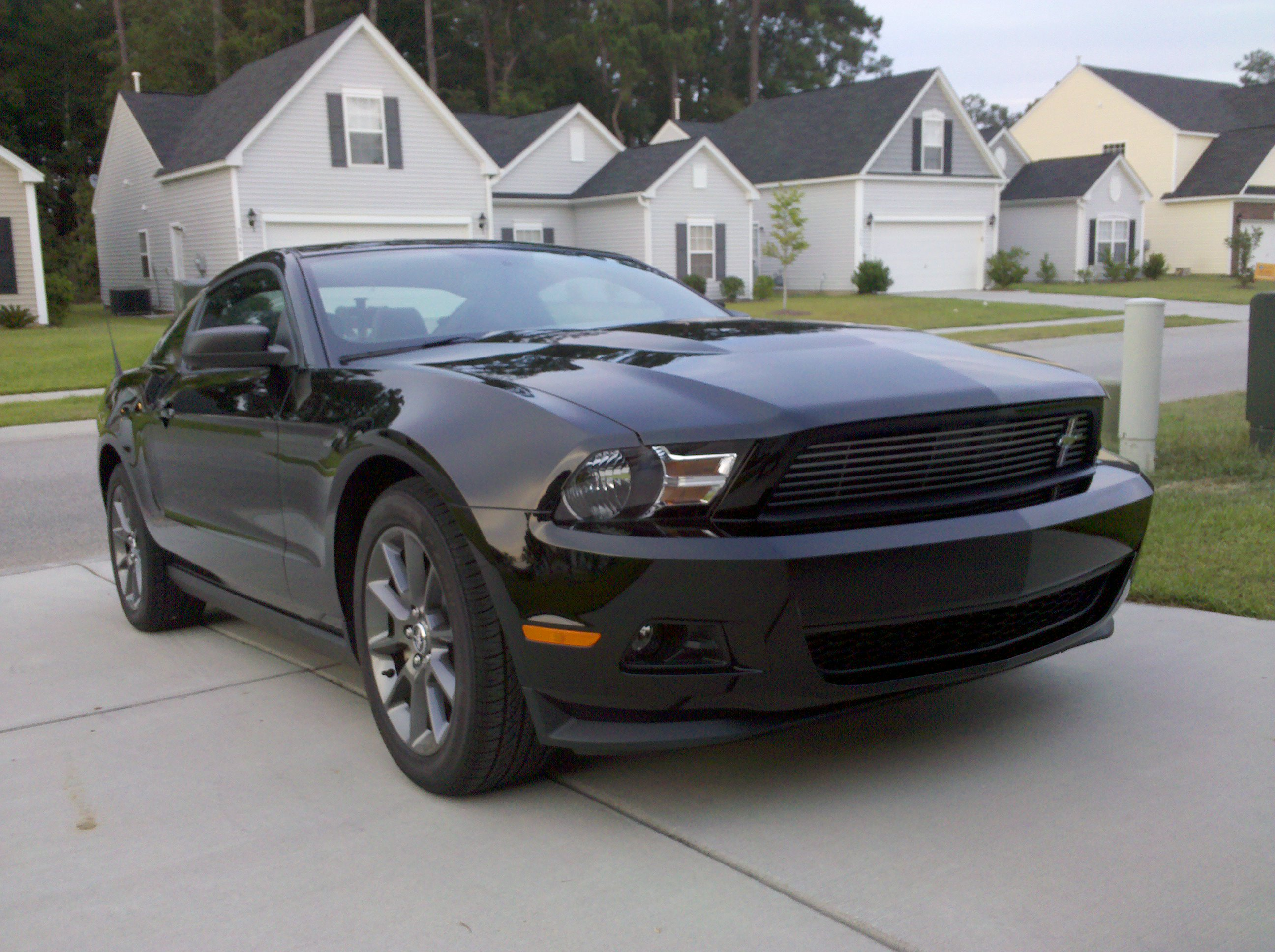
Cupé V6 de 2011 con equipamiento opcional de alto rendimiento.

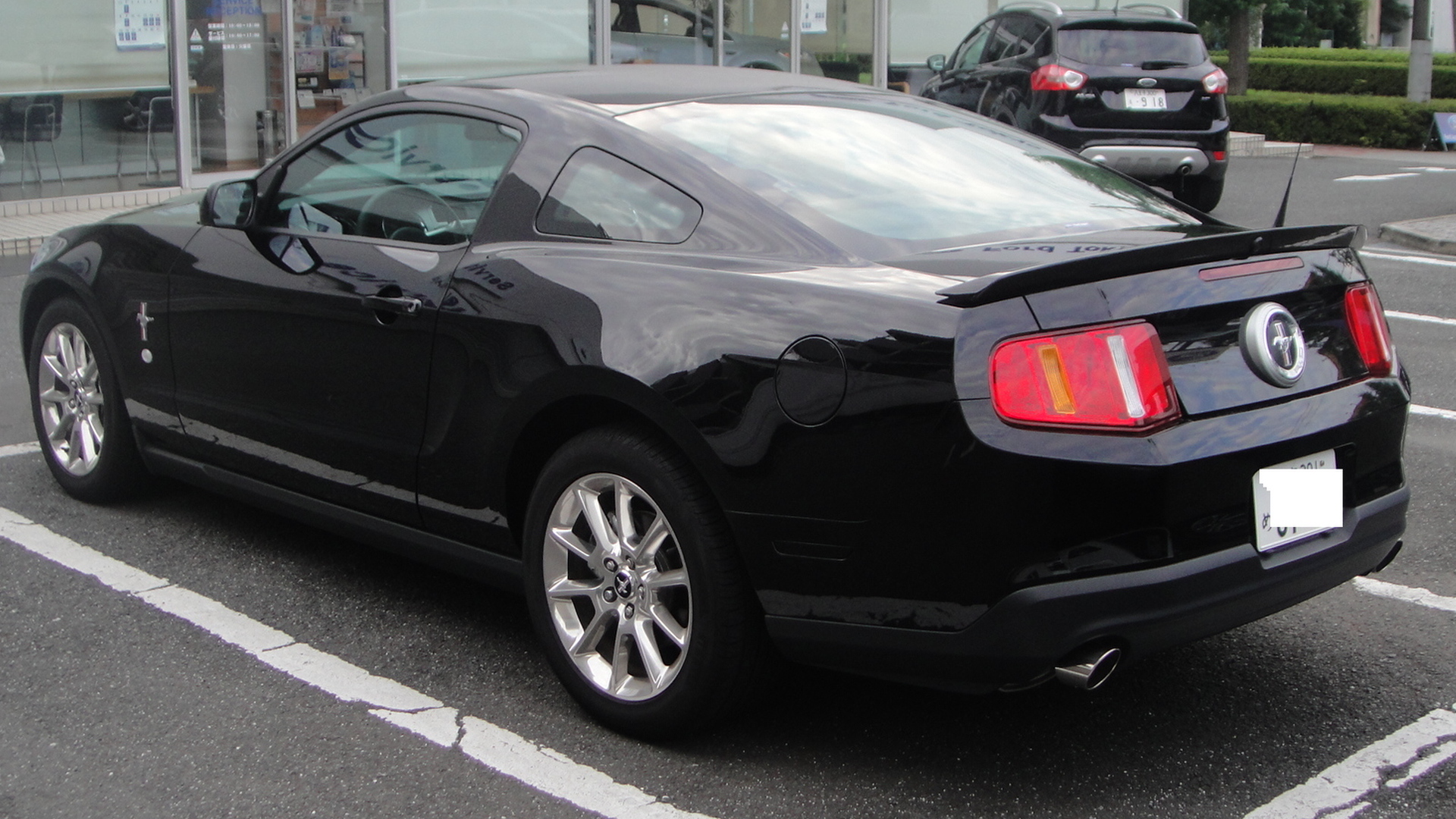
Vista trasera en 2011.

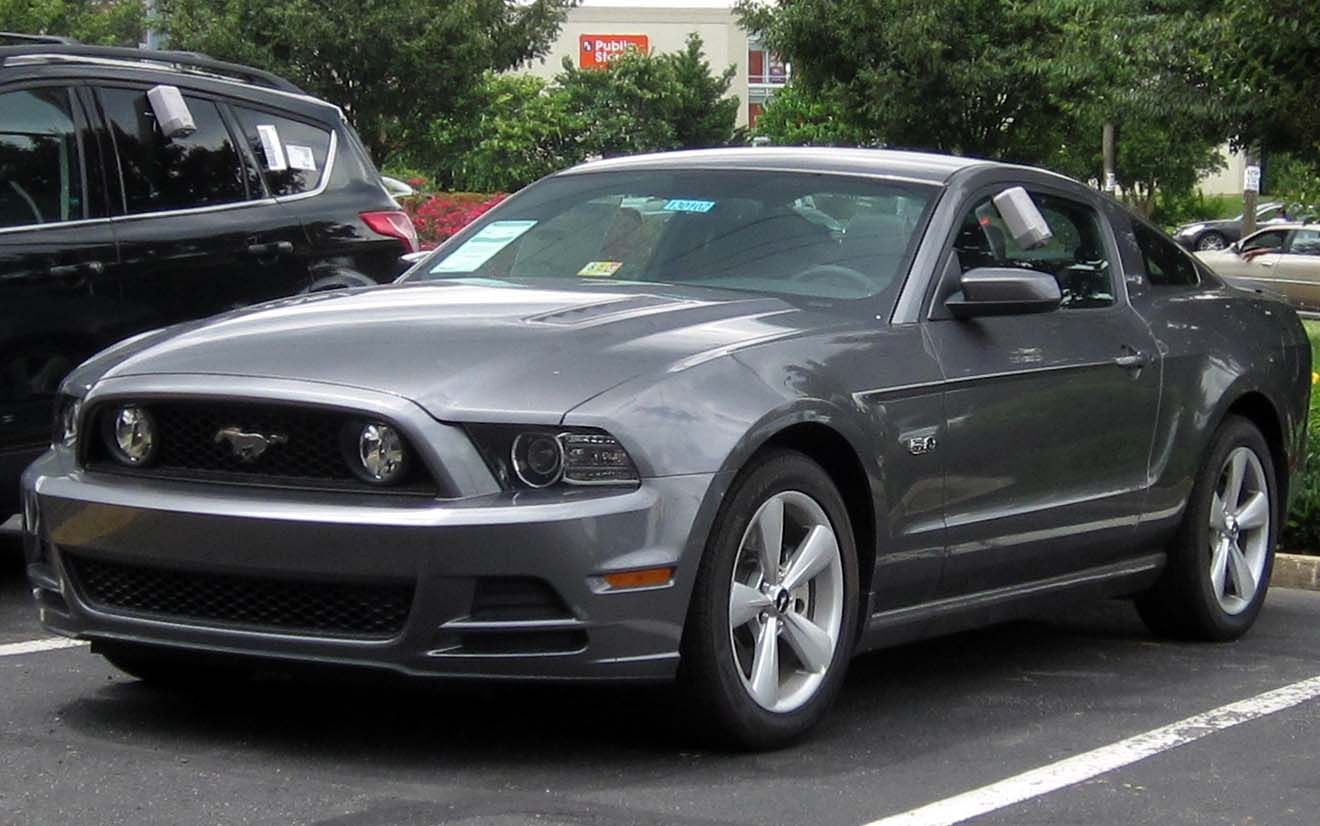
Cupé 5.0 de 2013 en Falls Church, Virginia.

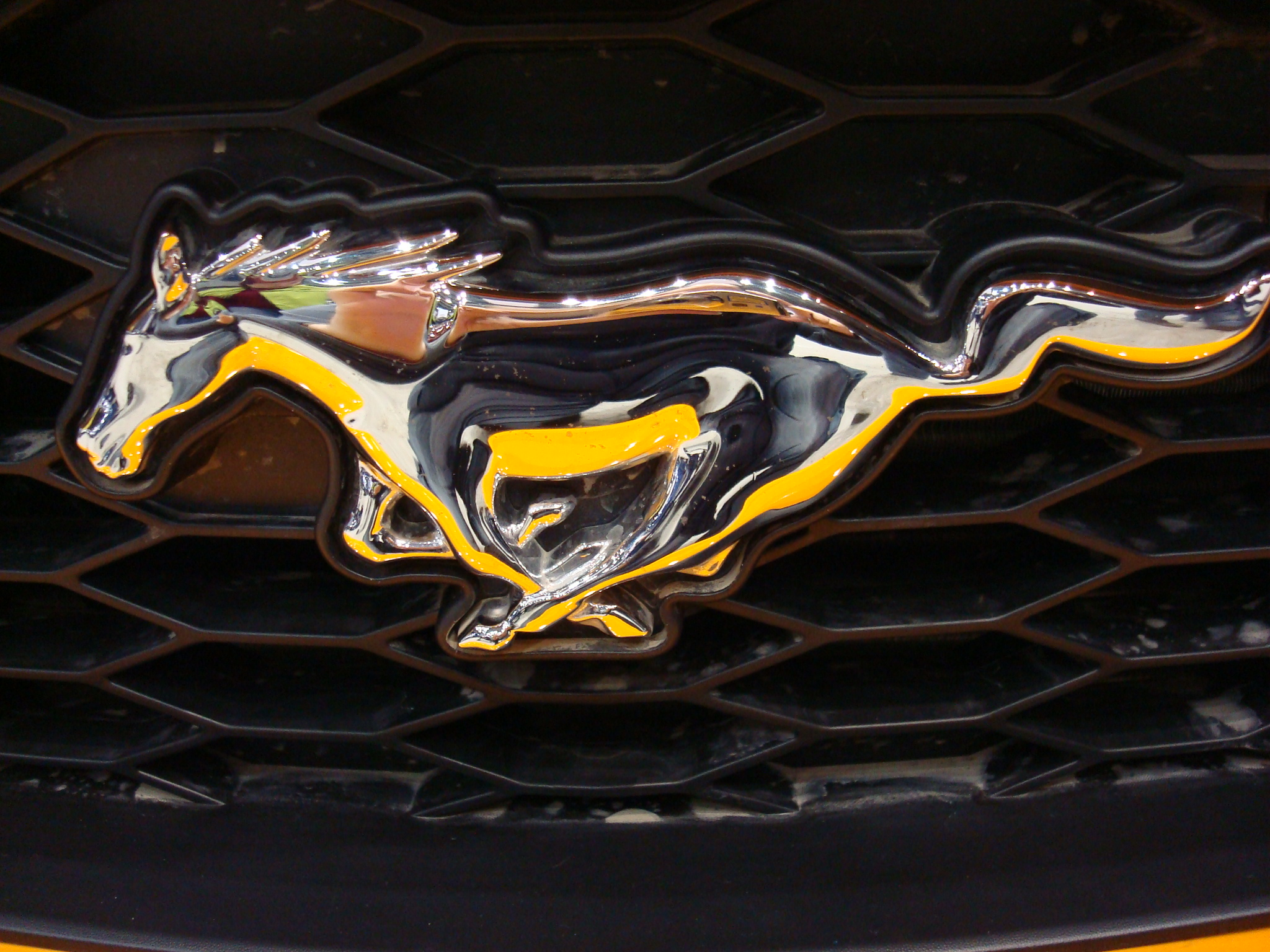
Emblema en una exposición en Ostrava, República Checa en 2008.

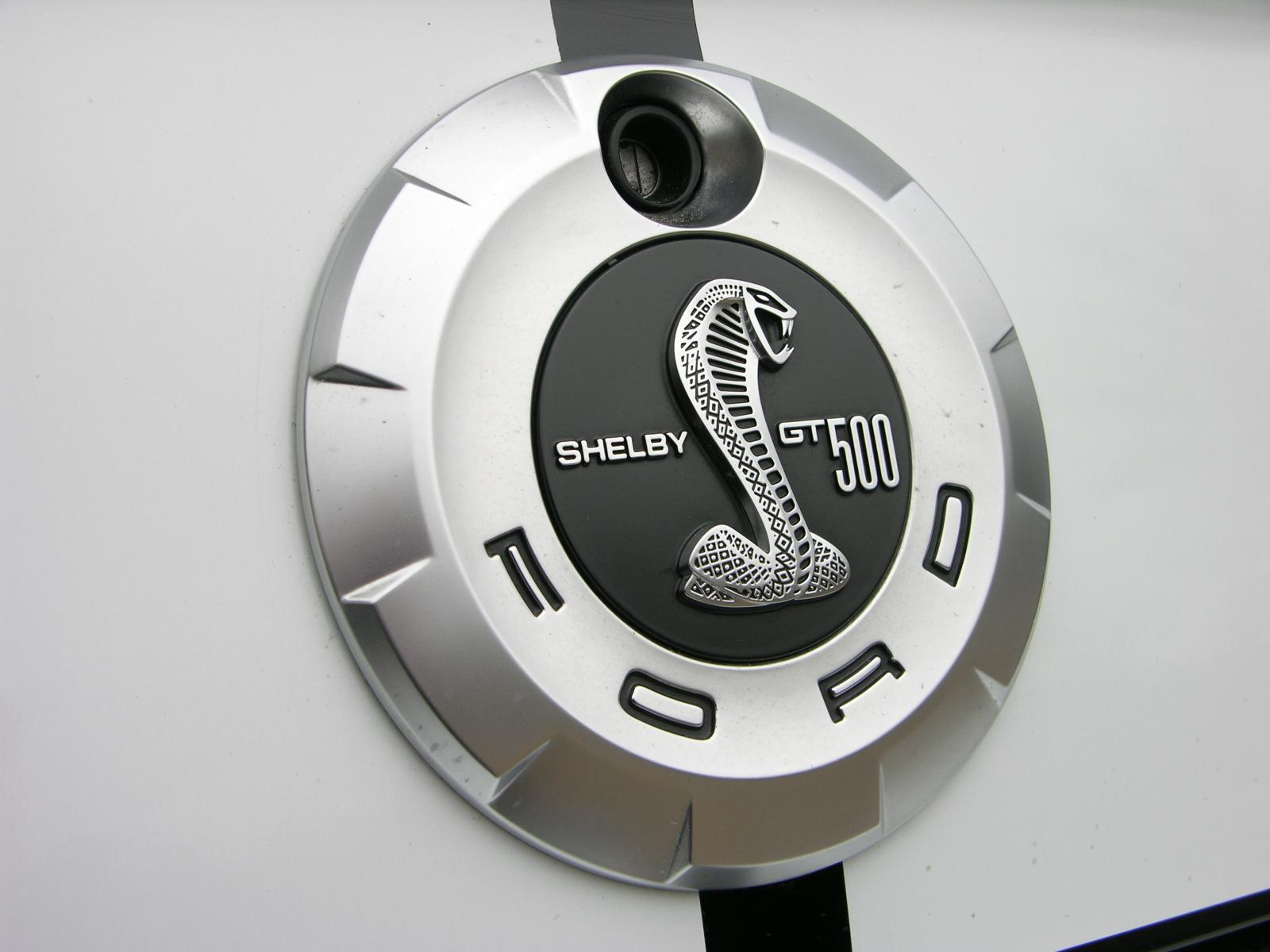
Logotipo del Shelby GT500 de 2008.

La quinta generación debutó el 27 de septiembre de 2004 como modelo 2005, al ser mostrados tanto el cupé como el descapotable en Detroit ese mismo año, siendo nuevamente un cambio drástico en el Mustang. A diferencia de las demás generaciones, Ford utiliza las fortalezas de la primera generación en su diseño y crea un auto auténticamente retro-futurista, el cual no es el primero que Ford saca a producción, ya que el Thunderbird y el Ford GT también estuvieron como modelos de producción y basados en modelos de los años 1950 y 60.
Mecánicamente, se ofrece con un motor V6 de 4 litros de 202 HP (205 CV; 151 kW) de potencia para la versión básica; y la versión V8 de 4601 cm³ (4,6 L; 280,8 plg³) con 300 HP (304 CV; 224 kW) de potencia, con el que es capaz de acelerar de 0 a 100 km/h (62 mph) en alrededor de 5,2 segundos con transmisión manual. A mediados de 2006, apareció la versión Shelby con un motor V8 con 32 válvulas sobrealimentado de 5409 cm³ (5,4 L; 330,1 plg³) que entrega una potencia de 500 HP (507 CV; 373 kW), acoplado a una transmisión manual de seis velocidades. Con este motor, el Shelby GT500 era capaz de acelerar de 0 a 100 km/h (62 mph) en 4,5 segundos y alcanzar una velocidad máxima limitada de 250 km/h (155 mph).
Presenta una apariencia mejorada con menor resistencia al viento y con dos nuevos motores: un V6 de 305 HP (309 CV; 227 kW) y un V8 5.0 de 412 HP (418 CV; 307 kW), llamado por los ingenieros «Coyote», ambos con transmisión de seis velocidades. Con una revolución tecnológica haciéndolo casi una computadora con ruedas y sistemas de seguridad de última generación, con aspectos que se mantienen desde la primera generación como sus calaveras, además de un nuevo y rediseñado logotipo más conservador. Su nuevo interior combina colores conservadores con su diseño agresivo, además de contar con nuevos aditamentos para personalizar los interiores. También cuenta con líneas desde el frente que lo hacen parecer veloz, aunque siga estando detenido. Este coche es una de las más avanzadas piezas de tecnología y seguridad que puedan andar en cuatro ruedas.
En 2005, Ford presentó la completamente nueva plataforma del Mustang llamada "D2C" y así empezó la quinta generación. Como Ford lo estableció, “La nueva plataforma está diseñada para hacer al Mustang más rápido, seguro, más ágil y más atractivo que nunca”. Empezó a ser fabricado en la nueva planta de Flat Rock, en Míchigan. Para este diseño, llamado "S-197", regresó al estilo clásico que hizo popular al coche en sus inicios. El modelo 2005 presentó entradas laterales tipo C, una distancia entre ejes 6 pulgadas (15,2 cm) más larga y luces traseras de tres elementos. En el campo del desempeño, se dejó de ofrecer el V6 de 3797 cm³ (3,8 L; 231,7 plg³) remplazándolo por un V6 SOHC de 3996 cm³ (4 L; 243,9 plg³) con 210 HP (213 CV; 157 kW).
En 2006, se ofrecía opción de un V6 con el desempeño de un GT. El “Paquete Pony” integró una suspensión inspirada en la del GT, llantas más grandes y una parrilla personalizada con luces para niebla y el emblema del pony. También fue presentada la edición especial del Shelby GT-H, representando al Shelby GT350 del programa “Rent-A-Racer” de los años 1960, de los que se fabricaron 500 unidades y distribuidos en agencias de renta de autos Hertz seleccionadas a lo largo de Estados Unidos.
En 2007 marcó el lanzamiento del paquete GT California Special, solamente disponible en los GT Premium, que consistía de llantas de 18 pulgadas (45,7 cm), asientos negros de piel con el grabado “Cal Special”, gráficos de rayas y una toma de aire más grande. También fue nuevo el sistema opcional de asientos térmicos para el piloto y el pasajero, espejo retrovisor con brújula y un sistema de navegación con DVD. En ese mismo año, se vio el lanzamiento del Shelby GT y Shelby GT500. Ambos fueron resultado de la alianza entre SVT de Ford y la leyenda del Mustang Carroll Shelby. El Shelby GT presentó un motor V8 de 4601 cm³ (4,6 L; 280,8 plg³) con 319 HP (323 CV; 238 kW), mientras que el GT500 fue catalogado como el Mustang más poderoso de toda la historia, con un V8 sobrealimentado de 5409 cm³ (5,4 L; 330,1 plg³) capaz de generar 500 HP (507 CV; 373 kW).
En 2008, trajo consigo lámparas de Descarga de Alta Densidad (HID), llantas de 18 pulgadas (45,7 cm) en el cupé V6 y en el interior un sistema de alumbrado ambiental. También estuvo de regreso el Shelby GT y se presentó el Shelby GT500KR, para conmemorar el 40.º Aniversario del original “King of the Road”. EL Shelby GT es impulsado por un motor V8 de 4601 cm³ (4,6 L; 280,8 plg³) el cual se dice que genera 319 HP (323 CV; 238 kW). El Shelby GT500KR presenta un V8 de 5409 cm³ (5,4 L; 330,1 plg³) sobrealimentado con un paquete de mejoras de Ford Racing, el cual Se estima que produce alrededor de 540 HP (547 CV; 403 kW). El Shelby GT500 también regresó para ese mismo año con 500 HP (507 CV; 373 kW) y cuatro válvulas por cilindro. También revivió el Mustang Bullitt, con una producción limitada a 7700 unidades. Posteriormente, era nueva la edición limitada del Mustang “Warriors in Pink”, el cual presenta rayas de carreras en color rosa, así como un emblema del pony y un listón rosa. El GT California Special también regresó para los Mustang GT Premium.
Las características especiales del modelo 2009 incluyen una nueva tapa de vidrio opción de techo, así como 45 aniversario credencialización especial para conmemorar el 45.º Aniversario del lanzamiento del Mustang el 17 de abril de 1964. Solamente 45 000 unidades se venderían para el año modelo. La radio por satélite se convierte en estándar en todos los modelos y con un interior de primera calidad y de lujo, que ya no se utiliza para identificar a los modelos base.
Se presentó el modelo 2010 a finales de noviembre de 2008 y, posteriormente, en el Salón del Automóvil de Los Ángeles de 2009. Se trataba de un nuevo rediseño, aunque todavía seguía basado en la plataforma D2C. El coche era más potente, con un interior y exterior revisados y mejorados, estando disponible con opciones tales como una cámara de seguridad, activación por voz de navegación y llantas de 19 pulgadas (48,3 cm). El GT V8 de 4601 cm³ (4,6 L; 280,8 plg³) produce 315 HP (319 CV; 235 kW) y 325 lb·pie (441 N·m) de par máximo, gracias a la incorporación del "Bullitt" desde 2008. El motor V6 seguía siendo el mismo.
Los cambios son muy variados, empezando por el diseño que no difiere demasiado del modelo saliente, aunque las diferencias empiezan por el frontal, la forma de la parrilla, con sus dos faros integrados permanece inalterada, pero son los faros exteriores los que cambian, siendo ahora cuadriculados y con el intermitente integrado. Estas ópticas toman la inspiración del Ford Mustang Giugiaro Concept, presentado en 2006. El cofre muestra un abultamiento situado en el centro que se llama "power dome" (domo de poder), el cual no es más que un espacio vacío reservado para futuras modificaciones, preparaciones o simplemente para que el motor respire mejor. La línea lateral se mantiene, pero es más musculosa y definida, estando especialmente bien esculpidos los pasos de rueda traseros. Otro detalle son las pequeñas ventanillas laterales. Se ha trabajado también en la limpieza de líneas y en una aerodinámica fluida por lo que se han disimulado o movido de lugar elementos como la antena, lavafaros o limpiaparabrisas. Donde más se notan los cambios en el diseño exterior es la zaga, especialmente en las nuevas ópticas traseras, ya que siguen con un diseño de triple lente, pero su fisonomía deja de ser tan angulosa. La luz de marcha atrás se halla integrada en el conjunto y los intermitentes LED son de disparo secuencial, como si de una flecha se tratara.
En el habitáculo de la generación previa nunca fue bien valorado y adolecía de un diseño algo soso, construido con plásticos de baja calidad. Se ha rediseñado por completo con la calidad global. Los plásticos duros se han sustituido por otros de aspecto y tacto más agradable y el cuero abarca desde el volante a los paneles de las puertas, pasando por los asientos. La consola central se extiende hacia el túnel de la transmisión. Otro detalle son los aros cromados para la instrumentación retro iluminada en colores azul y blanco. Otras innovación es el sistema Ford SYNC, que permite hacer un diagnóstico de la salud mecánica del vehículo sobre la marcha, así como realizar llamadas al servicio de emergencias en caso de problemas. El sistema de control de estabilidad AdvanceTrac es de serie en toda la gama.
En esta quinta generación regresaron grandes leyendas, tales como el Boss 2011 y el Mustang Shelby GT500, entre otras versiones especiales. En 2011, contó con el regreso del motor V8 5.0 en el modelo GT, que vendría equipado con doble árbol de levas, cuatro válvulas por cilindro y distribución de válvulas variable independiente Timing (Ti-VCT), apodado el "Coyote", el cual produce 412 HP (418 CV; 307 kW) y 390 lb·pie (529 N·m) de par máximo. El V6 de 3.7 litros también es revisado y mejorado para ofrecer más potencia y mejor economía de combustible, que era conocido como Duratec de 24 válvulas, capaz de generar 305 HP (309 CV; 227 kW) y 280 lb·pie (380 N·m) de par máximo.
El modelo 2012 permanecía relativamente sin cambios con respecto al 2011. Se ofreció una nueva opción de color exterior, "Lava Red Metallic" y la supresión de "Sterling Gray Metallic", además de algunas nuevas tomas en el modelo del año anterior como equipo estándar para modelos prémium, tales como: puertas de garaje universal, viseras para el sol, un sistema de almacenamiento, al igual que espejos de viseras iluminados.
En 2013 se produjo solamente una unidad del Ford Mustang Red Tails Edition, que se subastó en más de 300 mil €. También en 2013, apareció la versión Shelby con un bloque V8 de aluminio con 32 válvulas sobrealimentado de 5812 cm³ (5,8 L; 354,7 plg³) y una potencia de 662 HP (671 CV; 494 kW) y 631 lb·pie (856 N·m) de par máximo acoplado a una transmisión manual de seis velocidades. Con este motor era capaz de acelerar de 0 a 100 km/h (62 mph) en 3,6 segundos y alcanzar una velocidad máxima limitada de 250 km/h (155 mph); y 325 km/h (202 mph) sin limitador. Su producción es muy limitada, ya que en Estados Unidos se producen 10 000 ejemplares al año. En México salió a la venta a principios de 2008 con una cantidad limitada de 100 unidades. Presenta una cobra en la parte frontal y trasera en lugar del «Caballo salvaje», lo cual lo distingue de otros Mustang. Por su parte, el GT vio un aumento de potencia a 420 HP (426 CV; 313 kW). Una caja de cambios automática de seis velocidades SelectShift se puso a disposición, además de que se podría acceder al sistema Track Apps a través de una pantalla LCD de 4,2 pulgadas (10,7 cm).
El modelo 2014 fue el último de la generación, el cual presentó algunos cambios de color exterior y unas cuantas actualizaciones de paquetes. No hubo cambios en los interiores ni en equipos funcionales. La edición especial del Boss 302 se descontinuó, mismo que estaba limitado a una producción de dos años, al igual que la versión original ofrecida solamente en 1969 y 1970.

### Giugiaro Concept

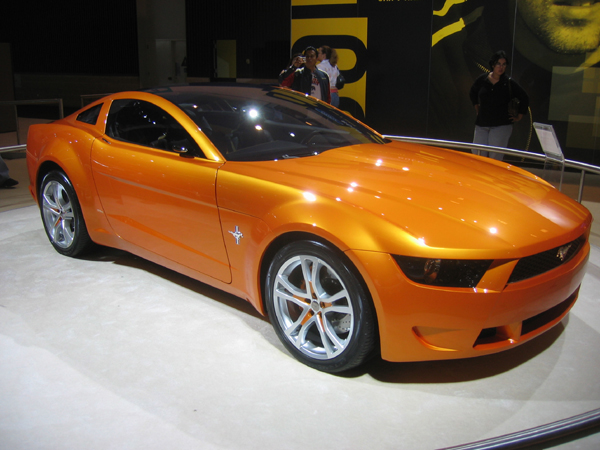
Giugiaro Concept en el Salón del Automóvil de Los Ángeles de 2006.

El Ford Mustang Giugiaro Concept es un automóvil concepto en la producción de la quinta generación del Ford Mustang, que debutó en 2006 en el Salón del Automóvil de Los Ángeles. Fue diseñado por Italdesign Giugiaro bajo Fabrizio Giugiaro, el hijo de Giorgetto Giugiaro.
Se suponía que el frontal iba a ser muy parecido al del Chevrolet Camaro Concept, tomando en cuenta que ambos tienen una ligera semejanza. No guarda esa línea tosca y angulosa tan típica en los diseños de Estados Unidos, pero quedaría mejor como una reedición del Ford Capri en Europa, como un Mustang "a la europea".
El motor sería el más potente y que además nunca visto dentro de un Mustang, aunque en realidad estaba equipado con el mismo motor V8 de 4601 cm³ (4,6 L; 280,8 plg³) del Mustang GT, al que le han añadido un compresor de Ford Racing, se han sustituido los inyectores por lo que usaba el Ford GT, mientras que la admisión pasa un por un conducto de 95 mm (3,74 pulgadas) y toda la línea de escape proviene de la división Ford Racing. Todas estas mejoras suben la potencia hasta los 500 HP (507 CV; 373 kW).
El estudio de Giugiaro se ha basado para su diseño en el Ford Mustang FR500C, de ahí que equipe ese motor tan potente y su línea y comportamiento sean más agresivos que los modelos actuales. Del interior, el panel de instrumentos es aceptable, mientras que los asientos dejan mucho que desear. Ha sido un concepto totalmente diferente de ver un Mustang.

### Producción
2005: 160 412

2006: 166 262

2007: 158 180

2008: 108 767

2009: 46 420

2010: 81 024

2011: 70 438

2012: 88 064

2013: 77 186

2014: 134 075

Total: 1 090 828

### Motorizaciones
| Tipo de Motor | Código de motor | Distribución                                                      | Aspiración      | Relación de compresión | Cilindrada                   | Diámetro x carrera                | Potencia máxima                                            | Par máximo                                       |
| ------------- | --------------- | ----------------------------------------------------------------- | --------------- | ---------------------- | ---------------------------- | --------------------------------- | ---------------------------------------------------------- | ------------------------------------------------ |
| V6            | Duratec         | Doble (DOHC) árbol de levas a la cabeza y 4 válvulas por cilindro | Natural         | 10,5:1                 | 3726 cm³ (3,7 L; 227,4 plg³) | 95,5 x 86,7 mm (3,76 x 3,41 plg)  | 305 HP (309 CV; 227 kW) @ 6500 rpm                         | 280 lb·pie (380 N·m) @ 5250 rpm @ 4250 rpm       |
| V6            | Cologne         | Un (SOHC) árbol de levas a la cabeza y 2 válvulas por cilindro    | Natural         | 9.7:1                  | 3996 cm³ (4 L; 243,9 plg³)   | 100,3 x 84,3 mm (3,95 x 3,32 plg) | 210 HP (213 CV; 157 kW) @ 5250 rpm                         | 240 lb·pie (325 N·m) @ 5250 rpm @ 3500 rpm       |
| V8            | Modular         | Un (SOHC) árbol de levas a la cabeza y 3 válvulas por cilindro    | Natural         | 9,8:1                  | 4601 cm³ (4,6 L; 280,8 plg³) | 90,2 x 90 mm (3,55 x 3,54 plg)    | 300 a 315 HP (304 a 319 CV) (224 a 235 kW) @ 5750-6000 rpm | 320 a 325 lb·pie (434 a 441 N·m) @ 4250-4500 rpm |
| V8            | Coyote          | Doble (DOHC) árbol de levas a la cabeza y 4 válvulas por cilindro | Natural         | 11,0:1                 | 4951 cm³ (5 L; 302,1 plg³)   | 92,2 x 92,7 mm (3,63 x 3,65 plg)  | 412 a 444 HP (418 a 450 CV) (307 a 331 kW) @ 6500-7400 rpm | 380 a 390 lb·pie (515 a 529 N·m) @ 4250-4500 rpm |
| V8            | Modular         | Doble (DOHC) árbol de levas a la cabeza y 4 válvulas por cilindro | Sobrealimentado | 8,4:1                  | 5409 cm³ (5,4 L; 330,1 plg³) | 90,2 x 105,8 mm (3,55 x 4,17 plg) | 500 a 550 HP (507 a 558 CV) (373 a 410 kW) @ 6000-6200 rpm | 480 a 510 lb·pie (651 a 691 N·m) @ 4500 rpm      |
| V8            | Trinity         | Doble (DOHC) árbol de levas a la cabeza y 4 válvulas por cilindro | Sobrealimentado | 9,0:1                  | 5812 cm³ (5,8 L; 354,7 plg³) | 93,5 x 105,8 mm (3,68 x 4,17 plg) | 662 HP (671 CV; 494 kW) @ 6500 rpm                         | 631 lb·pie (856 N·m) @ 4000 rpm                  |

## Sexta generación (2014-2023)

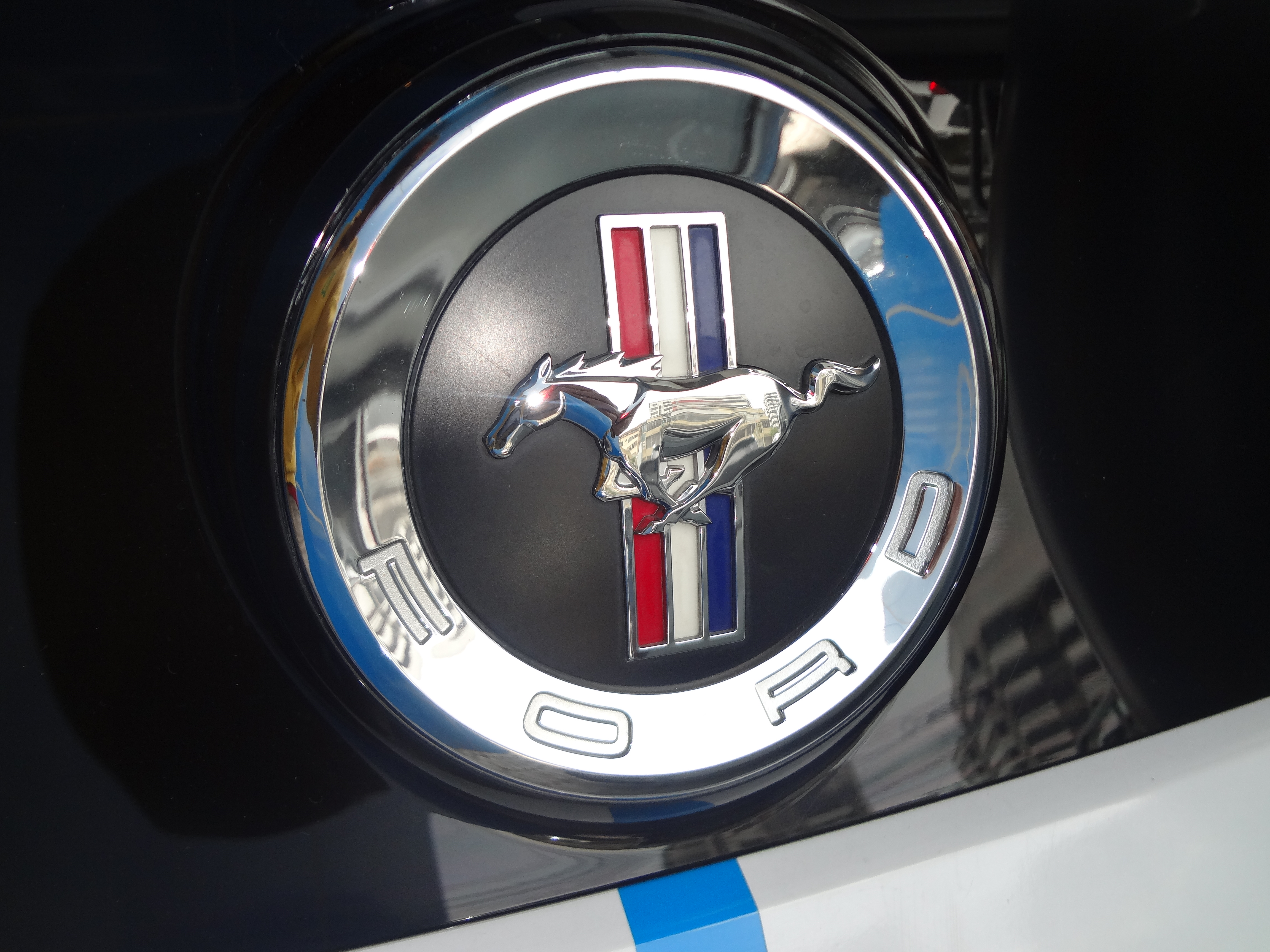
Logotipo en un Fastback en 2016.

El nuevo modelo inició su producción el 14 de julio de 2014 como modelo 2015, cuando los primeros ejemplares llegaron tanto a los clientes como a los concesionarios durante el otoño de ese mismo año, aunque se especulaba que podría haber salido a la venta desde la primavera, al cumplir 50 años del lanzamiento de la primera generación el 17 de abril de 1964. Es más ancho por 40 mm (1,57 pulgadas), más bajo por 38 mm (1,50 pulgadas) y más dinámico en lo estético que su antecesor, el diseño a una reminiscencias del Mustang original con el lenguaje "Kinetic Design" de Ford. En esta generación, a diferencia de las anteriores, no se creó el modelo orientado únicamente al mercado estadounidense, sino con una concepción más global. Buena prueba de ello es que sería el primer Mustang en comercializarse a gran escala en el mercado europeo. Gracias a su motor puede llegar a alcanzar los 270 km/h (168 mph) limitados y sin limitar puede llegar a alcanzar los 320 km/h (199 mph).
Dispone de varias motorizaciones, siendo la principal novedad un cuatro cilindros EcoBoost de 2.3 L que entrega alrededor de 305 HP (309,2 CV) y 300 lb·pie (407 N·m) de par máximo. En Estados Unidos se mantienen los conocidos V6 y V8 Coyote, aunque con mejores prestaciones. Como equipamiento básico encontramos una caja de cambios manual Getrag de seis relaciones que transmite la potencia a las ruedas posteriores, entre las que, opcionalmente, se puede contar con un diferencial autoblocante. También se dispone como opción de una caja automática de convertidor de par de seis relaciones con levas tras el volante.
Por primera vez en la historia del Mustang, incorpora una suspensión multibrazo independiente en las ruedas traseras, en sustitución de la de eje rígido usada en generaciones anteriores. La delantera también cambia, empleando un esquema McPherson con doble rótula inferior y dos tirantes tubulares que anclan esas dos rótulas al chasis, en lugar de un brazo en forma de "L". En cuanto a los frenos, si optamos por el «performance pack», contaremos con pinzas rígidas delanteras de cuatro pistones para el EcoBoost y seis para el V8, ambas firmadas por Brembo y situadas en unas llantas de 19 pulgadas (48,3 cm) de diámetro.
La nueva versión del Mustang muestra similitudes con el coche Ford Fusion, teniendo características más estéticas, con un diseño más aerodinámico mostrando lujos dentro y fuera del automóvil. Está disponible en versión V6 de 3726 cm³ (3,7 L; 227,4 plg³) y versión V8 de 4951 cm³ (5 L; 302,1 plg³) con nuevas calibraciones. El descapotable es el primo más despreocupado del fastback que, aunque comparte los mismos genes, fue deliberadamente diseñado de arriba abajo como un descapotable. Hablando de toldos, este nuevo descapotable se puede bajarlo en la mitad del tiempo que el de generación anterior. Esta nueva generación de 2015 tiene una apariencia que dice completamente nuevo y un alma totalmente Mustang. En 2015, Ford produjo el Ford Mustang Apollo Edition, una sola unidad subastada en más de 200 mil €.
Fue presentado en enero de 2015 en el Salón del Automóvil de Detroit, desde 37 000 € con motor EcoBoost y desde 44 000 € con motor V8. Las versiones son EcoBoost y GT que se venderían en España y de las dos carrocerías, tanto Fastback como descapotable, durante la presentación al sur de Alemania. El fabricante tenía muchas esperanzas puestas en el modelo, ya que gracias a un precio ajustado y a niveles de potencia que en sus competidores alemanes costarían muchísimo más dinero, Ford esperaba vender bastantes. Lo hacía a través de cualquier concesionario, aunque el cliente que quiera un trato preferente podrá acudir a uno de los 35 Ford Store.
El habitáculo luce algún que otro plástico duro, en molduras de las puertas o en la tapa de la guantera, los que más llaman la atención, pero se contrarresta con detalles cromados, como el logotipo del caballo Mustang en el volante. El logo Ford esta en las "inscripciones de fábrica", la cajuela ofrece un volumen de carga de 408 L (14,4 pies cúbicos) en la versión con carrocería Fastback y de 332 L (11,7 pies cúbicos) en el caso de la variante descapotable. Tiene dos tipos de motor: El 2.3 litros EcoBoost ofrece 317 HP (321 CV; 236 kW) a las 5500 rpm y un par máximo de 432 N·m (319 lb·pie) a las 3000 rpm. Tiene mucha fuerza y está bastante lleno en casi todo el régimen, salvo en la zona más alta del tacómetro, algo de lo que suelen pecar los motores turboalimentados. En carrocería Fastback, permite una aceleración de 0 a 100 km/h (62 mph) en 5.8 segundos, devolviendo un consumo de 8 L/100 km (12,5 km/L; 29,4 mpgAm) con transmisión manual y muy superior de 9,8 L/100 km (10,2 km/L; 24,0 mpgAm) si se equipa la caja automática. En conducción real con transmisión manual y carrocería Fastback, es difícil bajar de 9 L/100 km (11,1 km/L; 26,1 mpgAm) y el V8 naturalmente aspirado de 4951 cm³ (5 L; 302,1 plg³).

### 50 Year Limited Edition

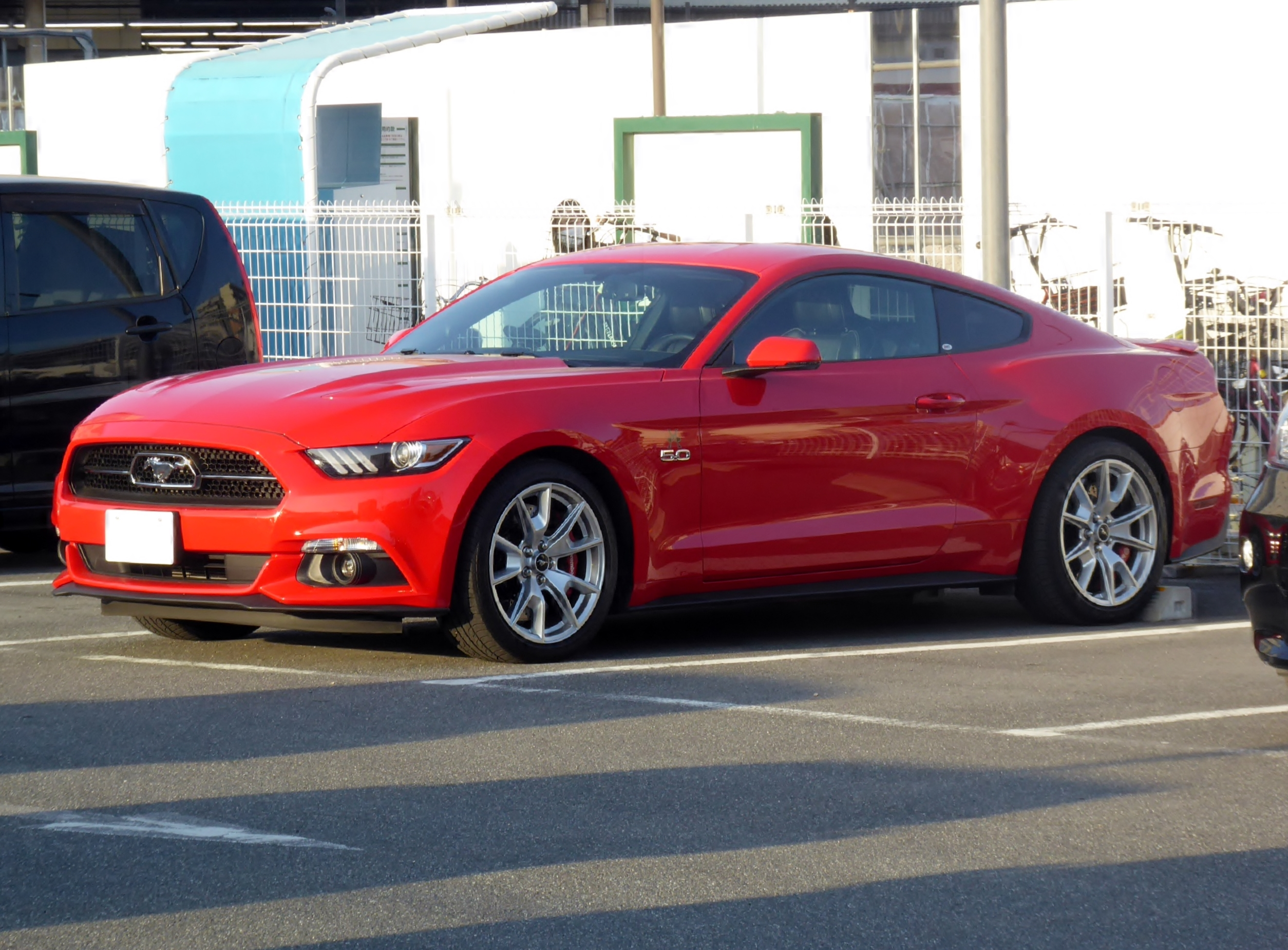
GT Edición Limitada 50 años (S550).

Un total de 1964 unidades de una versión del GT Cupé 2015 con paquete de rendimiento y una transmisión manual o automática, se hicieron para conmemorar el 50.º aniversario de la línea de vehículos Mustang. Los cambios incluyeron una opción de dos colores de carrocería en Wimbledon White y Kona Blue, persianas traseras con láminas de vidrio en capas, volante forrado en cachemira y forrado en cuero, costuras de cachemira en el panel de instrumentos, palanca de cambios, apoyabrazos central, puerta inserciones y asientos; tapicería exclusiva en dos tonos de cachemira y cuero negro, logotipo Mustang 50 Year en los respaldos de los asientos, tapetes con costuras de cachemira y encuadernación en ante, llantas de aleación de 19 pulgadas (48,3 cm) con 9 pulgadas (22,9 cm) delante y 9,5 pulgadas (24,1 cm) atrás, con Y- diseño de radios, neumáticos delanteros 255/40R y traseros 275/40R. Fue presentado en el Salón del Automóvil de Nueva York de 2014. El vehículo salió a la venta en septiembre de 2015. Este modelo se comercializaría como un modelo 2015½, rindiendo homenaje al modelo original de 1964½. Los colores Wimbledon White y Kona Blue ya no estarían disponibles después de la suspensión de 50 años de la edición limitada cuando el modelo se agote.
El 16 de agosto de 2015, se rifó una versión descapotable "uno de uno" de la edición limitada de 50 años para fines benéficos en el "Crucero de ensueño Woodward", cuyos beneficios se destinaron a la Sociedad Nacional de Esclerosis Múltiple. El  '50 Years Appearance Package  'continuará disponible en los modelos' EcoBoost Premium, GT Premium Fastback y Cabrio luego de la venta de la Edición Limitada de 50 años. Se agregarán llantas de aleación de 19 pulgadas (48,3 cm) cromadas, la parrilla delantera de estilo "estable", las insignias de las salpicaderas delanteras "Running Horse", un esquema de color interior "Raven" único y más. Un modelo de 50 años de edición limitada 2015 sirvió como el coche de ritmo para las carreras de la Copa Sprint de NASCAR y de la Serie Nationwide durante el fin de semana del Campeonato Ford en Homestead-Miami Speedway, del 14 al 16 de noviembre de 2015.

### Galpin Mustang

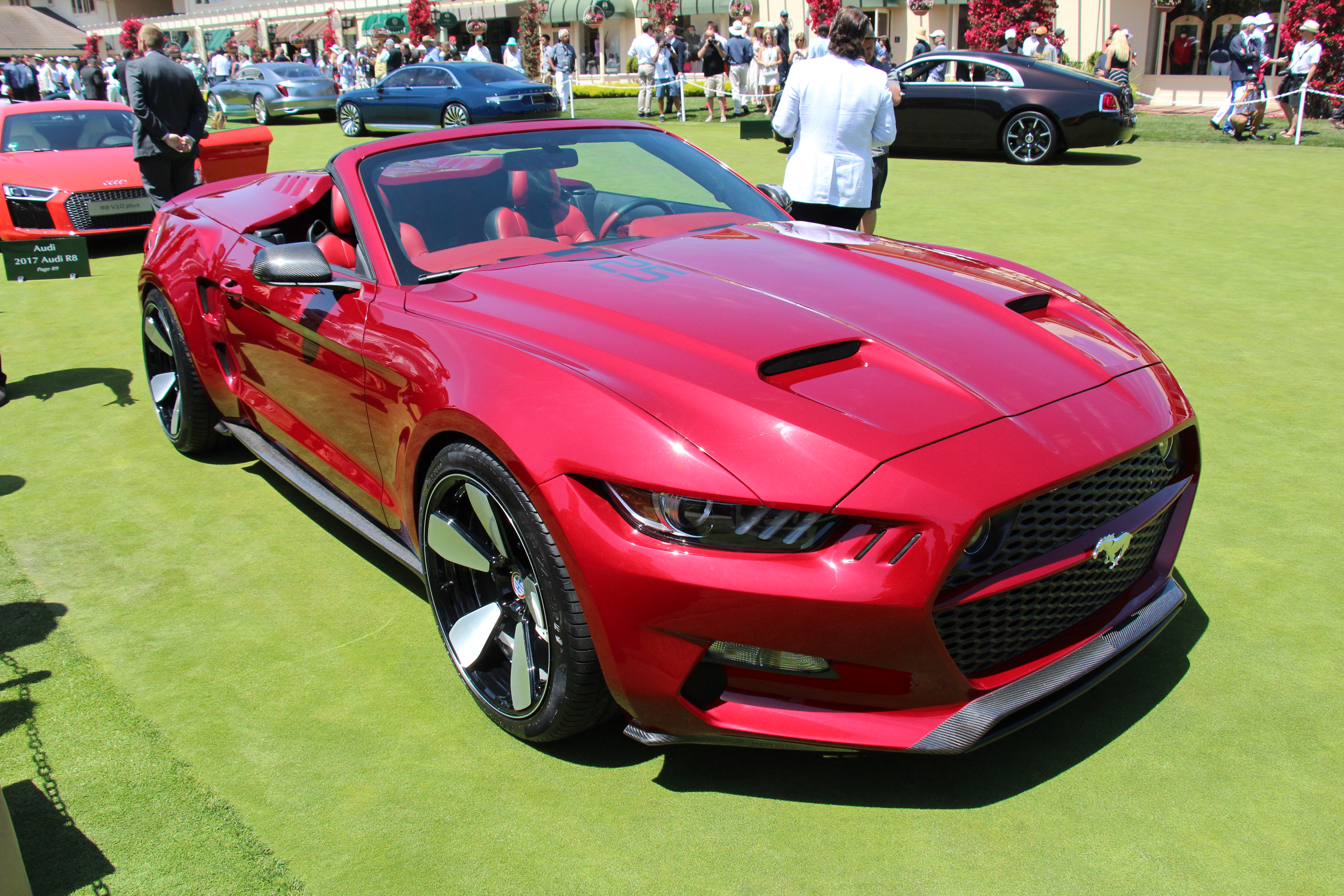
Concepto Galpin Rocket descapotable de 2015.

Presentado en el Salón del Automóvil de Los Ángeles de 2015, el autodenominado "Ultimate American Muscle Car" fue mostrado al mundo como un Mustang 2015 especialmente diseñado por el entrenador de Galpin Auto Sports y el diseñador Henrik Fisker.
Llamado simplemente "cohete", estaba equipado con sobrealimentador que desarrolla 725 HP (735 CV; 541 kW) y usa fibra de carbono de forma extensiva para la carrocería, desde la rejilla de fibra de carbono, el separador delantero, los faldones laterales, la tapa trasera y el difusor trasero. Además de materiales exóticos, cuenta con llantas ADV.1 de 21 pulgadas (53,3 cm) y enormes frenos Brembo de 15 pulgadas (38,1 cm) junto con un interior de cuero especial.
Una versión descapotable presentada en el Salón del Automóvil de Los Ángeles de 2014, autodenominado como "Ultimate American Muscle Car", fue mostrado al mundo como un modelo 2015 especialmente diseñado por el entrenador de Galpin Auto Sports y el diseñador Henrik Fisker, aunque nunca se ha puesto en producción, solamente en versión conceptualizada.

### Shelby GT350

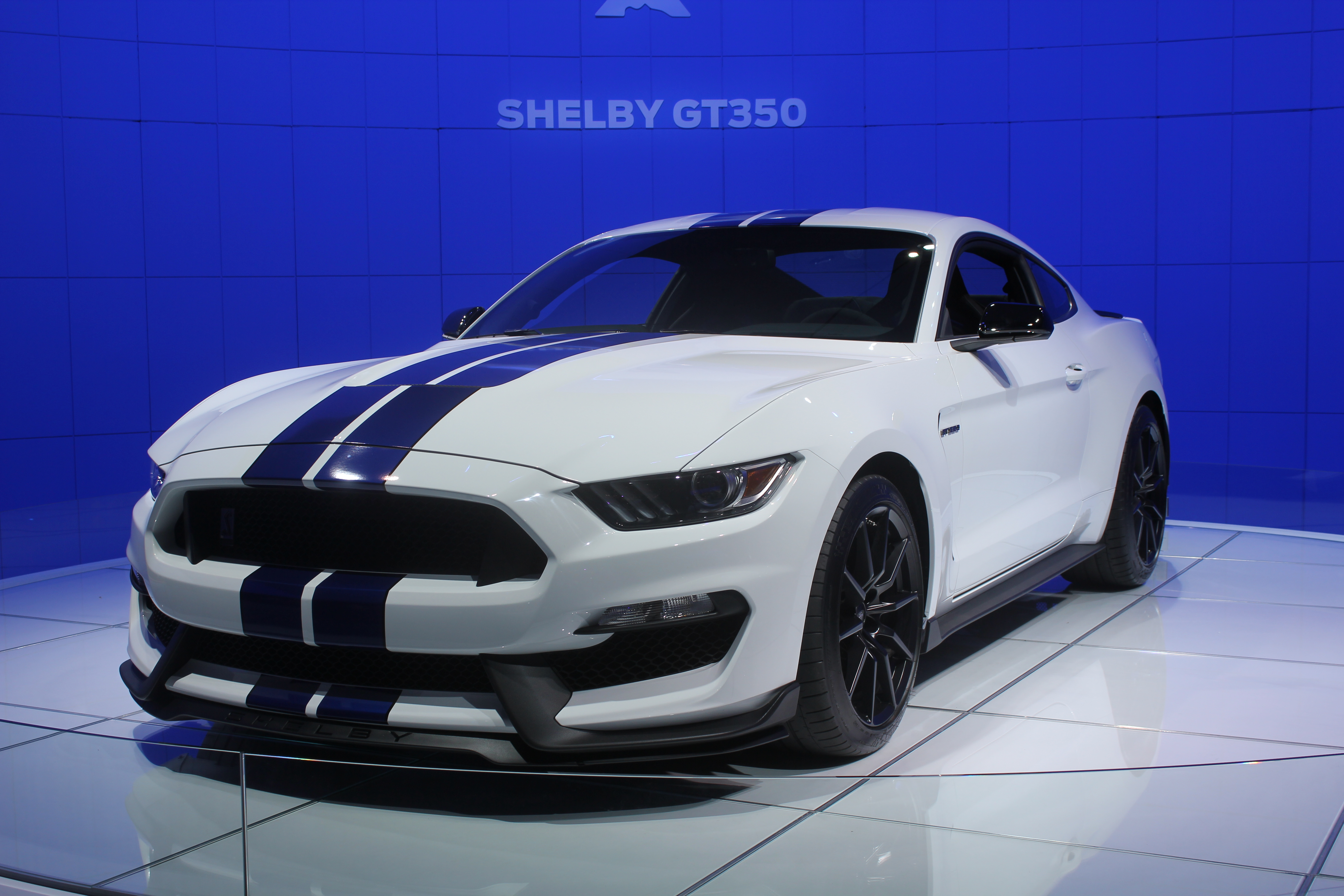
Shelby GT350 de 2016.

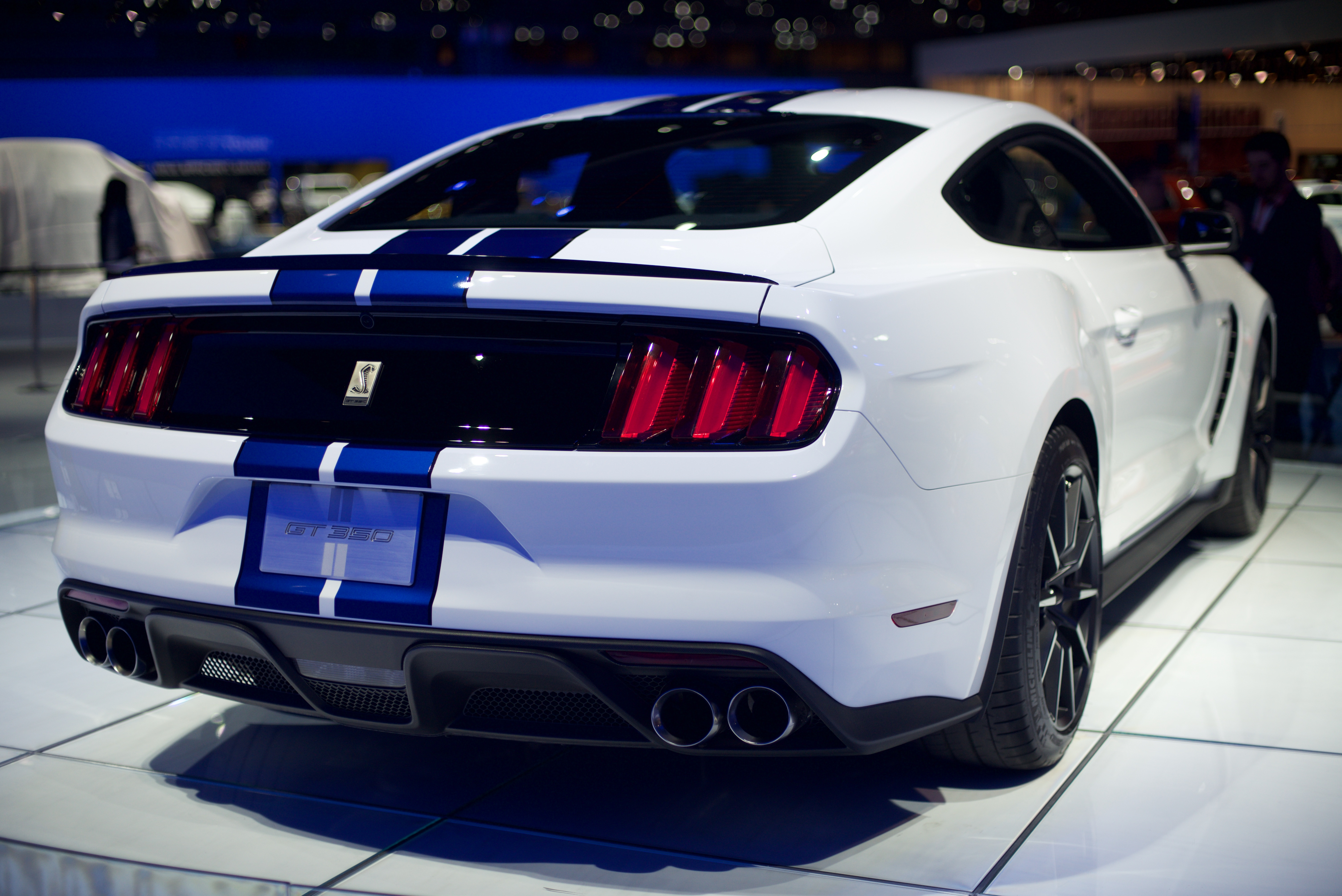
Vista trasera.

La nueva versión 2015 tiene el motor de aspiración natural más potente jamás colocado en un modelo de este tipo. El nuevo Shelby GT350 se ha construido sobre la idea original del finado Carroll Shelby, pero enriquecido con la tecnología, diseño y manejo de la sexta generación de este pony car.
El nuevo motor de 5163 cm³ (5,2 L; 315,1 plg³) incorpora un cigüeñal de diseño plano, una arquitectura que normalmente se encuentra en autos deportivos de carreras o en modelos exóticos de Europa. A diferencia de un V8 tradicional, donde las bielas se unen al cigüeñal a intervalos de 90 grados, en el cigüeñal del GT350 los intervalos son de 180 grados. Esta geometría, combinada con el nuevo diseño de las culatas de cilindros y del tren de válvulas, permite una mejor respiración y rendimiento del motor V8. El resultado es el motor de aspiración natural y de producción en serie más potente en un Mustang, con una potencia superior a los 500 HP (507 CV; 373 kW) y con un par motor aproximado de 400 lb·pie (542 N·m). Esta potencia se transmite al piso mediante una transmisión manual de seis velocidades que se complementa con un diferencial de deslizamiento limitado Torsen, optimizado para brindar un mejor agarre en curvas. Además, la resistencia a la torsión de la nueva plataforma del modelo 2015 fue mejorada aproximadamente un 28 por ciento.
Esa estructura rígida asegura que la geometría de la suspensión permanezca consistente, incluso bajo condiciones de manejo severas. Además, la rigidez frontal fue mejorada en el nuevo GT350 gracias a algunos elementos fabricados con compuestos de fibra de carbono moldeados por inyección, los cuales se complementan con una barra de torsión fabricada con materiales ultraligeros, pero muy resistentes. En la parte delantera, los resortes y los bujes fueron recalibrados para ofrecer una altura de rodaje más baja, en comparación con el GT de serie. Para un óptimo manejo, los neumáticos y llantas requieren ofrecer una respuesta rápida en todos los recodos del camino, así como una reducción del peso no suspendido para mejorar la respuesta de manejo.
El sistema de frenos de alto desempeño incorpora un paquete completo de Brembo, el cual se compone de rotores ranurados de dos piezas de 394 mm (15,5 pulgadas) de diámetro al frente y de 380 mm (15,0 pulgadas) para la parte trasera. Los discos cuentan con pinzas (cálipers) de seis y de cuatro pistones, respectivamente. También cuenta con llantas de aluminio de 19 x 10,5 pulgadas (482,6 x 266,7 mm) al frente y de 19 x 11 pulgadas (482,6 x 279,4 mm) en la parte trasera, con neumáticos Michelin Pilot Super Sport, creados específicamente. Además, para una óptima respuesta de manejo incorpora la aplicación MagneRide, que controla continuamente el comportamiento de los amortiguadores, los cuales incorporan fluido hidráulico impregnado de partículas metálicas.
El interior fue optimizado con asientos Recaro de competencia, con tapicería específica. También tiene un volante con base plana, al estilo de las competencias, así como instrumentos específicos. El cromo y los acabados brillantes fueron minimizados o eliminados para evitar los molestos reflejos que distraen al piloto. Además, cuenta con cinco modos de manejo distintos, los cuales pueden ser elegidos a gusto del piloto. Se suman los sistemas ABS, control de estabilidad, control de tracción, monitoreo de potencia y ajustes de escape.

### Reestilización de 2018

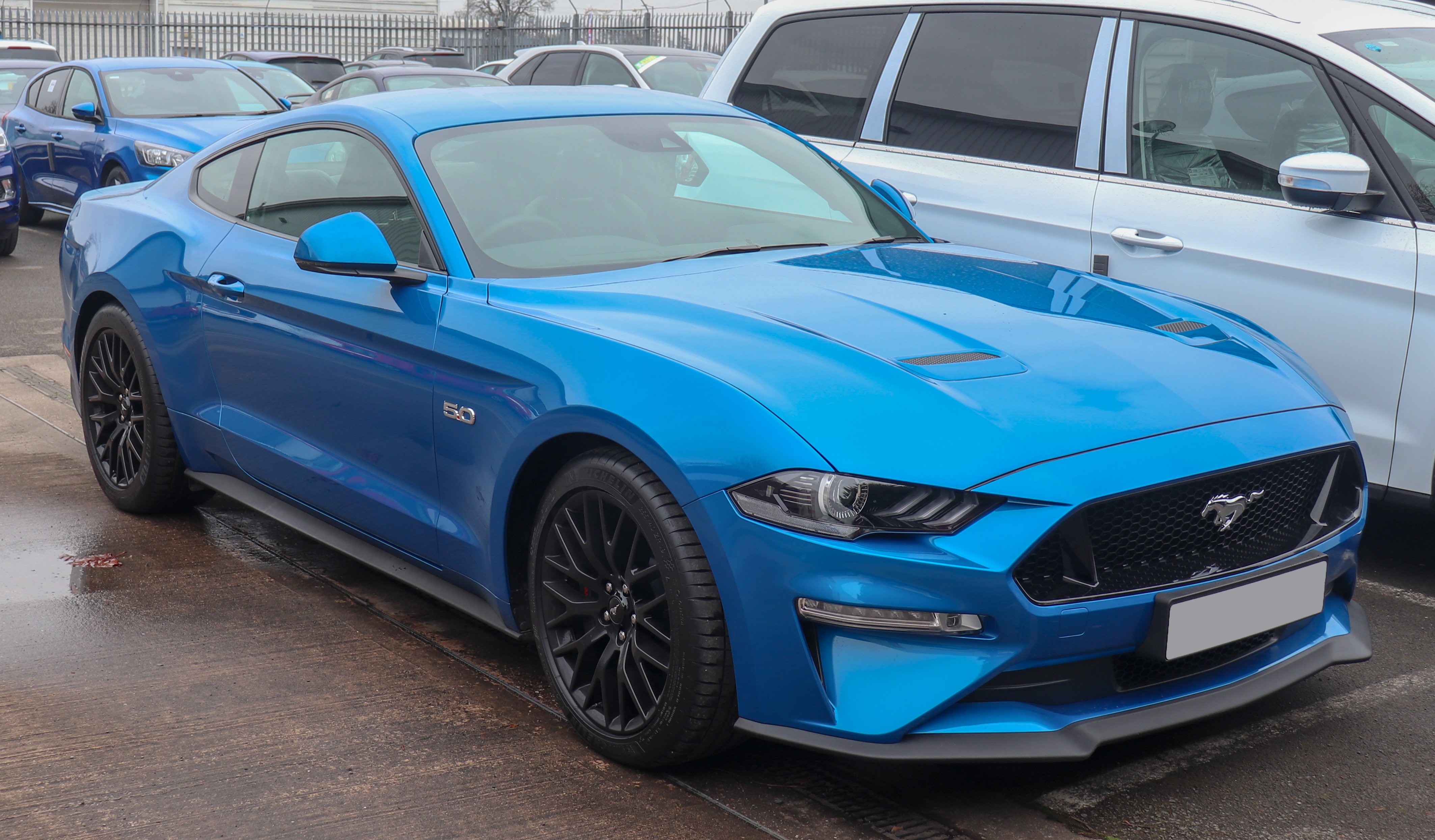
Reestilización del GT 5.0 2019.

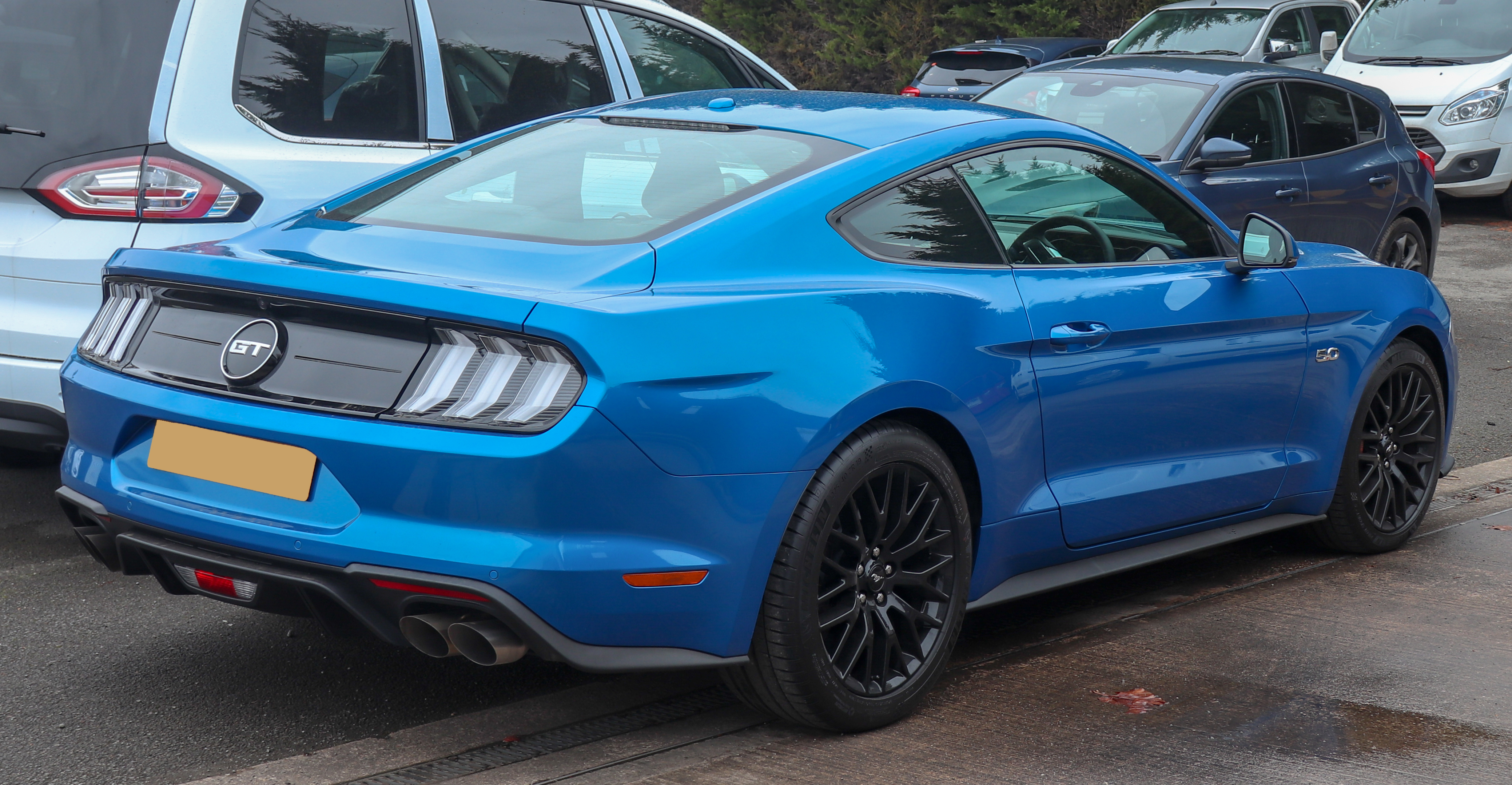
Vista trasera.

El modelo 2018 tiene diversas modificaciones respecto al modelo anterior, pero mantiene el V8 en la gama y su cambio manual cuenta con dos discos de embrague. Es una muestra más que el GT V8 se posiciona como un verdadero deportivo, cada vez más cerca de los muscle cars como el Shelby GT350, que de un pony car.
Ideado por unos ingenieros de Ford en sus ratos de ocio, el Performance Pack nivel 2 se ha desarrollado al margen del equipamiento original de la nueva generación, pero les ha quedado tan bien que los mandamases de la marca se han atrevido a sacar la vena más radical del modelo.
Asociado únicamente al motor de ocho cilindros con caja de cambios manual, el nivel 2 cambia al Mustang por dentro y por fuera y, aunque la cifra de potencia máxima seguirá siendo de 460 HP (466 CV; 343 kW), el más potente, puesto que no se han introducido mejoras a nivel mecánico, el tren de rodaje y la aerodinámica se ven considerablemente mejorados. Además de llantas de 19 pulgadas (48,3 cm) específicas calzadas con neumáticos Michelin Pilot Sport Cup 2 en medidas 305/30-19, el chasis afina su comportamiento con una suspensión MagneRide recalibrada, barras estabilizadoras traseras y delanteras, muelles delanteros y traseros un 67%, 12%, 20% y 13% más rígidos, respectivamente con respecto al nivel 1 y una altura que coloca la carrocería 13 mm más baja.
Exteriormente los cambios también son notables, empezando por un nuevo splitter delantero suplementario que produce 11 kg (24,3 lb) más de carga aerodinámica a 129 km/h (80 mph) y un nuevo alerón trasero fijo, aparte de las mencionadas llantas.
Por otro lado, el motor V6 desaparece de la gama, dado que el EcoBoost de 2.3 litros turbo ya era más rápido y eficiente, mientras que se mantienen el V8 de 4951 cm³ (5 L; 302,1 plg³) del GT y el 5163 cm³ (5,2 L; 315,1 plg³) de la versión GT350. La versión del renovado EcoBoost 2018 es más rápido y eficiente que las versiones pasadas, ya que este incorpora únicamente la nueva caja de cambios de 10 velocidades, capaz de transmitir de mejor manera la potencia a las ruedas traseras que la tradicional caja de 6 velocidades. De igual manera, el EcoBoost dado que cuenta con un motor reforzado (forjado) y un sistema turbo, da paso a una serie de optimizaciones y modificaciones que se le pueden hacer al motor para un considerable incremento de potencia con un alto grado de fiabilidad.
La potencia de un coche turbo es más fácil en comparación a uno naturalmente aspirado y el EcoBoost no es la excepción, con una simple reprogramación por especialistas que llega a desarrollar hasta 370 HP (375 CV; 276 kW) y, en conjunto, con mejores y más eficientes componentes como un filtro de alto flujo, intercooler de mayor magnitud, downpipe y un catalizador de alto flujo, se puede lograr aumentar la potencia hasta los 440 HP (446 CV; 328 kW), dependiendo de las prestaciones que tengan los productos antes mencionados.

### Mustang Bullitt

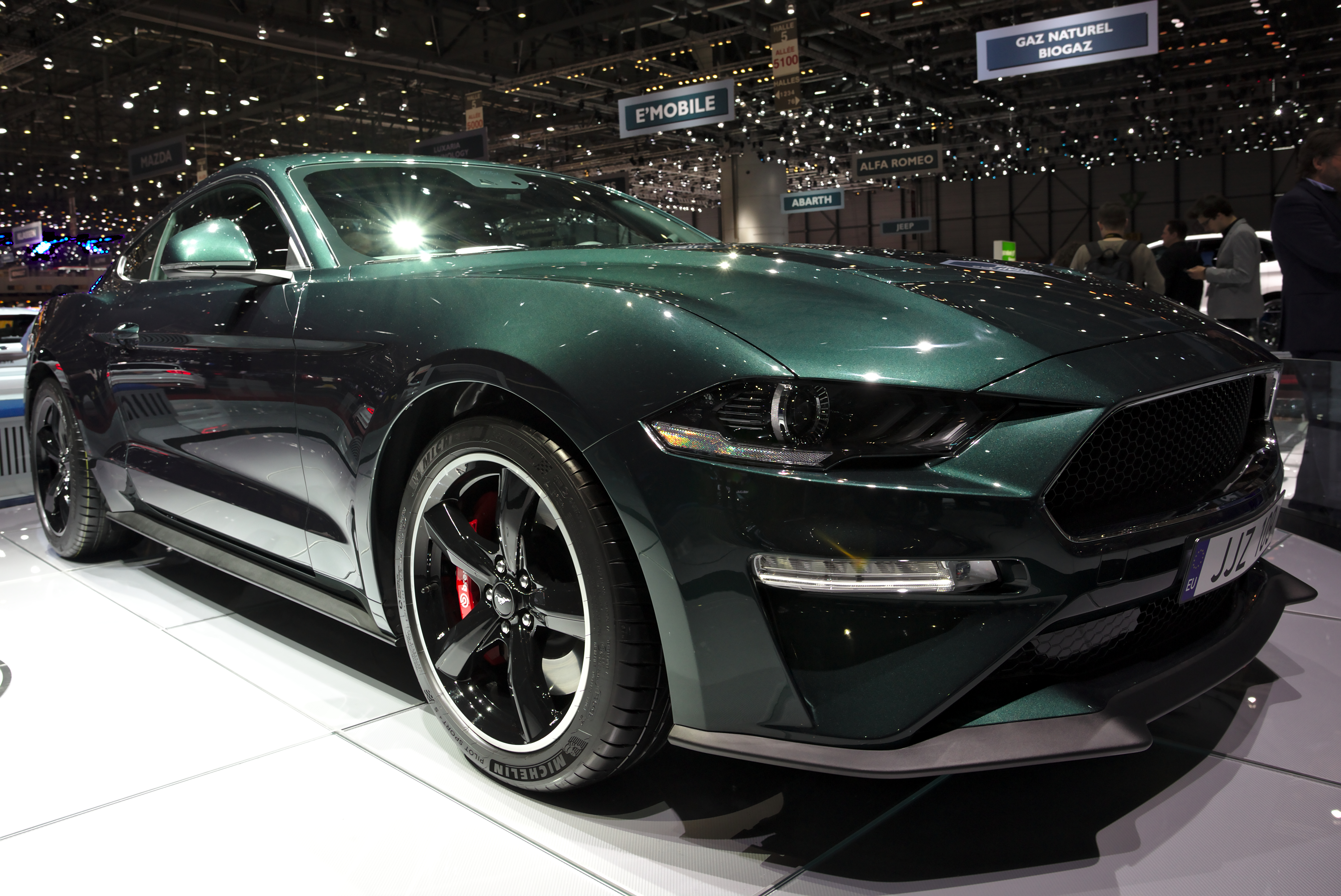
Mustang Bullit en el Salón del Automóvil de Ginebra de 2018.

Su lanzamiento se esperaba para el verano de 2018 en el Salón del Automóvil de Detroit. Se trata de una edición limitada creada en homenaje al coche original de la película Bullitt de 1968, protagonizada por Steve McQueen, que cumplía cinco décadas hasta ese momento.
Se ofrecía únicamente en dos colores de carrocería: el específico verde oscuro Highland (Dark Highland Green) con detalles cromados como en la película, o bien, un tono negro Shadow. Equipa llantas de 19 pulgadas (48,3 cm), pinzas de freno Brembo pintadas en rojo, parrilla oscurecida y apenas incorpora distintivos de la versión.
Tiene el mismo motor V8 Coyote de 5038 cm³ (5 L; 307,4 plg³) del GT normal, aunque en este caso con una potencia de 480 HP (487 CV; 358 kW) y un par motor máximo de 420 lb·pie (569 N·m), con lo que puede alcanzar una velocidad máxima de 262 km/h (163 mph), es decir, 13 km/h (8 mph) más que el GT convencional. Está acoplado una caja de cambios manual cuyo pomo para la palanca recuerda al del original.
El equipamiento incluye volante forrado en cuero y calefactado, panel de instrumentos digital LCD de 12 pulgadas (30,5 cm), con gráficos de específicos "Bullitt", tapicería de cuero para los asientos Recaro opcionales con costuras en contraste de color verde.
También tiene un sistema de escape con válvulas para variar la nota del mismo, así como colas de escape Black NitroPlate. Además, se beneficia del colector de admisión del motor V8 'Voodoo' del Shelby GT 350, un nuevo sistema de inducción de aire y una nueva gestión electrónica.
Entre las opciones disponibles, incluye navegador, sistema de sonido mejorado, asistentes de conducción o función memoria para asiento del piloto y retrovisores, o la suspensión semiactiva MagneRide.

### Shelby GT500

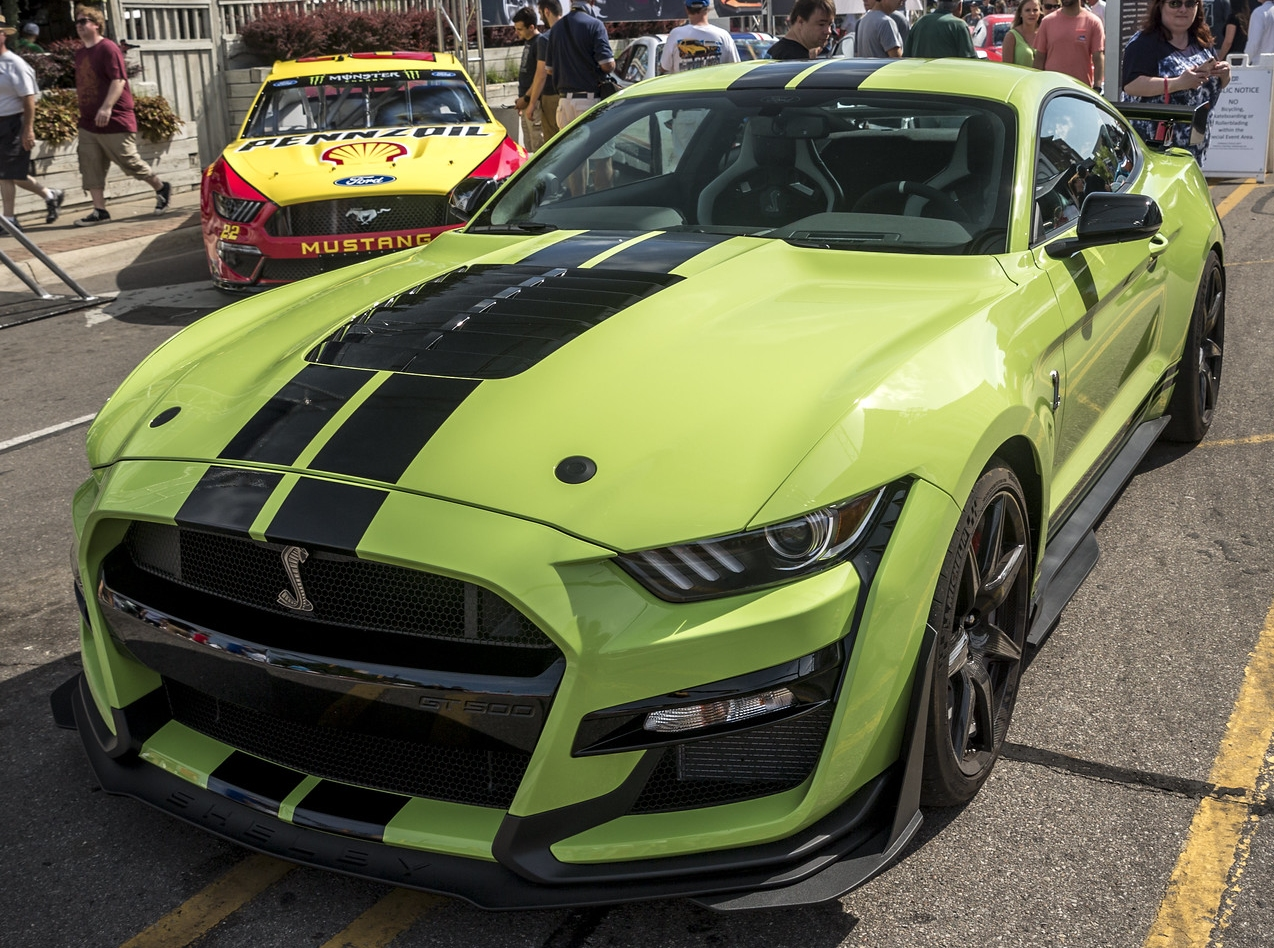
Shelby GT500 2020 en verde lima Grabber.

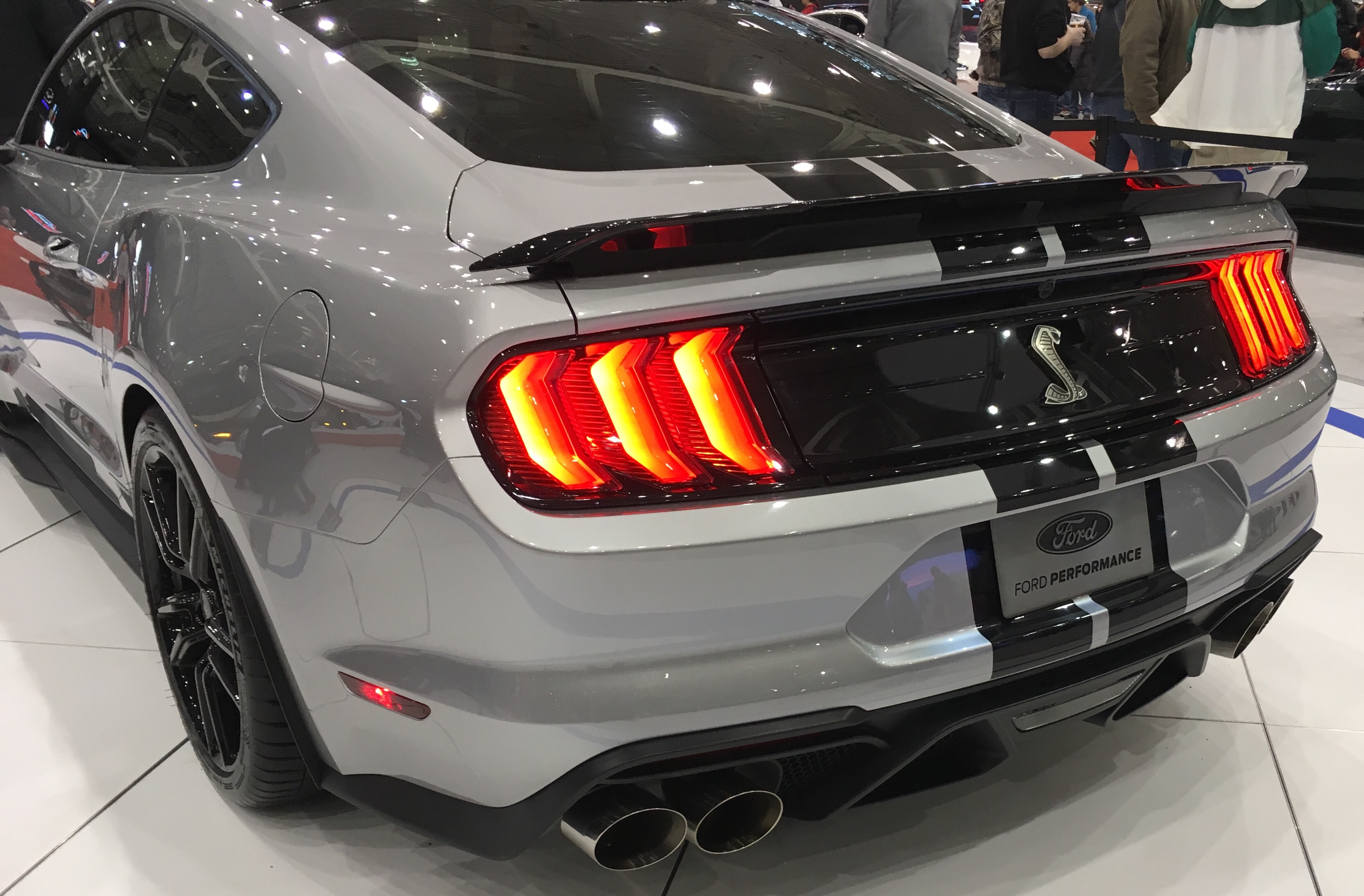
Vista trasera del cupé de 2020 en el Salón del Automóvil de Cleveland.

Antes de que acabara el año 2019, mostrarían en el Salón del Automóvil de Detroit el Mustang de calle más potente de todos los tiempos: el Ford Mustang Shelby GT500 2019, aunque ya como modelo 2020.
Está desarrollado por Ford Performance con un motor V8 de aleación de aluminio de 5163 cm³ (5,2 L; 315,1 plg³) que comparte bloque con el GT350, pero sobrealimentado por un compresor Eaton que entrega una potencia de más de 710 HP (720 CV; 529 kW). Además, añade culatas de aluminio, bielas forjadas de mayor tamaño, sistemas de lubricación y refrigeración mejorados, con una capacidad de refrigeración 50% mayor que la del GT350, mientras que el compresor es de 2,65 litros (2,8 USqt). El eje de transmisión que lleva la fuerza al tren trasero está fabricado en fibra de carbono.
El motor va asociado a una caja de cambios de doble embrague automática y siete velocidades firmada por Tremec, capaz de realizar cambios de marcha en 100 milisegundos y con diversos modos de funcionamiento: normal, sport, drag, track, weather, etc. Incluye funciones line-lock y launch control, para bloquear las ruedas delanteras y quemar neumáticos; y para salidas rápidas desde parado.
En cuanto a la aerodinámica ofrece la mayor carga aerodinámica de cualquier Mustang de la historia. Anuncia un 0 a 100 km/h (62 mph) en alrededor de 3,5 segundos y un 1/4 de milla (402 m) en menos de 11 segundos.
Tiene instalada una suspensión de nueva geometría, una nueva dirección asistida eléctrica, muelles más ligeros y la nueva generación de amortiguadores adaptativos MagneRide. En cuanto a los frenos están a cargo del equipo Brembo, con discos de 420 mm (16,5 pulgadas) en el eje delantero, los más grandes de cualquier cupé americano y pinzas de seis pistones.
Se ofrecían neumáticos Michelin Pilot Sport 4S, así como unas más agresivas Michelin Pilot Sport Cup 2, en función de las necesidades de cada cliente. Estas últimas eran parte del paquete 'Carbon Fiber Track Package', que prescinde de los asientos traseros e incluía también llantas de carbono de 20 pulgadas (50,8 cm), alerón GT4 de carbono ajustable, splitter con aletines laterales, entre otras opciones.
En el habitáculo interior dispone de elementos opcionales inspirados en las carreras: cuadro de instrumentos de carbono, asientos Recaro preparados para arneses, asientos de ajuste eléctrico con inserciones de ante, etc. De serie el modelo incluye panel de instrumentos digital de 12 pulgadas (30,5 cm), pantalla multimedia de 8 pulgadas (20,3 cm), equipo de sonido B&O Play de 12 altavoces, etc.
Los colores de carrocería disponibles incluyen nuevos rojo Hot, naranja Twisted y plata Iconic, además de las clásicas franjas decorativas contrastadas para el exterior.

### Producción
2015: 165 100

2016: 142 400

2017: 125 809

2018: 113 066

2019: 102 090

2020: 67 439

2021: 57 781

2022: 52 516

2023: 20 210 (preliminar hasta el mes de abril)

Total: 846 411

### Motorizaciones
| Tipo de Motor | Código de motor | Aspiración      | Relación de compresión | Cilindrada                   | Diámetro x carrera               | Potencia máxima                                            | Par máximo                                       |
| ------------- | --------------- | --------------- | ---------------------- | ---------------------------- | -------------------------------- | ---------------------------------------------------------- | ------------------------------------------------ |
| 4 en línea    | EcoBoost        | Turbo           | 9,5:1                  | 2261 cm³ (2,3 L; 138 plg³)   | 87,5 x 94 mm (3,44 x 3,70 plg)   | 305 a 330 HP (309 a 335 CV) (227 a 246 kW) @ 5500-6000 rpm | 300 a 350 lb·pie (407 a 475 N·m) @ 2500-4500 rpm |
| V6            | Duratec         | Natural         | 10,5:1                 | 3726 cm³ (3,7 L; 227,4 plg³) | 95,5 x 86,7 mm (3,76 x 3,41 plg) | 300 HP (304 CV; 224 kW) @ 6500 rpm                         | 280 lb·pie (380 N·m) @ 4000 rpm                  |
| V8            | Coyote          | Natural         | 11,0:1                 | 4951 cm³ (5 L; 302,1 plg³)   | 92,2 x 92,7 mm (3,63 x 3,65 plg) | 419 a 435 HP (425 a 441 CV) (312 a 324 kW) @ 6500 rpm      | 390 a 400 lb·pie (529 a 542 N·m) @ 4250 rpm      |
| V8            | Coyote          | Natural         | 12,0:1                 | 5038 cm³ (5 L; 307,4 plg³)   | 93 x 92,7 mm (3,66 x 3,65 plg)   | 460 a 480 HP (466 a 487 CV) (343 a 358 kW) @ 7000 rpm      | 420 lb·pie (569 N·m) @ 4600 rpm                  |
| V8            | Voodoo          | Natural         | 12,0:1                 | 5163 cm³ (5,2 L; 315,1 plg³) | 94 x 93 mm (3,70 x 3,66 plg)     | 526 HP (533 CV; 392 kW) @ 7500 rpm                         | 429 lb·pie (582 N·m) @ 4750 rpm                  |
| V8            | Voodoo          | Sobrealimentado | 9,5:1                  | 5163 cm³ (5,2 L; 315,1 plg³) | 94 x 93 mm (3,70 x 3,66 plg)     | 760 HP (771 CV; 567 kW) @ 7300 rpm                         | 625 lb·pie (847 N·m) @ 5000 rpm                  |

## Séptima generación (2023-presente)

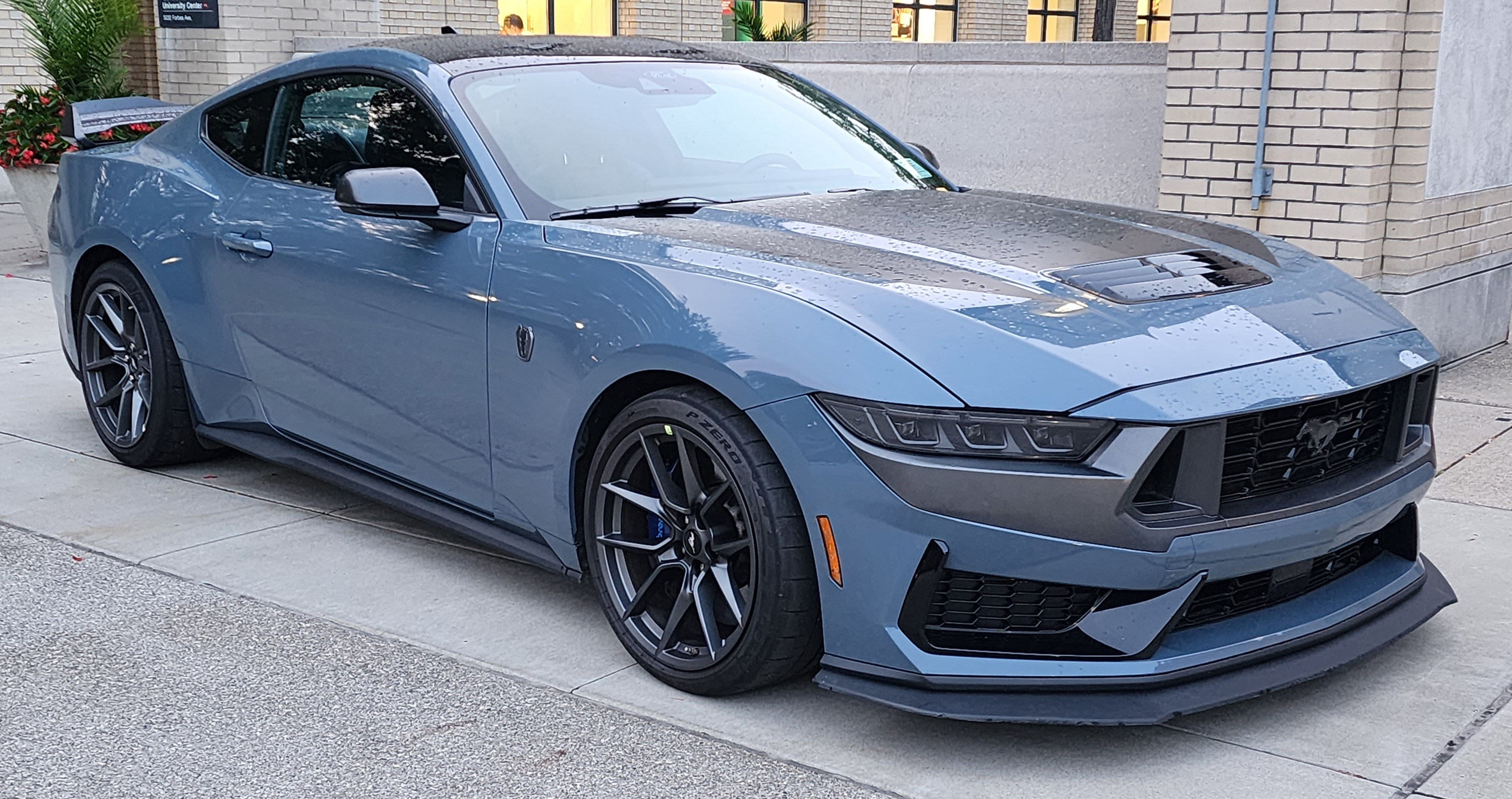
Variante Dark Horse de 2024

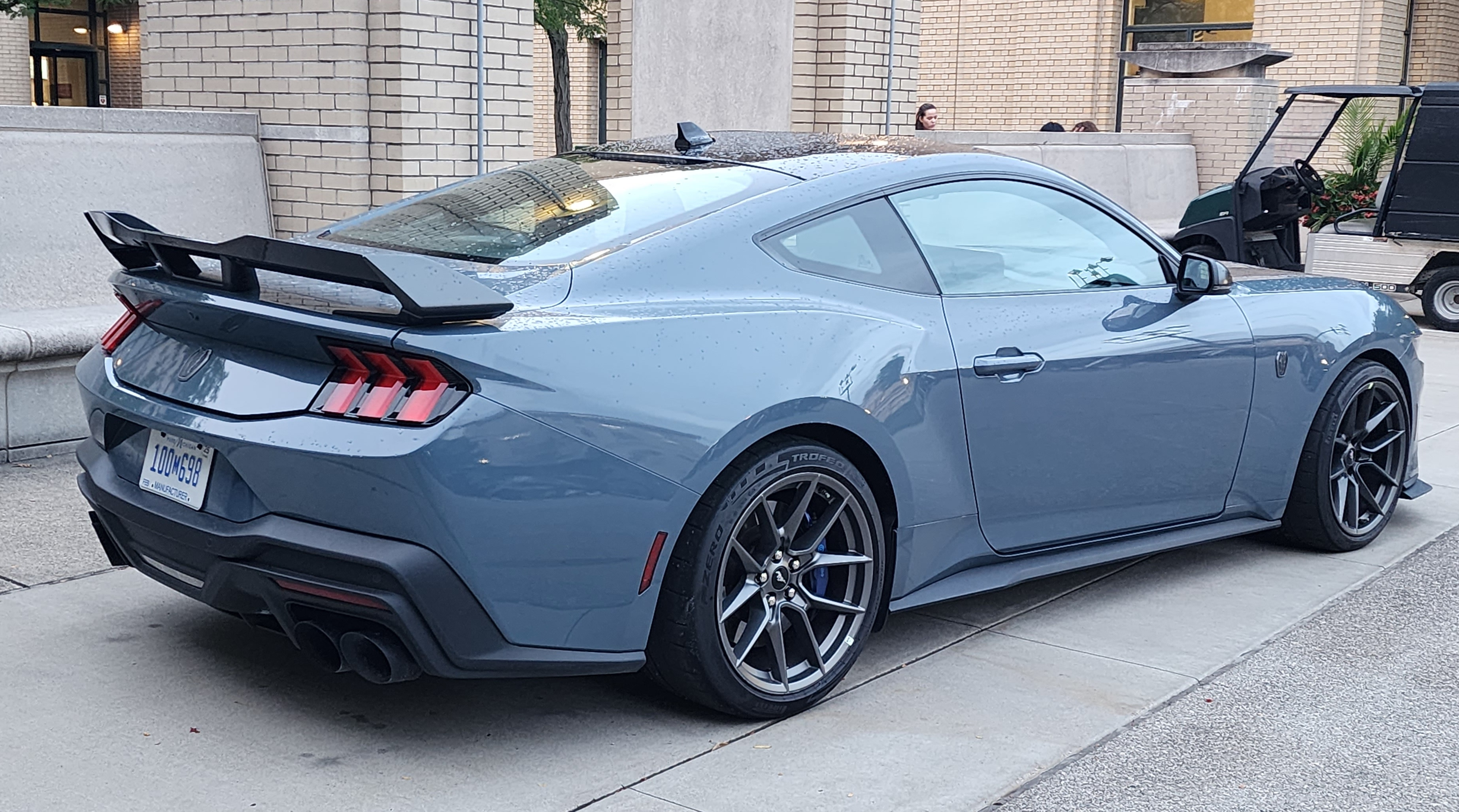
Vista lateral-trasera

El modelo de la nueva generación tendría un ciclo de vida que durará 8 años, según las propias decisiones que ha tomado el fabricante. Esto le ayudaría, al mismo tiempo, a ahorrar costes en ingeniería y desarrollo para un modelo, que en volúmenes sería incapaz de rivalizar con los otros vehículos en el mercado de América del Norte, lo que demuestra la confianza que tienen a este deportivo. También se esperaba que esté soportada por una plataforma que permita agregar incluso tracción en las cuatro ruedas.
Sería ensamblado en la planta de Flat Rock, Míchigan. Inicialmente, se dieron ciertas pistas de que tendría transmisión manual de seis velocidades con una imagen filtrada, es decir, mantendría una configuración de tres pedales. Los primeros rumores apuntaban a que sería presentado a finales de 2022 y saldría a la venta a partir del verano de 2023. Poco después se dio a conocer que también tendría disponible una transmisión automática de diez velocidades.
Algunos de los cambios que presenta en términos de diseño no es demasiado distinto de la sexta generación, ya que mantiene las líneas y formas de los últimos años, aunque poniendo más atención y observándolo más a detalle, se pueden apreciar las diferencias. Sus principales cambios son: un nuevas luces, una parrilla más cuadrada y más baja en forma de "U" con un tamaño reducido que es un cambio significativo, así como una entrada de aire en el cofre alargado con una nariz más plana, un parabrisas más empinado y unas salpicaderas un poco más anchas, añadiendo un toque angular y de modernidad. En la parte trasera tiene un módulo de alerón trasero ampliado y un difusor rediseñado para mejorar la aerodinámica. Se rumoraba en un inicio que sería eléctrico, lo cual fue descartado, aunque probablemente se ofrezca más adelante una variante híbrida. Las opciones de motorización que son en su totalidad de gasolina, seguirían siendo un V8 Coyote de 5038 cm³ (5 L; 307,4 plg³) o un cuatro cilindros EcoBoost de 2261 cm³ (2,3 L; 138 plg³).
Se presentó oficialmente el 14 de septiembre de 2022 en el Salón del Automóvil Internacional de Norteamérica en Detroit, durante un evento llamado "The Stampede". Se seguiría ofreciendo en carrocerías tanto cupé como descapotable. Su llegada a Europa tardaría unos meses más, ya como modelo 2024.

"Mustang es el auto deportivo más vendido del mundo porque hay uno ideal para todos, desde un convertible EcoBoost hasta un cupé fastback GT V8 de 5 litros. Ahora es el momento de que una nueva estampida de propietarios, fanáticos y empleados den la bienvenida al próximo capítulo del legado de Mustang: la séptima generación, que será la mejor hasta ahora…"
dijo: Jim Farley, presidente y director ejecutivo de Ford Motor Company.

Se esperaba que tuviera una parrilla más grande y seccionada para la versión GT, entradas de aire más grandes y unos faros más rectangulares, delgados y estilizados con un distintivo diseño de triple proyector completamente led y una forma más afilada, pero nada más elaborado a nivel estético. También se estimaba que se mantendrían los pilotos con tres barras verticales. En su interior, se esperaba que incluyera una doble pantalla táctil central alojada por una sola pieza de vidrio y un diseño limpio del tablero con pocos botones y digitalizado. La pantalla del piloto es de 12,9 pulgadas (32,8 cm) inspirada en los aviones de combate, mientras que la segunda es de 13,2 pulgadas (33,5 cm) que, en lugar de funcionar con sistema operativo Android Automotive, sería con el nuevo sistema de infoentretenimiento SYNC 4, ya usado previamente en otros modelos del fabricante, el cual es compatible con Amazon Alexa, Apple CarPlay y Android Auto, además de tecnología gráfica por parte del Unreal Engine 3D. El clúster del tablero digital incluye seis modos de conducción personalizables, control sobre los colores de la pantalla, los medidores y la iluminación ambiental, así como temas de modo nocturno y "Fox Body". El volante es de fondo plano, un estilo que da más espacio para poder entrar y salir del asiento del piloto, así como mayor espacio para las rodillas. Opcionalmente, el cliente podría ordenar el paquete Performance, que incluye asientos Recaro, frenos Brembo, diferencial de deslizamiento limitado tipo Torsen, neumáticos más anchos y freno de mano electrónico. Las demás innovaciones tecnológicas incluyen un reforzado paquete de sistemas de seguridad y asistencia al piloto, con reconocimiento de señales tránsito, control de crucero adaptativo inteligente con función "Stop & Go", asistente de centrado de carril, dirección asistida evasiva, asistente de frenada en reversa y una suspensión activa que realiza un análisis constante del chasis, la dirección y frenada ajustando la suspensión, según se requiera. Tiene seis modos de conducción: Normal, Sport, Deslizante, Drag, Pista y otro adicional personalizable, además de un sistema punta tacón automático, siendo de serie en la variante GT.

### Mustang GTD

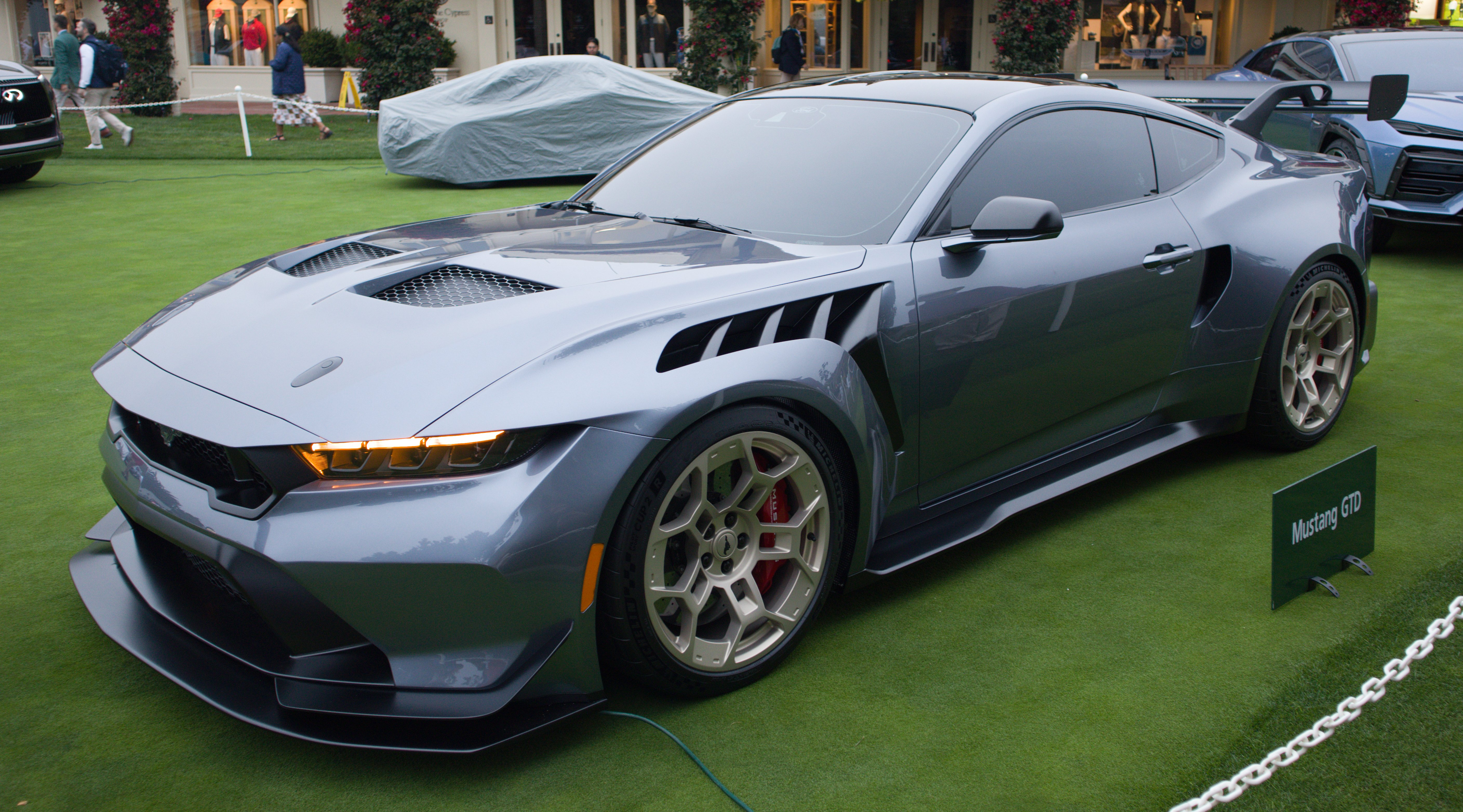
Variante GTD en el concurso de la elegancia de Pebble Beach de 2023

La versión GTD sería el Mustang homologado para carretera más rápido de todos los tiempos. Fue presentado durante la semana del automóvil de Monterey, California de 2023. Las siglas "GTD" no tienen nada que ver con un motor diésel, sino que se refieren a la categoría de competición clase GT Daytona de la IMSA. Se trata de una exclusiva serie limitada de la que no se ha dado a conocer cuántas unidades serían fabricadas, cuya producción comenzaría hasta finales de 2024 o principios de 2025. Para ello, se haría uso masivo de materiales ligeros, principalmente la fibra de carbono, tomando la tecnología de competición proveniente del GT3.
La suspensión tiene muelles helicoidales y amortiguadores de dureza variable. El esquema es muy diferente respecto a otros Mustang, especialmente en el eje trasero donde se ha instalado un sistema de varilla de empuje tipo "pushrod", es decir, los muelles y amortiguadores van colocados casi en horizontal y montado sobre un subchasis tubular. La altura de la carrocería varía 40 mm (1,57 pulgadas) mediante unos mecanismos hidráulicos. Los frenos son firmados por Brembo, cuyos discos están hechos de material carbono-cerámico y con pinzas (calipers) fijas, aunque no se ha especificado de cuántos pistones. Los rines de serie son de aluminio forjado, pero también se pueden pedir opcionalmente unas de magnesio, ya que es más ligero. Los neumáticos son Michelin Pilot Sport Cup 2, de medidas 325/30 ZR20 pulgadas (50,8 cm) en el eje delantero y 345/30 ZR20 pulgadas (50,8 cm) en el trasero.
Casi toda la carrocería está hecha de fibra de carbono, aunque las puertas son de aluminio y, opcionalmente, hay un paquete aerodinámico compuesto por unos bajos carenados también de fibra, además de un sistema de aerodinámica activa que actúa sobre el deflector delantero y el alerón trasero. No se ha dado a conocer todavía el peso, pero el fabricante señala que tendría un reparto de peso de 50/50%.
En el interior se usa plástico, fibra de carbono, ante y cuero para recubrir todos los elementos. Algunas otras piezas pueden fabricarse con aluminio reciclado del avión de combate Lockheed Martin F-22 Raptor. Los asientos son provistos por la firma Recaro únicamente para las plazas delanteras, debido a que los traseros se han eliminado para reducir el peso y proporcionar espacio de carga.
Su motor V8 sobrealimentado de 5163 cm³ (5,2 L; 315,1 plg³) está diseñado por Ford Performance, el cual ha sido ajustado para desarrollar una potencia de más de 800 HP (811 CV; 597 kW) a un régimen máximo de 7500 rpm, siendo el primero en utilizar sistema de lubricación por cárter seco en un Mustang de calle y un sistema de escape de válvula activa de titanio disponible. Este va acoplado a una caja de cambios de doble embrague de ocho velocidades fabricada por Tremec y que hizo su debut en el Chevrolet Corvette Stingray de 2020, la cual va montada en el eje trasero y unida al motor por un eje de fibra de carbono.

### Especificaciones
Se esperaba que el nuevo V8 Coyote produzca 480 HP (487 CV; 358 kW) y 418 lb·pie (567 N·m) de par máximo, siendo hasta ahora la mayor potencia y par en un Mustang V8 estándar naturalmente aspirado. Opcionalmente, estaría disponible también con un nuevo sistema de escape de rendimiento con válvula activa, con lo que se eleva la potencia hasta 486 HP (493 CV; 362 kW) en la versión GT.
Otra variante más radical llamada "Dark Horse", produce 500 HP (507 CV; 373 kW) de su V8 también naturalmente aspirado, para la cual está confirmado que se ofrecería con una transmisión manual TREMEC de seis velocidades. Esta versión se alimenta mediante una configuración de cuerpo de acelerador de doble entrada para ofrecer un mejor flujo de aire, respuesta del acelerador y mayor potencia. Su apariencia tiene una estética más agresiva con una nueva pintura especial Blue Ember metalizada, acentos oscuros en los faros o la parrilla, faldones extendidos, cuyo un interior cuenta con tapicería en gamuza con costuras azules y un sistema de sonido Bang & Olufsen de 12 bocinas también de serie, así como el mejor equipo de rendimiento.
También se han incrementado las estimaciones de economía de combustible en comparación con la generación anterior, que según la Agencia de Protección Ambiental de los Estados Unidos (EPA), el modelo base 2024 tiene un consumo de 22 mpgAm (10,7 L/100 km; 9,4 km/L) en ciudad, 34 mpgAm (6,9 L/100 km; 14,5 km/L) en carretera y 26 mpgAm (9 L/100 km; 11,1 km/L) en el ciclo combinado.
Por su parte, el nuevo motor EcoBoost de 2.3 L también tendría un aumento de potencia, siendo la mayor ofrecida en un Mustang de cuatro o seis cilindros hasta ahora.
| Variantes              | EcoBoost                           | GT                                                                    | Dark Horse                          |
| ---------------------- | ---------------------------------- | --------------------------------------------------------------------- | ----------------------------------- |
| Tipo de motor          | 4 cilindros en línea               | V8                                                                    | V8                                  |
| Distribución           | DOHC 4 válvulas x cilindro Ti-VCT  | DOHC 4 válvulas x cilindro Ti-VCT                                     | DOHC 4 válvulas x cilindro Ti-VCT   |
| Alimentación           | Inyección directa                  | Inyección directa                                                     | Inyección directa                   |
| Aspiración             | Turbo Twin-scroll                  | Natural                                                               | Natural                             |
| Cilindrada             | 2261 cm³ (2,3 L; 138 plg³)         | 5038 cm³ (5 L; 307,4 plg³)                                            | 5038 cm³ (5 L; 307,4 plg³)          |
| Diámetro x carrera     | 84 x 102 mm (3,31 x 4,02 pulgadas) | 93 x 92,7 mm (3,66 x 3,65 pulgadas)                                   | 93 x 92,7 mm (3,66 x 3,65 pulgadas) |
| Relación de compresión | 10.6:1                             | 12.0:1                                                                | 12.0:1                              |
| Potencia máxima        | 315 HP (319 CV; 235 kW)            | 480 HP (487 CV; 358 kW) 486 HP (493 CV; 362 kW) (con escape mejorado) | 500 HP (507 CV; 373 kW)             |
| Par máximo             | 350 lb·pie (475 N·m)               | 415 lb·pie (563 N·m)                                                  | 418 lb·pie (567 N·m)                |

| Tipo                  | 1.ª     | 2.ª     | 3.ª     | 4.ª     | 5.ª     | 6.ª     | 7.ª     | 8.ª     | 9.ª     | 10.ª    | Final |
| --------------------- | ------- | ------- | ------- | ------- | ------- | ------- | ------- | ------- | ------- | ------- | ----- |
| Manual Getrag MT-82   | 3.237:1 | 2.104:1 | 1.422:1 | 1.000:1 | 0.814:1 | 0.622:1 | n/a     | n/a     | n/a     | n/a     | 3.15  |
| Manual Tremec TR-3160 | 3.25:1  | 2.23:1  | 1.61:1  | 1.24:1  | 1.00:1  | 0.63:1  | n/a     | n/a     | n/a     | n/a     | 3.73  |
| Automática            | 4.696:1 | 2.985:1 | 2.146:1 | 1.769:1 | 1.520:1 | 1.275:1 | 1.000:1 | 0.854:1 | 0.689:1 | 0.636:1 | 3.55  |

## En la cultura popular

### Cine

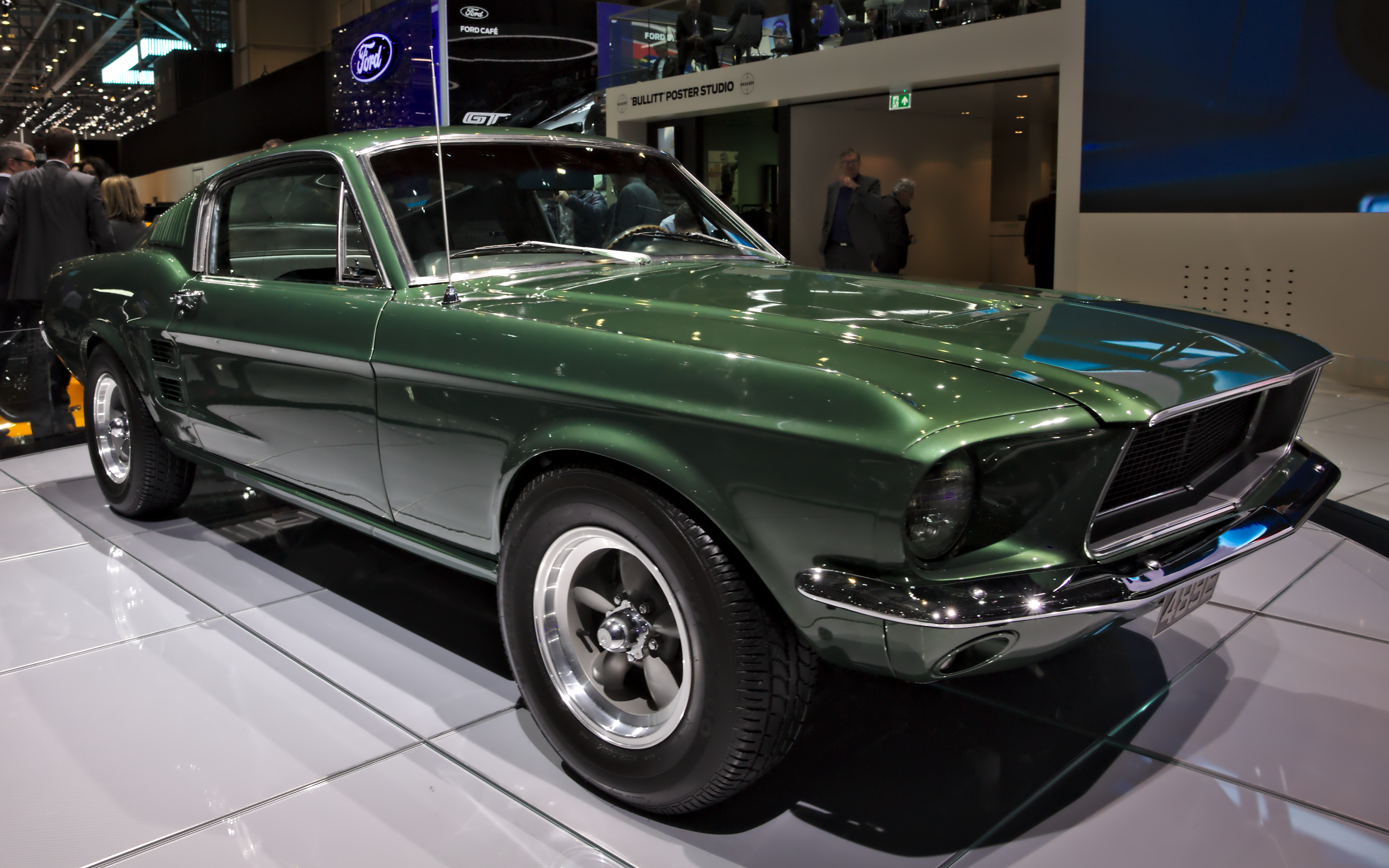
GT 390 Fastback de 1968 en verde oscuro Highland de la película "Bullitt", mostrado en el Salón del Automóvil de Ginebra el 7 de marzo de 2018.

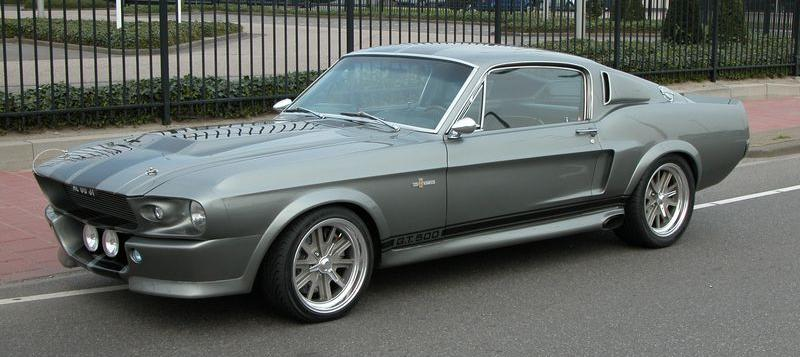
Shelby GT-500 de 1967 "Eleanor", de la película 60 segundos.

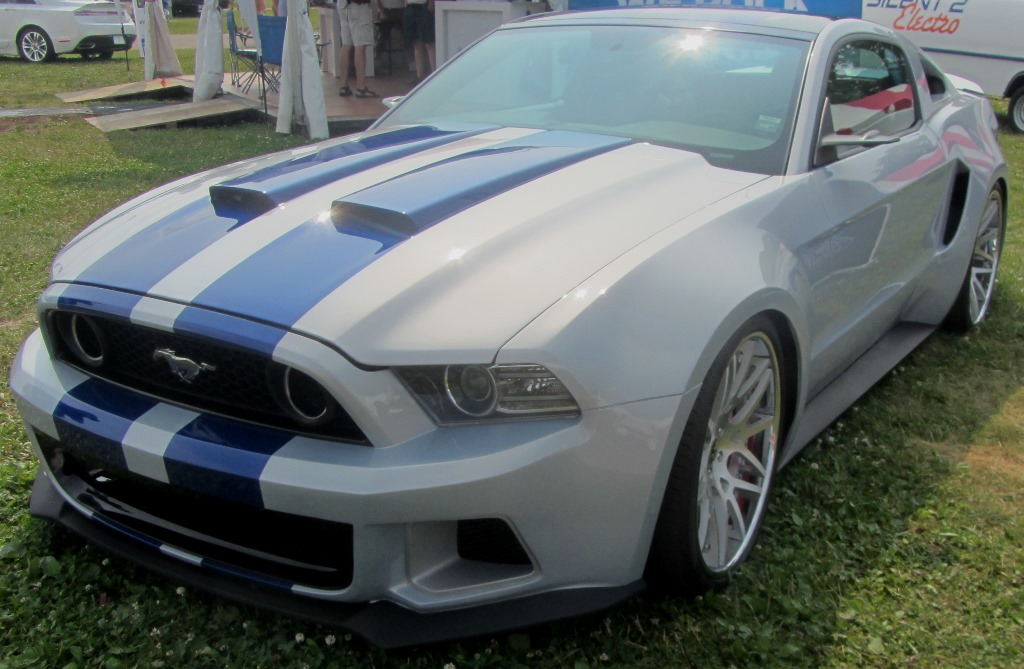
El Mustang usado en la película Need for Speed.

- En la película de James Bond Goldfinger, la compañera de Sean Connery "Tilly Masterson", interpretada por la actriz Tania Mallet, aparece manejando un descapotable modelo 1964.[157]
- En otra película de James Bond, Diamantes para la eternidad, el agente 007 va a dos ruedas por las calles de Las Vegas en un Mach 1 de 1971.[158][159]
- En la película Death Sentence de 2007 aparece un Fastback '69 siendo este el del protagonista Nick Hume.[160]
- En películas como Bullitt de 1968 interpretada por Steve McQueen, aparece un modelo GT de 390 plg³ (6,4 litros), además de otros autos tales como el Dodge Charger. La repercusión del Mustang tras el filme es tal, que en 2001 Ford anunció una edición limitada del modelo: el Ford Mustang GT «Bullitt», con unas prestaciones similares a las del vehículo de la película y que imitaba su característico sonido. De hecho, incluso existen asociaciones de propietarios de este modelo como la International Mustang Bullitt Owners Club.[159][161]
- En Lock Up de 1989, Sylvester Stallone arregla un Cupé Hardtop de 1965 color rojo, mientras cumple condena en una cárcel. Al final, el coche es destrozado por otros presos, siguiendo órdenes del alcaide Warden Drumgoole, interpretado por el actor Donald Sutherland.[162]
- En The Princess Diaries, conocida en España como Princesa por sorpresa, la protagonista Mia Thermopolis, interpretada por Anne Hathaway, tiene un descapotable modelo 1966 de color azul grisáceo.[163]
- En 60 segundos, interpretada por Nicolas Cage, es otra película en la que tiene especial relevancia el Shelby GT500E llamado "Eleanor", con el que el protagonista tiene una relación un tanto especial y que acabará siendo coprotagonista del desenlace de la trama.[164]
- En Transformers, Barricade quien es uno de los Decepticons, se transforma en una patrulla modelo Saleen S281.[165]
- En la película Death Race y Death Race 2, el auto principal es un GT (S197) modelo 2006 estilo chatarrero, que da una imagen clásica de este auto.[166]
- En 2 Fast 2 Furious de 2003, un Saleen S281 aparece en una escena cuando es destruido entre las ruedas de un camión.[167]
- En la película The Fast and the Furious: Tokyo Drift aparece un Fastback de 1967 color verde con franjas blancas.[168][169][170][168]
- En la película Drive protagonizada por Ryan Gosling, el protagonista roba un GT 5.0 negro para cometer un robo a una tienda de empeños.[159]
- En la película Fast & Furious un GT Tjaarda 550R modelo 2008 color amarillo con franjas negras, aparece en unas escenas como cuando Dom, Brian y otros pilotos incluyendo al Mustang, cruzan la frontera de Estados Unidos y México sin ser detectados.[171]
- En Fast & Furious 6, Roman Pearce tiene un Fastback modelo 1969 color blanco con franjas negras, con el que intentan cazar a Owen Shaw. Este coche finalmente es aplastado por un tanque de guerra y utilizado como ancla para detenerlo.[172]
- En un OVA de la serie Gunsmith Cats del mangaka Kenichi Sonoda, la protagonista Irene "Rally" Vincent tiene un Shelby GT500 Fastback de 1967 color azul Acapulco con franjas en blanco Le Mans e interiores en negro.[173]
- En la película Born to Race de 2011, el enemigo del protagonista tiene un GT 2011 (S197) color negro.[174]
- En la serie Alcatraz de 2012, la protagonista repite la misma escena memorable hecha por Steve McQueen del Mustang persiguiendo al Dodge Charger.[175]
- En la película Need for Speed de 2014,[176] el protagonista Tobey Marshall interpretado por el actor Aaron Paul (ex Breaking Bad), ensambla y posteriormente va en el último Shelby GT500 plateado con franjas azules, el cual termina siendo embestido por un camión una noche antes de la "De León", una carrera ilegal anual que se realiza en California.
- También al final de la misma película Need for Speed, cuando Tobey Marshall sale de prisión, Julia Maddon interpretada por la actriz Imogen Poots, llega a recogerlo en un GT modelo 2015 color rojo.[177]
- En la película John Wick, protagonizada por Keanu Reeves, aparece un Boss 429 modelo 1969 color gris.[178]
- En la película Drive Hard protagonizada por John Cusack, después de un atraco roban y huyen en un Mach 1 351 negro y en un Ford Falcon GT.[179]
- En la película Wanted de 2008 protagonizada por James McAvoy y Angelina Jolie, McAvoy aparece en un modelo 1966, mientras que Jolie lo acompaña a bordo de un Chevrolet Corvette 1995. En dicha escena, el Mustang utiliza al Corvette como rampa para elevarse en el aire.[180]
- En el documental dirigido por David Gelb A Faster Horse, se muestra la historia de la creación del Mustang 2015.[181]
- En la película Soy leyenda, el protagonista Will Smith va en un Shelby GT500 modelo 2006 color rojo con franjas blancas.[159]
- En la película El Cabo del Miedo de 1991, readaptación de la película homónima de 1962, Robert De Niro tiene un descapotable modelo 1965 color rojo con tapicería blanca, con el que se dedica a acosar al abogado interpretado por Nick Nolte. No hay persecuciones ni escenas de acción y todo se desarrolla mientras va tranquilamente en su Mustang con el techo bajado y su camisa hawaiana.[159]
- En la serie de televisión Knight Rider de 2008, readaptación de la de 1982, aparece un Shelby GT500KR modelo 2008 como la nueva generación del auto fantástico conocido como "KITT".[182]

### Videojuegos
Ha aparecido en varias series de videojuegos de carreras, tales como: Ford Racing 3, Need for Speed, Grand Theft Auto, The Crew, Asphalt, entre otros.

### Libros
- En la novela Rebeldes escrita por Susan Eloise Hinton, varias veces nombran al Mustang, ya que los "socs" solían ir montados en uno.[191]

### Música

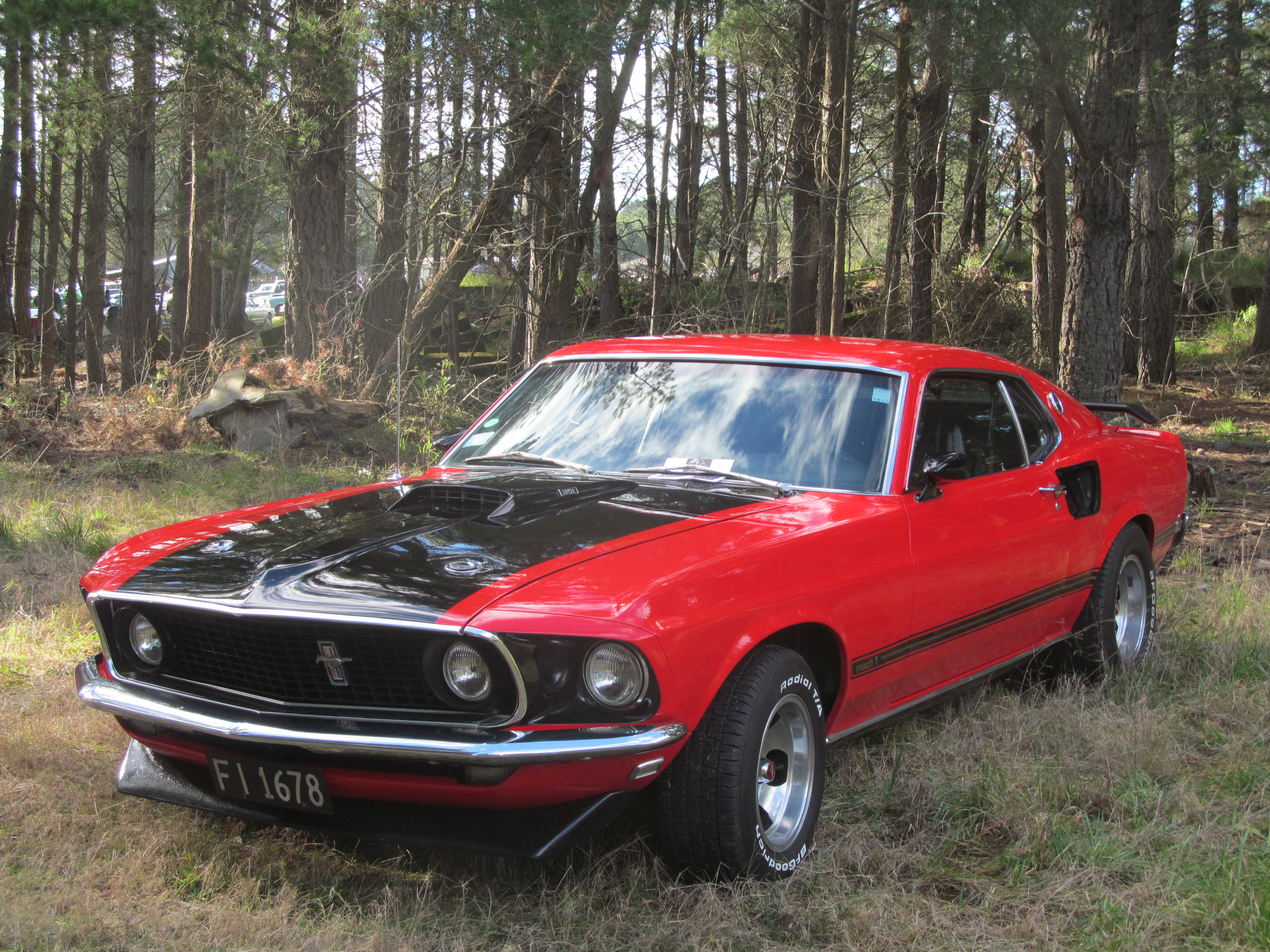
Mach 1 de 1969 similar al que aparece en el video Big Girls Don't Cry de Fergie.

- En el videoclip de la canción Don't Cry de la banda de Rock Guns N' Roses, se ve a Slash en un GT de 1966 que se cae por un precipicio durante el solo de guitarra.[192]

- Jim Morrison tenía un Shelby GT500 de 1967 color azul Nightmist, adquirido con los ingresos derivados del primer disco del grupo The Doors. El auto era apodado "The blue lady", cuyo paradero es desconocido hasta la actualidad, aunque se presume que terminó en alguna chatarrería de Los Ángeles.[193]

- En el videoclip de la canción Ride 'Em On Down de The Rolling Stones, aparece un Fastback GT de primera generación color azul.[194]

- Para la canción Tengo un amor del cantante de Bachata Toby Love, se le puede apreciar de manera protagónica en un descapotable de primera generación de color plateado con interiores en rojo.[195]

- En el videoclip de la canción The One That Got Away de Katy Perry, luego de una discusión con Diego Luna, él se va en un Hardtop de la primera generación color negro.[196]

- Mustang Nismo, de Slash y Brian Tyler en la banda sonora de The Fast and the Furious: Tokyo Drift.[197]

- En el videoclip Let Me Love You de DJ Snake y Justin Bieber, una pareja aparece cometiendo robos en un Mach 1 de 1970.[198]

- En el videoclip Big Girls Don't Cry interpretado por Fergie, aparece un Mach 1 de 1969.[199]

- En la cultura popular chilena, se pueden ver a muchos "flaites" que se autoetiquetan como "artistas" en este tipo de coches, producto de robos, estafas, encerronas y un poco de la música que ellos producen. Como detalle, generalmente los manejan sin una licencia y, algunas veces, los usan solamente para dar la vuelta en la "Pobla".[200]

- La banda Beach Vacation lanzó como parte de su disco I fell apart la canción titulada "Mustang". Esta habla de dar un paseo con su mujer en el ya mencionado vehículo.[cita requerida]